# Desierto de Chihuahua
El Desierto de Chihuahua, conocido también como Desierto Chihuahuense (en inglés: Chihuahuan Desert), es un desierto ubicado en América del Norte. Destaca como la extensión desértica más vasta de América del Norte, abarcando aproximadamente 450,000 km², aunque algunos estudios sugieren una extensión de hasta 630,000 km². Este vasto territorio constituye el 36% del área total de desiertos en el continente americano. Su presencia se manifiesta a lo largo de la frontera entre Estados Unidos y México. Está delimitado por los dos sistemas montañosos más grandes de México: la Sierra Madre Occidental y la Sierra Madre Oriental, al norte limita con el sur de la Montañas Rocosas; precisamente este aislamiento generó el clima desértico característico. Dentro de los cuatro grandes desiertos en América del Norte, el Desierto de Chihuahua se ubica como el más oriental y meridional en el continente. Su denominación se debe a que fue en el estado de Chihuahua donde se iniciaron los estudios pioneros de este ecosistema. 
En territorio estadounidense, ocupa los valles y cuencas del centro y sur de Nuevo México, así como la región al oeste del río Pecos, en Texas y el sureste de Arizona. El 75% se distribuye en territorio mexicano, formando parte de las Sierras y Llanuras del Norte, abarcando porciones significativas de los estados de Sonora, Chihuahua, Coahuila, Durango y Zacatecas, fracciones de importancia ecológica en Nuevo León y San Luis Potosí; e incluso pequeños fragmentos, a veces aislados, de Querétaro, Guanajuato, Hidalgo y Aguascalientes. 
Aunque hacen falta más descripciones de flora y fauna, de acuerdo a algunas fuentes, es el segundo desierto más biodiverso del mundo, por detrás del desierto de Sonora, otro desierto binacional mexicoestadounidense. Como ecorregión, es el único ecosistema de México que se encuentra dentro de las 35 ecorregiones prioritarias globales del Fondo Mundial para la Naturaleza.

## Geografía

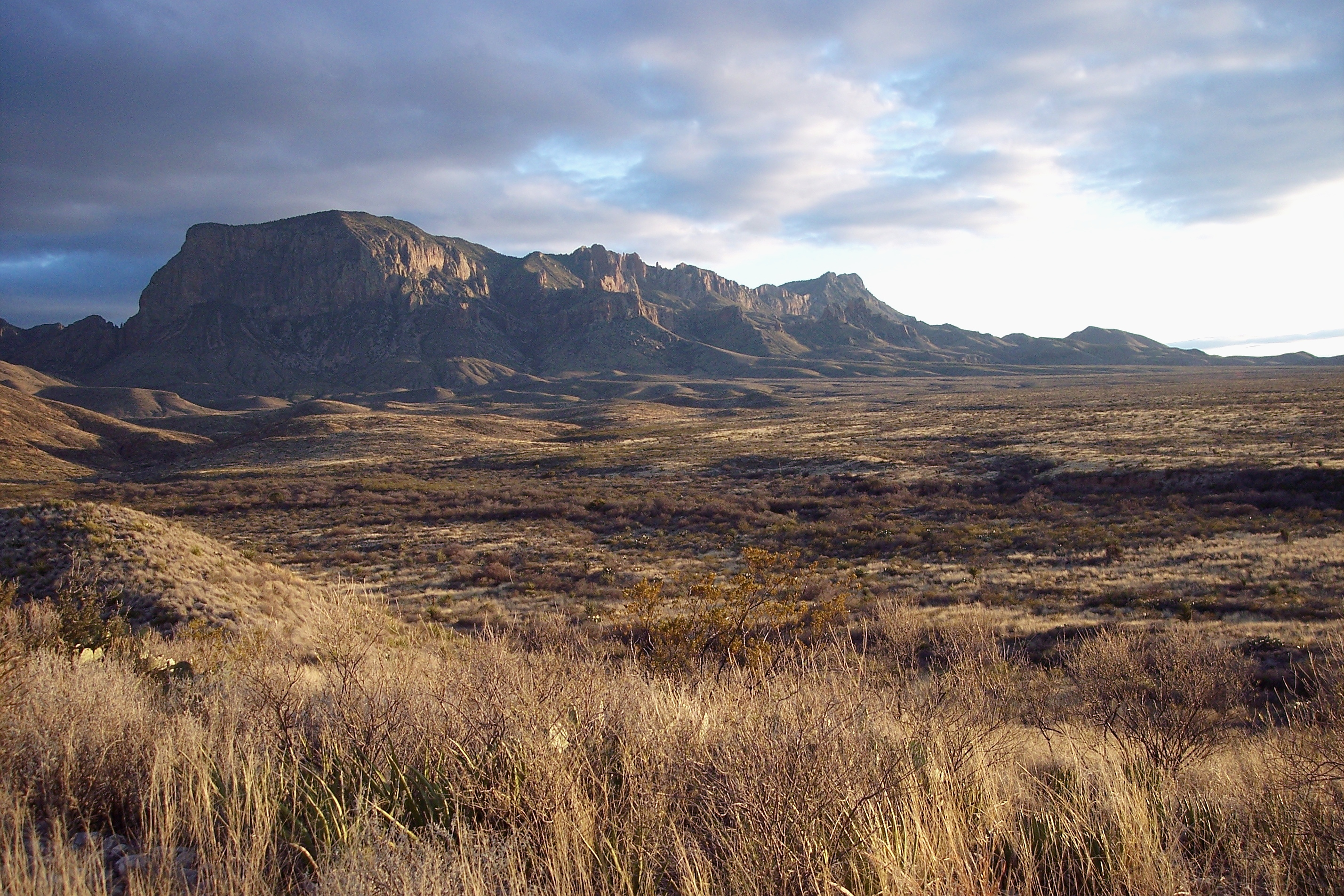
Área natural protegida del parque nacional de Big Bend.

El terreno consiste principalmente de valles separados por varias pequeñas cordilleras, de las cuales destacan el norte de la Sierra Madre Occidental, la Sierra Madre Oriental, la Sierra del Carmen, las montañas Sacramento, las montañas Sandía, las montañas Manzano, las montañas Magdalena-San Mateo, los Montes Chisos, las Montañas Guadalupe, y las montañas Davis. Estos forman islas de microclimas frescos y húmedos dentro del desierto, que llegan a albergar biomas tales como pastizales (desérticos, cortos y arbustivos), matorrales desérticos, bosques caducifolios y bosques de coníferas; algunos acantilados asociados al relieve montañoso, y algunos humedales con vegetación ribereña.  

## Clima
El desierto de Chihuahua presenta una altitud que varía entre los 600 y los 1675 m s. n. m.. Como consecuencia, tiende a tener un clima ligeramente más templado y húmedo durante el verano comparado con el desierto de Sonora-Arizona, ubicado al oeste, aunque, usualmente, las temperaturas oscilan entre los 35 y los 40 °C durante el día. El clima invernal varía de moderadamente templado a muy frío, dependiendo de la altitud. La precipitación es más abundante comparado el desierto de Chihuahua con la mayor parte del desierto de la Gran Cuenca y los desiertos de Sonora y Mojave; de cualquier forma, esta es menor a los 250 mm por año, con la mayor parte de la lluvia cayendo durante la temporada de monzón, al final del verano. Con excepción de las regiones ubicadas a mayor elevación, la precipitación en forma de nieve es escasa y suele ocurrir en invierno, con las corrientes de aire polar del norte.

## Flora

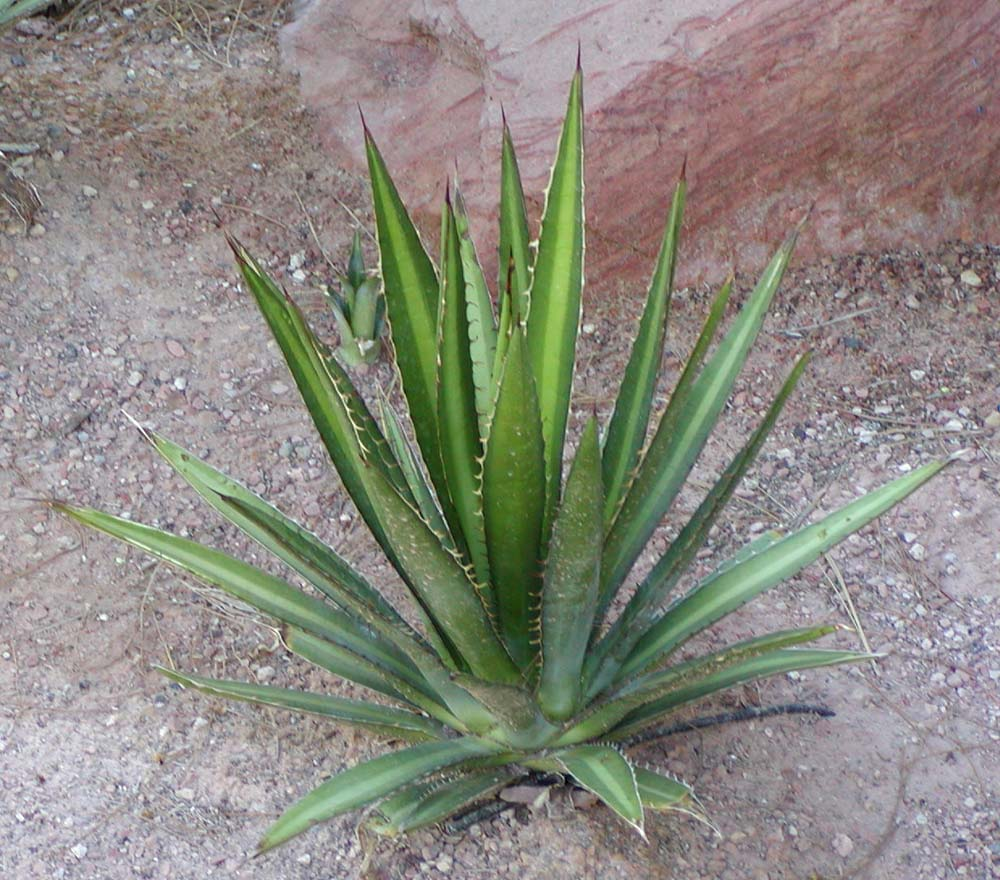
La lechuguilla es una especie característica del desierto de Chihuahua.

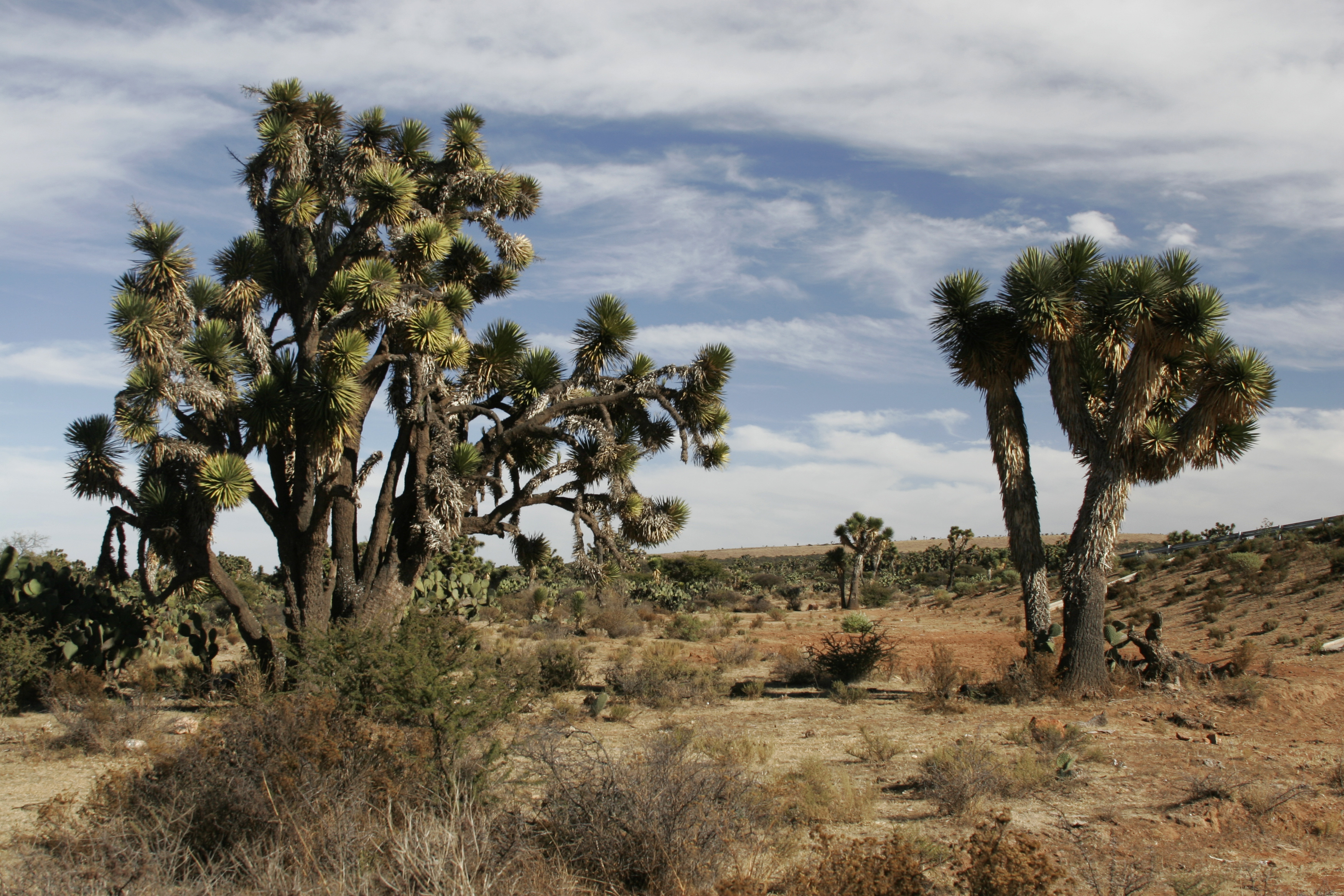
Arbustos, suculentas como Yucca decipiens y pastos pequeños conviviendo en el desierto semiárido de Zacatecas.

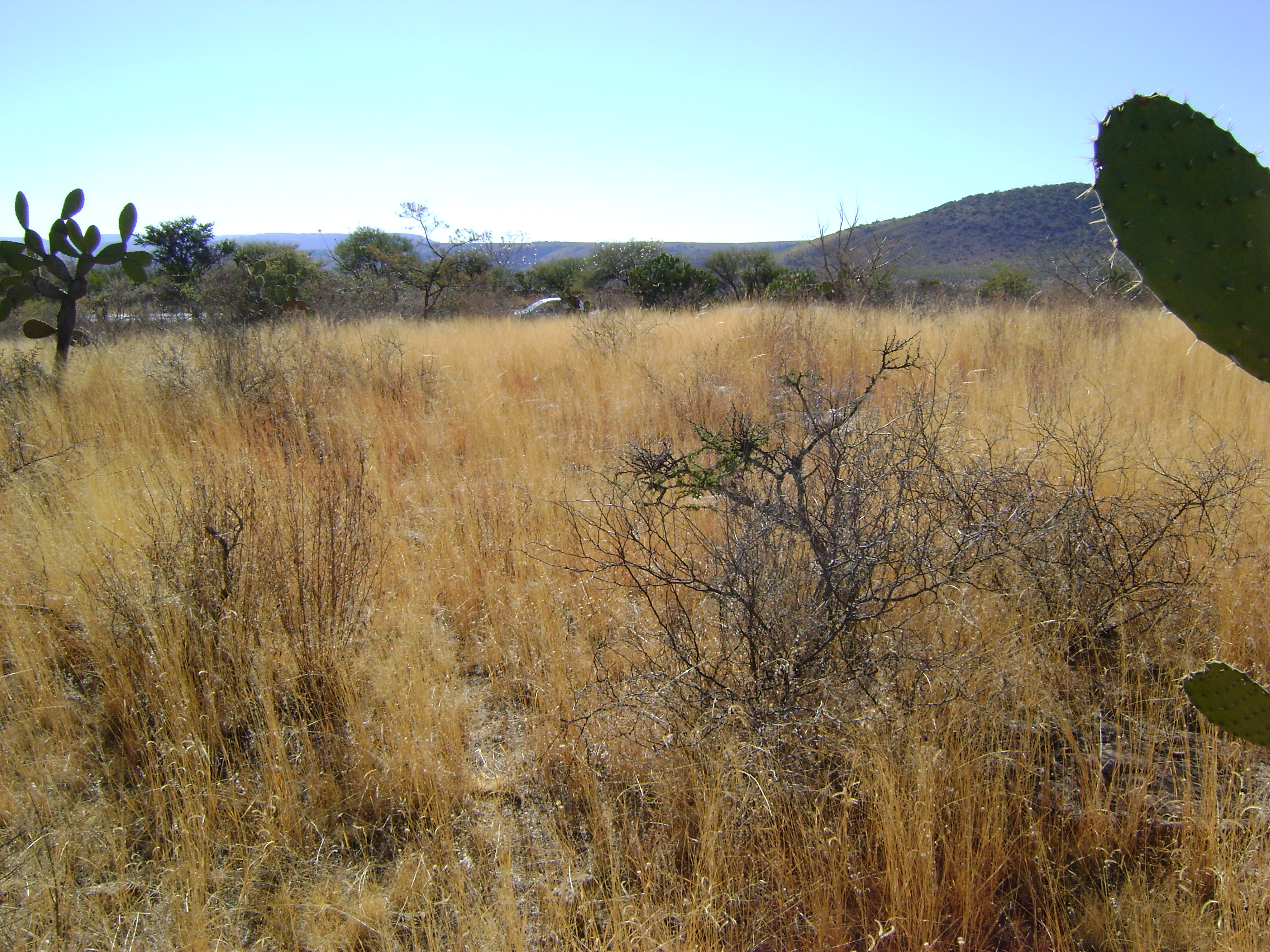
Los pastizales son comunes en la región

A diferencia del desierto de Sonora, en donde abundan grandes cactus y pequeños árboles, el desierto de Chihuahua es predominantemente un desierto de matorrales y pastizales; presentando 4 tipos de vegetación predominantes: pastizal halófilo (conocidos en México como zacatales), pastizal natural, matorral desértico micrófilo (de plantas de hoja pequeña), y matorral desértico rosetófilo. Aun así, alberga 350 de las 1,500 especies de cactáceas del mundo.  
Entre las especies que destacan están el creosote, gobernadora o hediondilla (Larrea tridentata); el hojasén o hierba del hule (Flourensia cernua), que es una especie distribuida más bien de manera dispersa, aunque puede llegar a cubrir áreas extensas bajo determinadas condiciones de humedad y suelo; así como 45 especies de algodoncillo (género Asclepias), de las 132 que se distribuyen en el continente americano. Otras plantas comunes en la parte norte del desierto incluyen arbustos como el chamizo o costilla de vaca (Atriplex canescens), la mariola (Parthenium incanum), el guayule (Parthenium argentatum), y el mezquite dulce (Prosopis glandulosa). Una especie endémica interesante es la doradilla (Selaginella lepidophylla), planta que "resucita", tras un periodo de desecación (de días a varios años) puede continuar su ciclo vital si se vuelve a hidratar, mediante un proceso conocido como anhidrobiosis.    
Entre las suculentas, existen algunas cactáceas de pequeñas a medianas, tales como la cholla o cardenche (Cylindropuntia imbricata), yucas o palmitas (Yucca elata, Yucca torreyi, Yucca decipiens), agaves tales como la lechuguilla (Agave lechuguilla), el ocotillo (Fouquieria spendens), y el sotol (Dasylirion sp.). Del género Ferocactus hay representantes como la biznaga de agua o cacto de barril (Ferocactus wislizenii), y la biznaga barril costillona (Ferocactus hamatacanthus). Del género Mammillaria hay representantes como la biznaga de chilitos (Mammillaria pottsii), la biznaga de espinas pubescentes (Mammillaria lasiacantha), la biznaga china (Mammillaria heyderi), y la biznaga (Mammillaria wrightii). Del género Ariocarpus, llamadas también "rocas vivientes", hay representes como el chaute (Ariocarpus fissuratus). Del género Coryphantha, hay representantes como la biznaga compacta partida (Coryphantha compacta), la biznaga partida de cuernos (Coryphantha cornifera) en la porción sur del desierto, también la biznaga partida erizo (Coryphantha echinus), la biznaga partida-partida (Coryphantha macromeris), la biznaga partida gruesa (Coryphantha poselgeriana), la biznaga Cutak (Coryphantha ramillosa) y la biznaga partida de espinas gruesas (Coryphantha robustispina). Del género Escobaria se tiene representantes como la biznaga Escobar de espinas gruesas (Escobaria dasyacantha), el cactus alfiletero de Sneed (Escobaria sneedii) y la biznaga rómbica (Escobaria tuberculosa). Del género Echinocactus destaca la biznaga meloncillo (Echinocactus horizonthalonius). El desierto es una amplia zona de distribución de todo el género Echinocereus, como son el alicoche arcoíris de Texas (Echinocereus dasyacanthus), el alicoche real (Echinocereus enneacanthus), el alicoche peine (Echinocereus pectinatus), el alicoche sanjuanero (Echinocereus stramineus), y el cactus erizo de nailon (Echinocereus viridiflorus). Del género Echinomastus, hay representantes como la biznaga bola de mariposa (Echinomastus mariposensis), la biznaga bola de nieve (Echinomastus unguispinus), y la biznaguita Warnock (Echinomastus warnockii). Del género Epithelantha, llamado también cacto botón, hay representantes tales como el cacto de botón bola de pingpong (Epithelantha bokei), y la biznaga blanca chilona (Epithelantha micromeris). Del género Glandulicatus el representante principal es la biznaga bola uncinada (Glandulicactus uncinatus). Por su popularidad como droga recreativa, su uso medicina y su asociación con la cultura huichol, en las últimas décadas se ha vulnerado particularmente a las poblaciones del peyote (Lophophora williamsii), el cual tiene su mayor población en los límites de Coahuila, Zacatecas y San Luis Potosí. El género Thelocactus, tiene como representante a la biznaga pezón bicolor (Thelocactus bicolor). Del género Corynopuntia destaca la choya abrojo de Texas (Corynopuntia schottii). El género Grusonia se representa por la pera espinoza del Big Bend (Grusonia aggeria). Del género Peniocereus, es distinguible al "huevos de venado" (Peniocereus greggii). Por último, en cuanto al género Opuntia, conocidos en México indistintamente como nopales y de alto valor en la gastronomía, se tiene al nopal de Chihuahua, también denominado complejo Opuntia phaeacantha, al nopal coyotillo (Opuntia azurea), al nopal verdoso (Opuntia chlorotica), al nopal cuijo (Opuntia engelmannii), al nopal violáceo (Opuntia macrocentra) y al nopal cegador (Opuntia rufida).   
Entre las especies distintivas por su flor se encuentra el garambullo, de grandes flores violetas, también llamado "cuernitos" (Proboscidea louisianica); la pelagallina o verdollagilla (Kallstroemia grandiflora) de color naranja; así como la granada cimarrona (Pasiflora bryonioides). En las llanuras habita el trébol de pradera velloso (Dalea neomexicana).   
Los pastizales son comunes en este desierto, lo que permite albergar gran cantidad de aves de pastizales y aves migratorias de Norteamérica que invernan en esta región. Esto mismo ha generado problemáticas como la ganadería no sustentable y el sobrepastoreo, lo que ha disminuido la cantidad y calidad de estos pastizales. Existe una gran cantidad de pastos endémicos en esta región exclusivos del continente americano, como son la navajita negra (Bouteloua eriopoda); la navajita (Chondrosum gracile); la banderita (Bouteloua curtipendula); la navajita velluda (Bouteloua hirsuta); el pasto aguja (Bouteloua aristidoides); la navajita anual (Bouteloua barbata); el toboso común o zacate galleta (Hilaria mutica); el zacatón gigante (Sporobolus wrightii) que puede llegar a medir 2 metros de altura; el tempranero (Setaria leucopila); el zacate gigante (Disakisperma dubium); el zacate mota (Chloris radiata); el zacate borreguero (Dasyochloa pulchella); el zacate cola de zorra (Enneapogon desvauxii); el zacate toro (Muhlenbergia emersleyi); el zacate lobero (Lycurus phleoides); la rosetilla (Cenchrus spinifex); el zacate popotillo (Bothriochloa barbinodis); el popotillo colorado (Schizachyrium scoparium); el pasto tres barbas anual (Aristida adscensionis); el zacate tres barbas (Aristida ternipes); el zacate guía (Panicum obtusum);  el zacate de burro (Scleropogon brevifolius); el zacate de arena (Sporobolus cryptandrus) y punta blanca (Digitaria californica). También existen varias especies que se han introducido y tienen efectos como especies invasoras, muchos fueron introducidos por el sobrepastoreo asociado a la ganadería, una vez que la calidad de los pastizales endémicos comenzó a deteriorarse, como son el buffel (Cenchrus ciliaris); pata de gallo (Cynodon dactylon); el abrojo (Tragus berteronianus), conocido por sus glumas espinosas que se adhieren a la ropa y a la piel cuando están secas; el zacate rosado (Melinis repens); el barba negra (Heteropogon contortus); el zacate africano (Eragrostis lehmanniana); el zacate Johnson (Sorghum halepense);  y el zacate de corral (Echinochloa crus-galli).

## Fauna

### Mamíferos
Existen alrededor de 122 mamíferos registrados, estos participan en múltiples interacciones en el desierto, siendo la más común la depredación-presa; muchos tienen múltiples adaptaciones para la vida en el desierto, como son una mayor actividad por la noche o crepúsculo, hábitos subterráneos, obtención de agua a partir de alimentación a base de cactáceas, y la capacidad de producir orina concentrada.
Entre estos destacan el conejo del desierto (Sylvilagus audubonii); la liebre de California (Lepus californicus) y su pariente la liebre antílope (Lepus alleni); el zorro veloz (Vulpes velox); el zorro kit o norteño (Vulpes macrotis), especie de zorro adaptada a la vida en el desierto con grandes orejas que ayudan en la regulación térmica; el hurón de patas negras (Mustela nigripes), que requirió un programa de reintroducción en  México pues estuvo al borde de la extinción en su distribución sur y es considerado el mamífero más amenazado de Norteamérica; el bisonte americano (Bison bison) reintroducido en el territorio mexicano, particularmente en la Reserva de la Biósfera de Janos; el berrendo o antílope americano (Antilocapra americana); el borrego cimarrón (Ovis canadensis) donde se observa en menor proporción que el Desierto Sonorense; el ciervo mulo o venado bura (Odocoileus hemionus), nativo de América del Norte; el pecarí de collar (Pecari tajacu); el coyote (Canis latrans), siendo un carnívoro común en todos los desiertos de Norteamérica; el lobo gris mexicano (Canis lupus baileyi), que también ha sido reintroducido en el territorio mexicano en las últimas décadas; el zorrillo encapuchado (Mephitis macroura) y otros zorrillos como el zorrillo rayado (Mephitis mephitis), el zorrillo cadeno (Conepatus mesoleucus) y el zorrillo pinto (Spilogale gracilis); el gato montés (Lynx rufus); el puma (Puma concolor); el jaguar (Panthera onca); y el oso negro americano (Ursus americanus). En estado vulnerable, se encuentra de forma endémica con los límites de la Sierra Madre Oriental, a la musaraña del Carmen (Sorex milleri).
Entre los roedores se encuentra el ratón de cactus (Peromyscus eremicus); algunas especies de la rata canguro (Dipodomys sp.., como son Diplodomys merriami, D. ordii, D. nelsoni y D.spectabilis); ardillas terrestres del género Ammospermophilus spp, roedores que son comunes en áreas desérticas y tienen adaptaciones para la vida subterránea (destacando Ammospermophilus interpres); el perrito de la pradera mexicano (Cynomys mexicanus) que es un emblema de conservación de la ecorregión y símbolo de algunas de las áreas naturales protegidas de este ecosistema; el perrito de la pradera de cola negra (Cynomys ludovicianus), el perrito de la pradera de Gunnison (Cynomys gunnisoni); la rata de maderas o magueyera (Neotoma albigula); y el puerco espín norteamericano (Erethizon dorsatum). En el lado estadounidense, y en algunos límites del Norte de México es posible encontrar castores (Castor canadensis).  
En el desierto de Chihuahua existen varias especies de murciélagos, particularmente del suborden Microchiroptera (micromurciélagos). Entre ellos el murciélago guanero (Tadarida brasiliensis); el murciélago magueyero o murciélago hocicudo de las nieves (Leptonycteris nivalis); el murciélago pálido (Antrozous pallidus); y el murcielaguito moreno (Myotis lucifugus). Estos animales nocturnos forman colonias y habitan en cuevas, minas, árboles huecos, casas o bodegas abandonadas. Su importancia principal en el ecosistema es como polinizadores y controladores de plagas.

Mamíferos del Desierto Chihuahuense
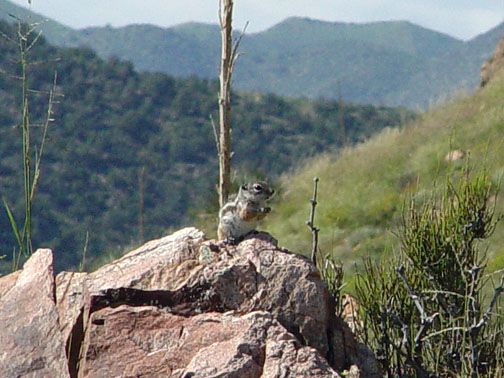
Ammospermophilus interpres
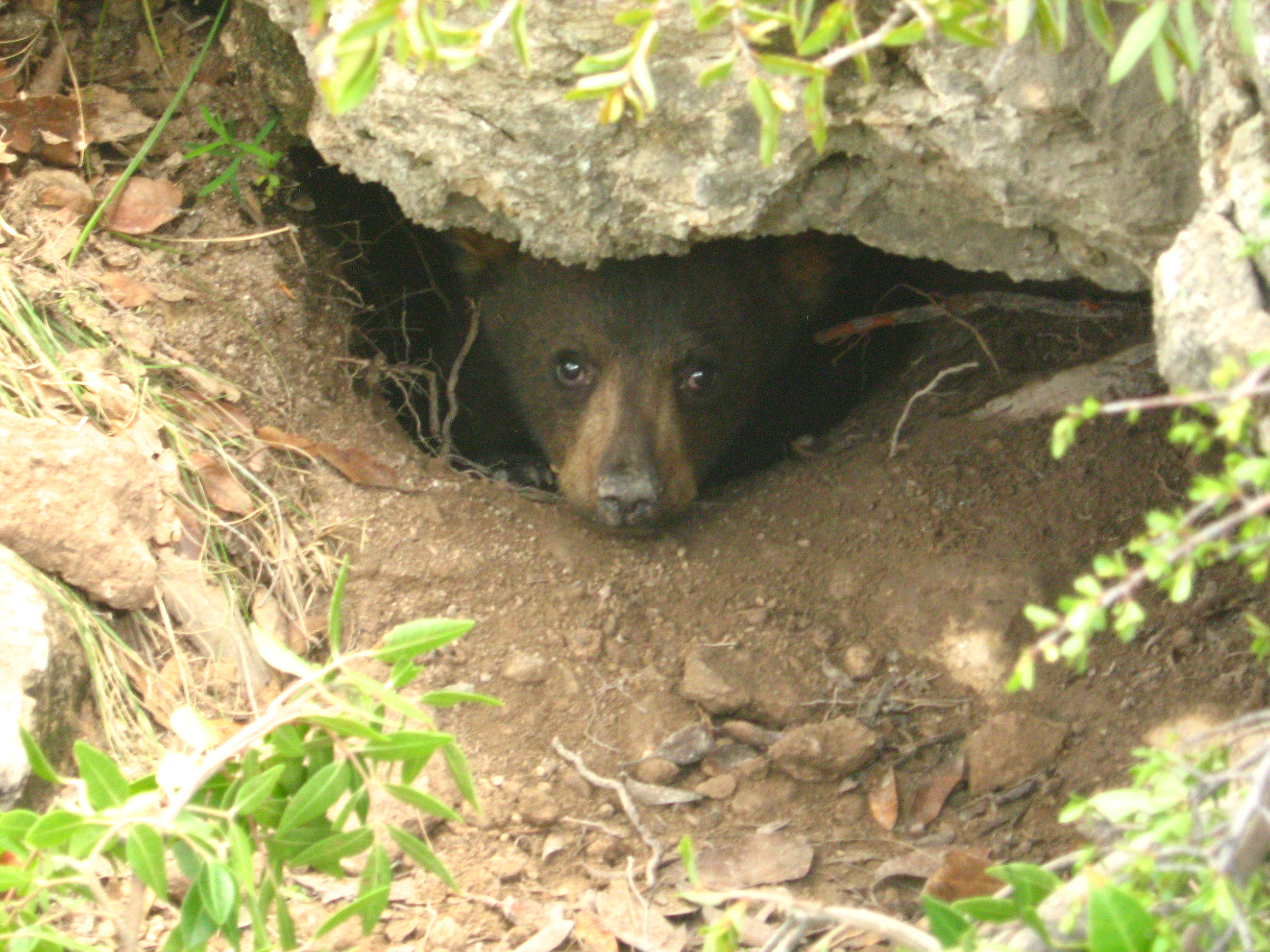
Ursus americanus
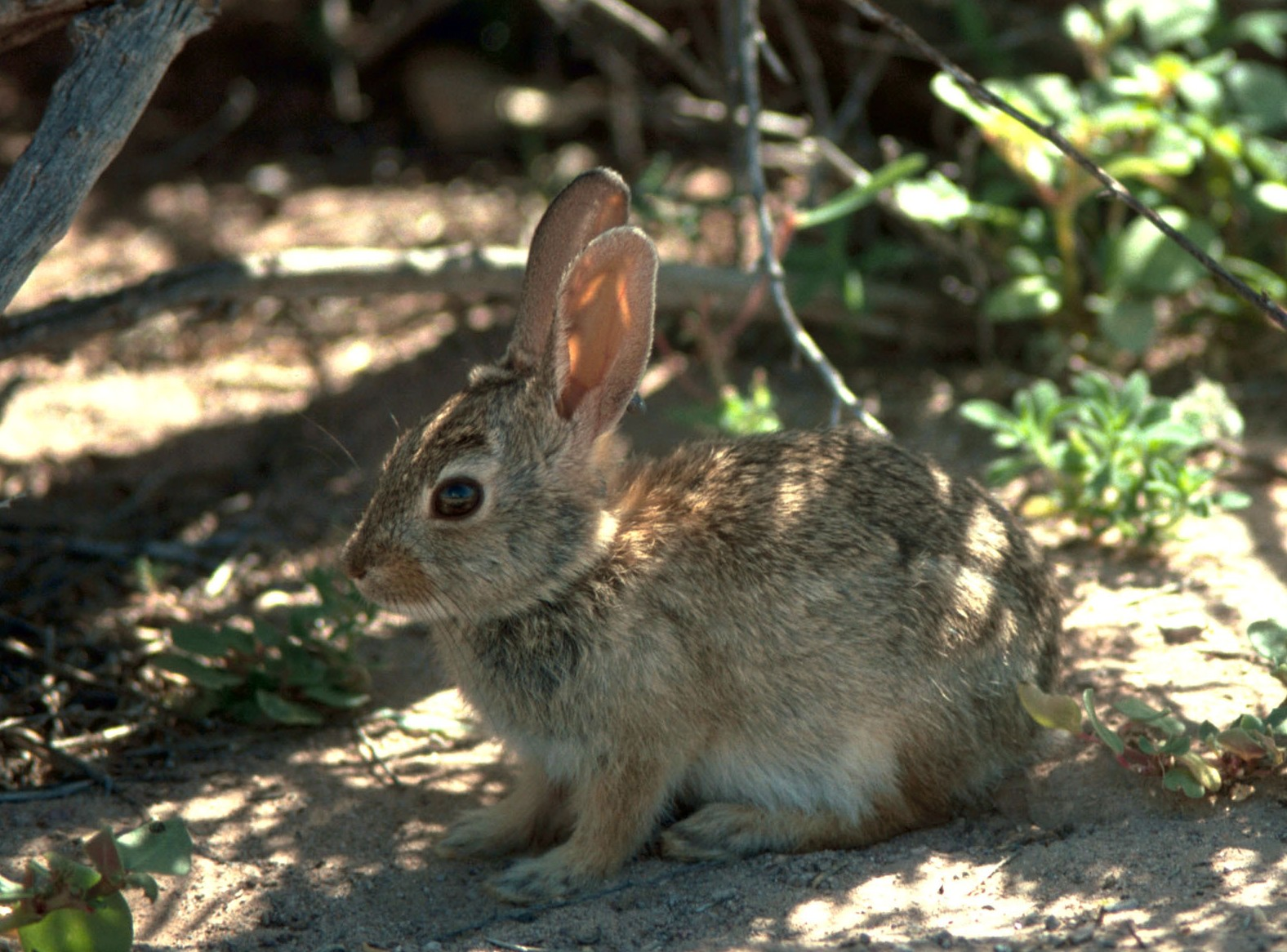
Sylvilagus audubonii
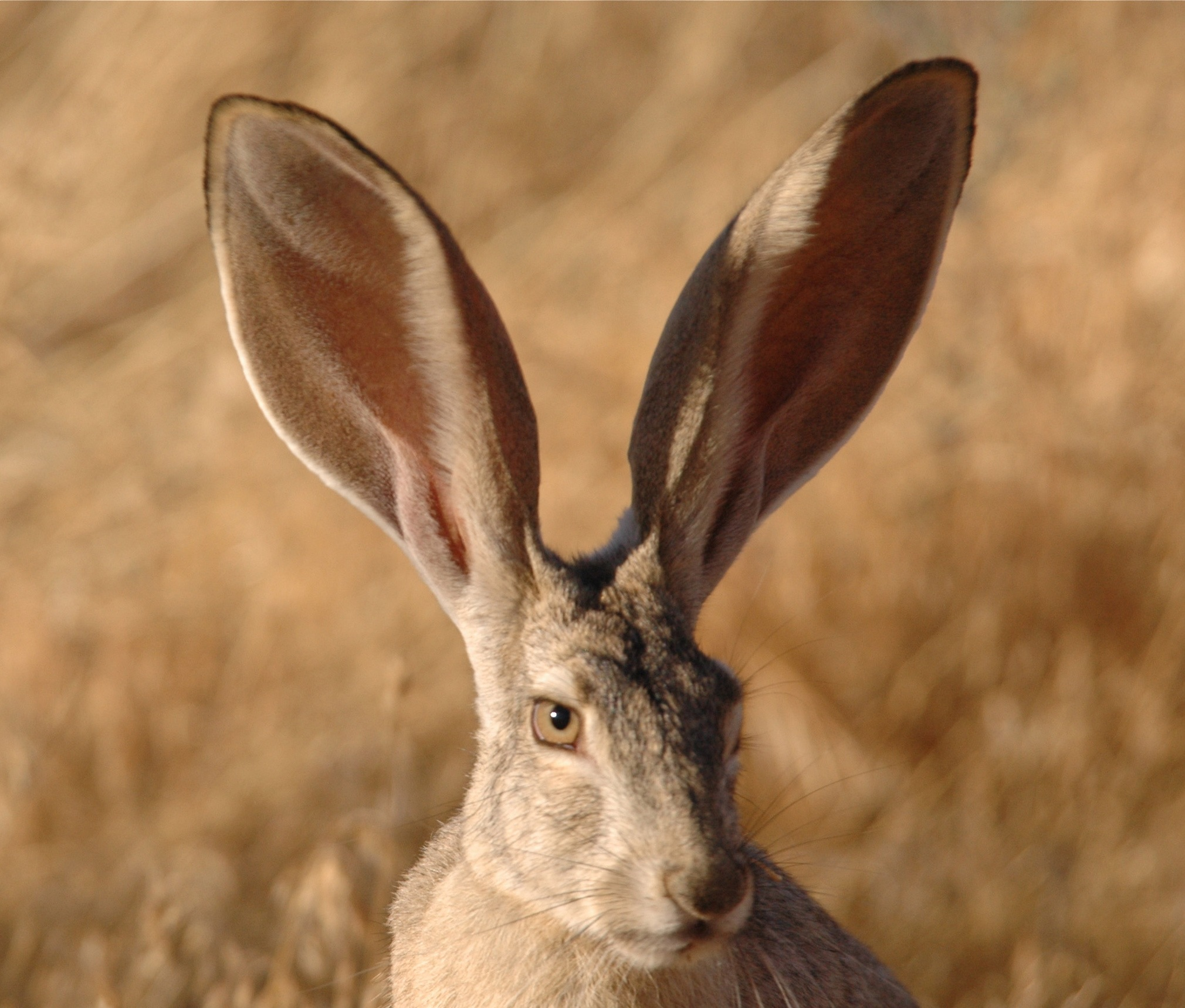
Lepus californicus
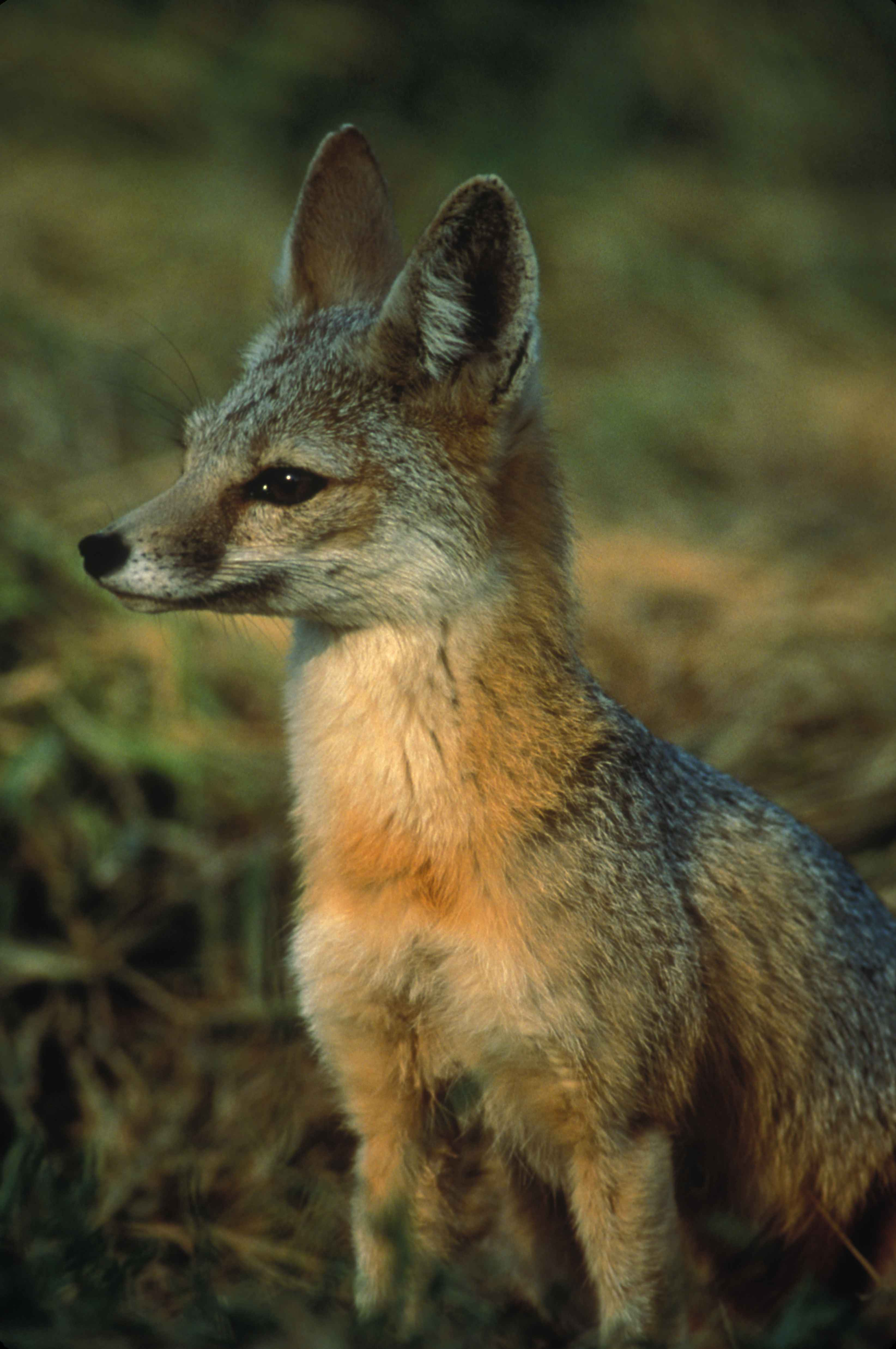
Vulpes macrotis
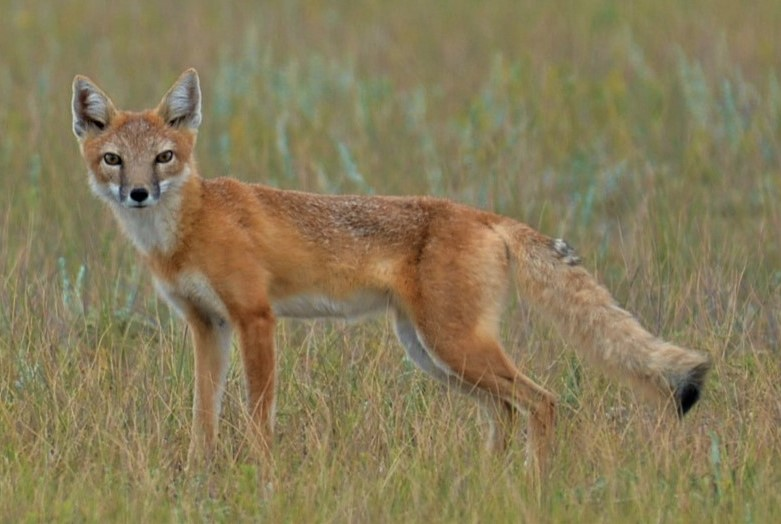
Vulpes velox
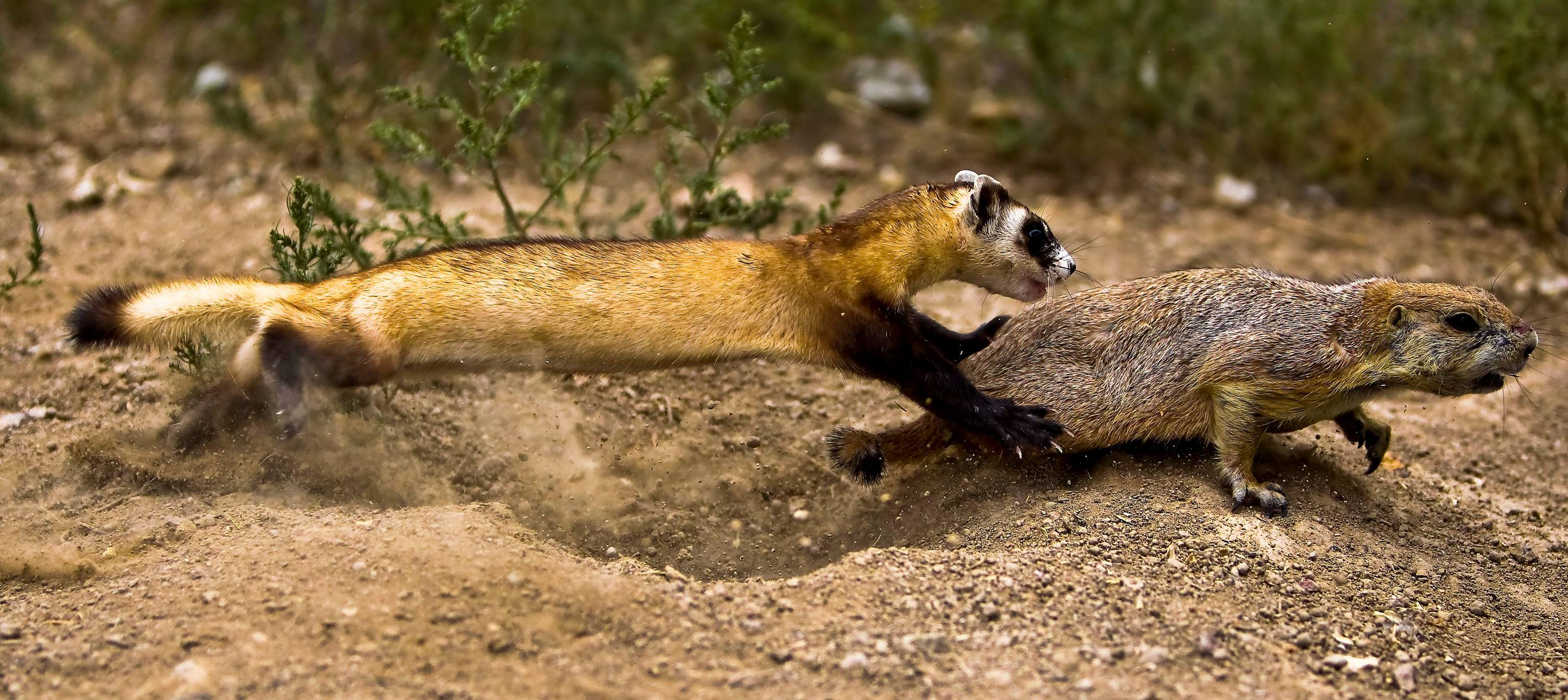
Mustela nigripes
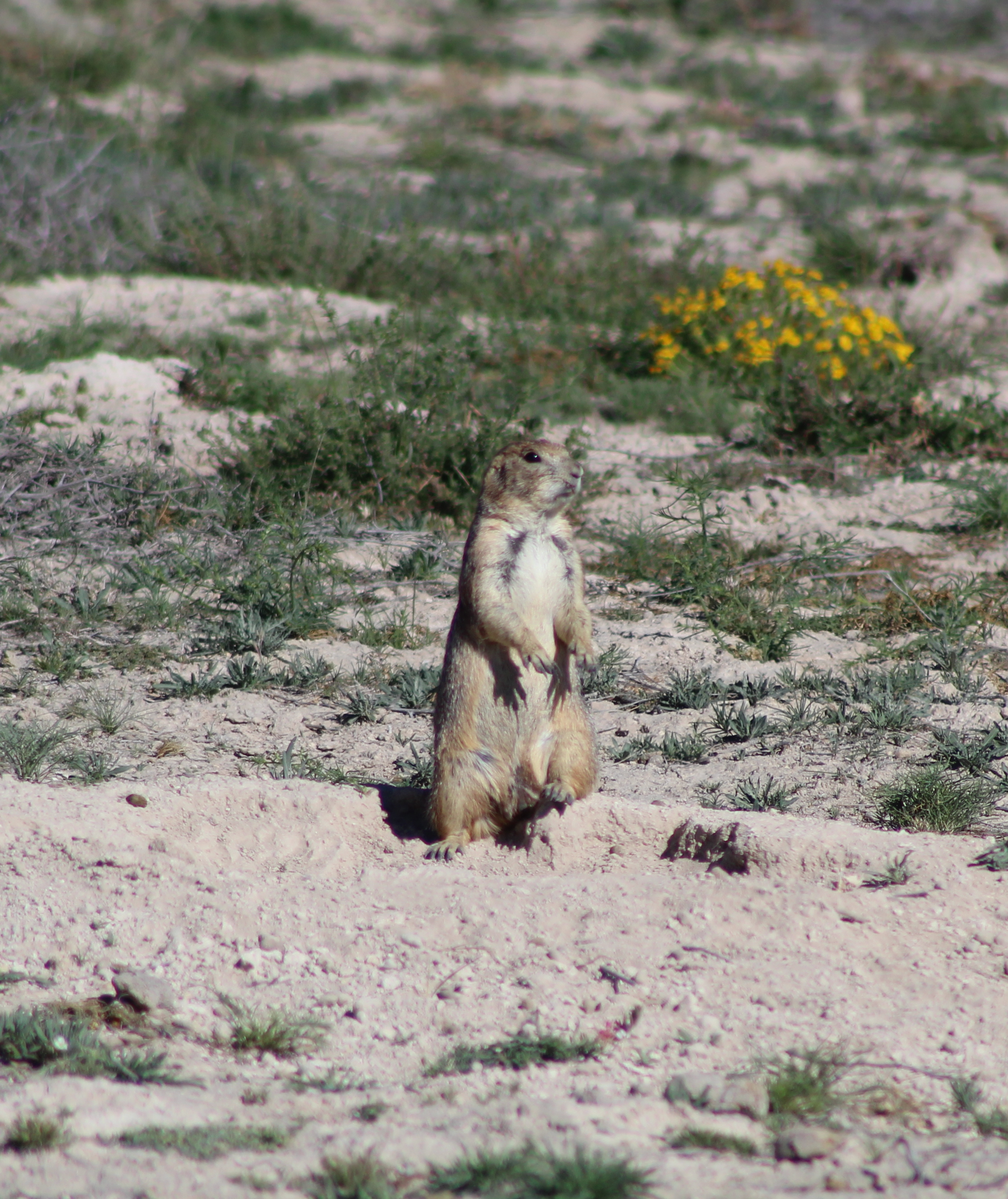
Cynomys mexicanus
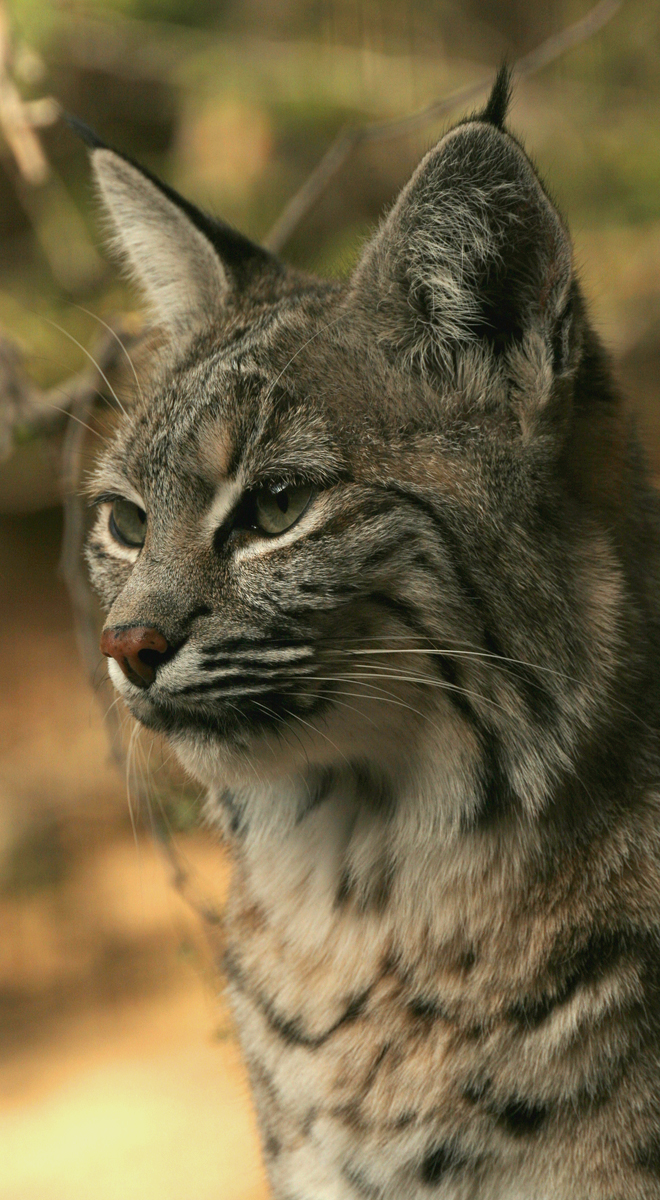
Lynx rufus
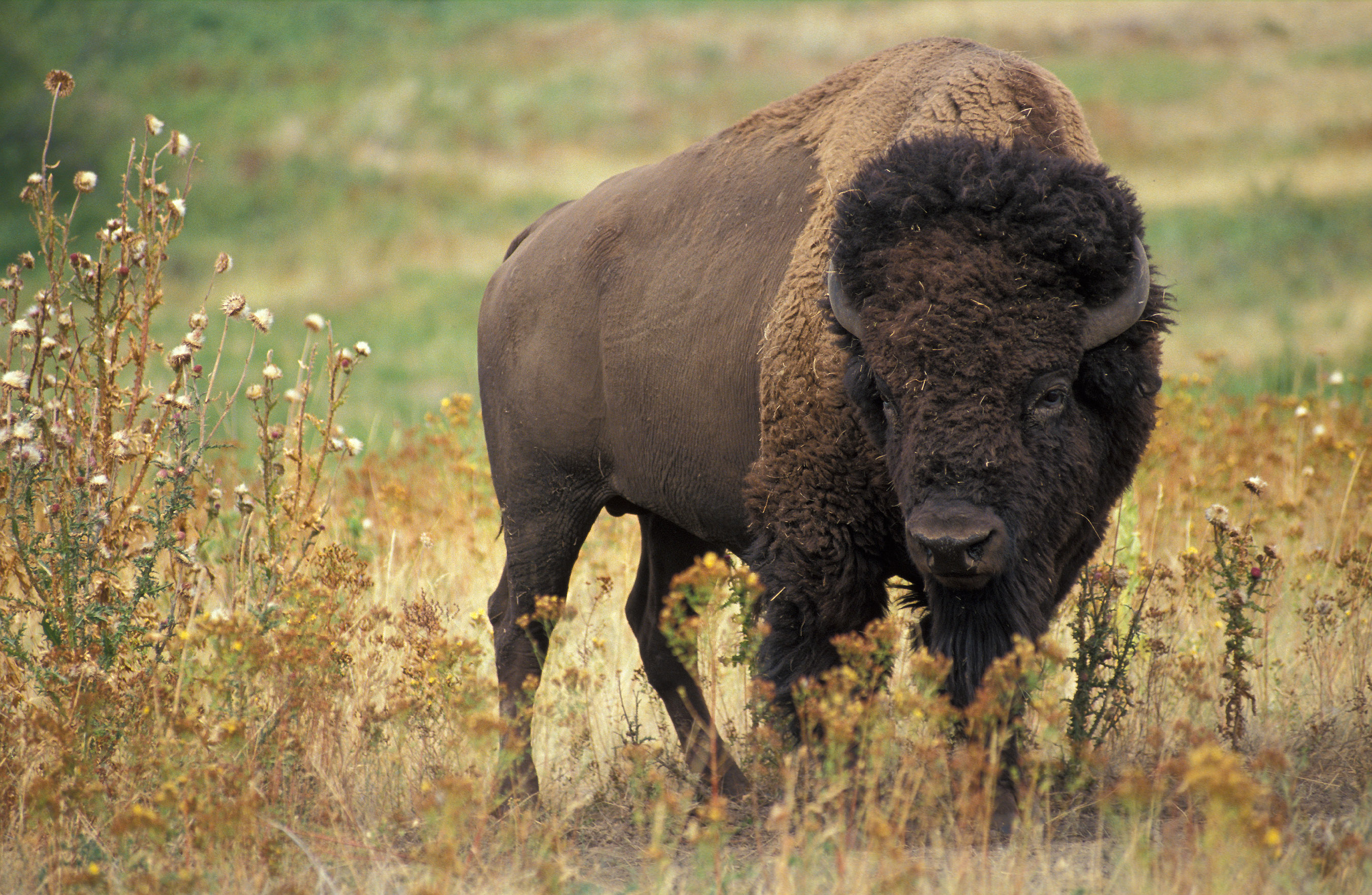
Bison bison
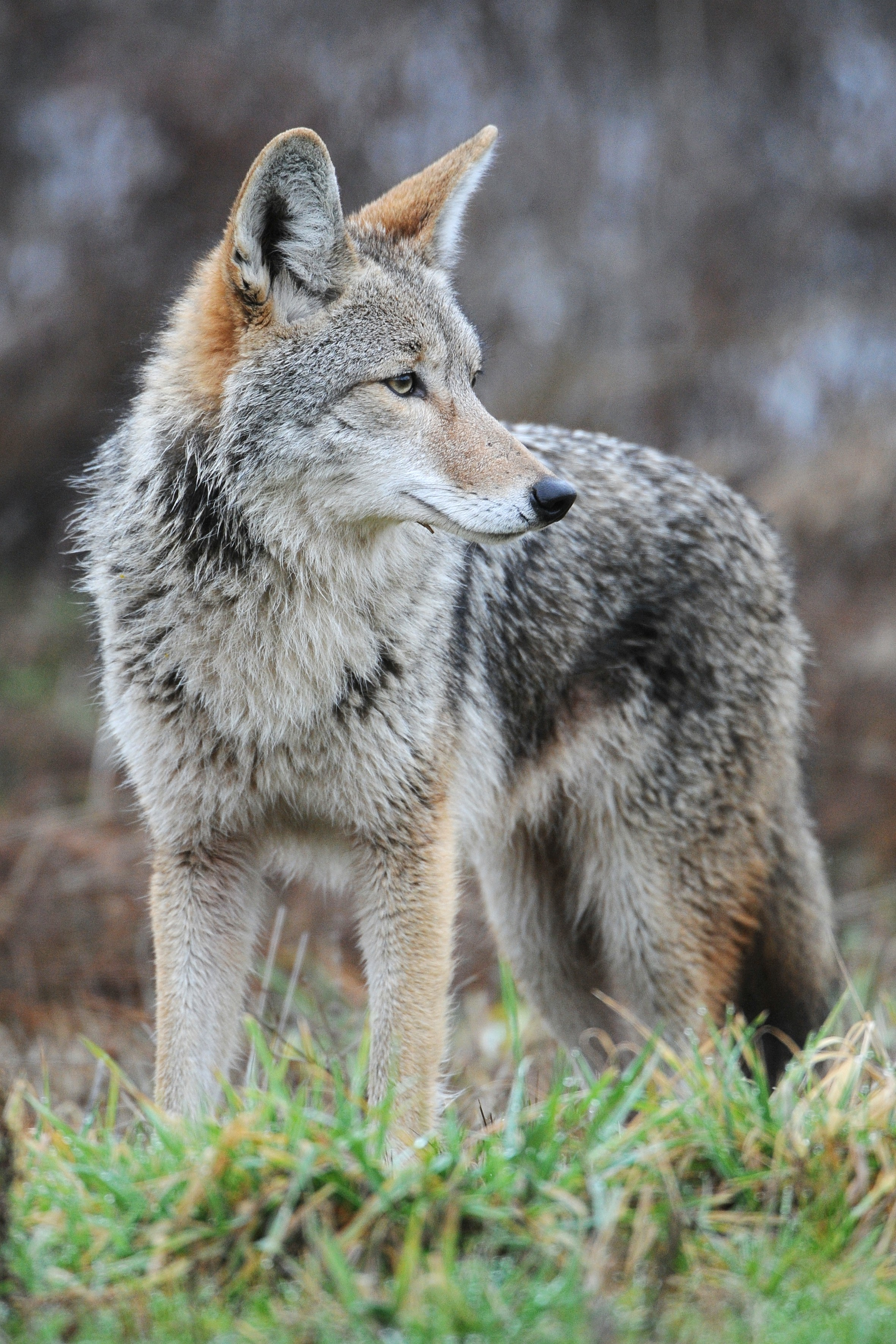
Canis latrans
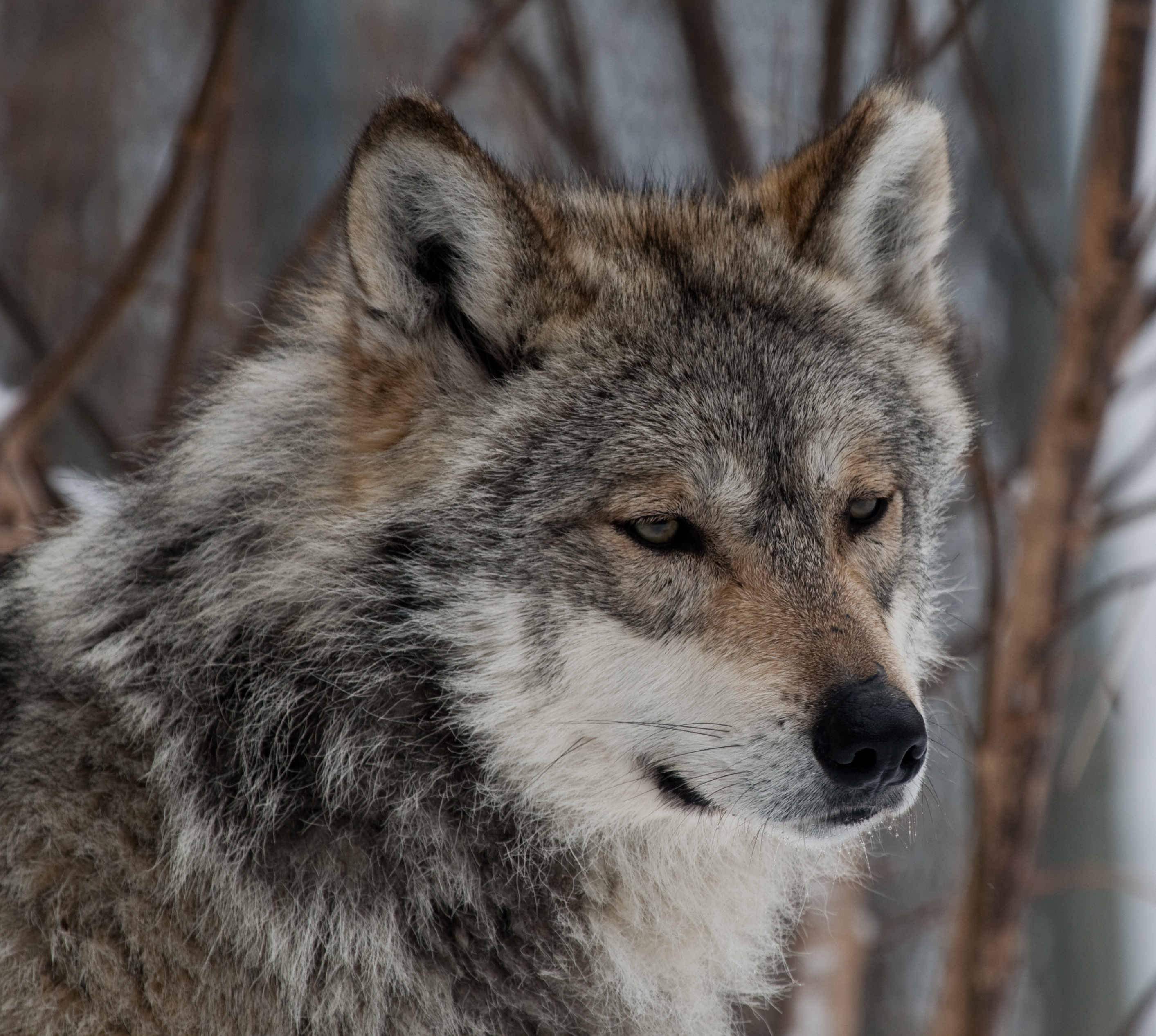
Canis lupus baileyi

### Aves
Se han registrado alrededor de 500 aves en este desierto (poco menos del 45% de las aves registradas en México), algunas son residentes permanentes y otras son aves migratorias; de hecho, el 90% de las aves de pastizales que habitan en las Grandes Llanuras de Estados Unidos y Canadá pasan invierno en las praderas del desierto de Chihuahua. 
Entre las aves destacan el correcaminos norteño (Geococcyx californianus); el milano cola blanca (Elanus leucurus); el gavilán rastrero (Circus hudsonius); el aguililla de Swainson (Buteo swainsoni); el aguililla cola roja (Buteo jamaicensis); el aguililla real (Buteo regalis); es un sitio importante para la anidación del águila real (Aquila chrysaetos), ave nacional de México, la cual es notablemente más grande que aguilillas, auras y zopilotes, construye enormes nidos de palos en acantilados, afloramientos rocosos o árboles; el aguililla negra menor (Buteogallus anthracinus); el cernícalo americano (Falco sparverius); el halcón fajado, también llamado halcón aleto o aplomado (Falco femoralis), que caza de forma muy particular, en parejas de forma cooperativa; el halcón mexicano (Falco mexicanus); el halcón peregrino (Falco peregrinus); el caracara quebrantahuesos (Caracara plancus); el buitre americano cabezirroja (Cathartes aura); la codorniz escamosa (Callipepla squamata); la codorniz de Gambel (Callipepla gambelii); el zarapito pico largo (Numenius americanus), que suele buscar humedales de la ecorregión; la piranga roja (Piranga rubra); la lechuza de campanario (Tyto alba): ave conocido por su adaptabilidad y que puede encontrarse en diversos hábitats; el búho cornudo (Bubo virginianus); el tecolote llanero, también llamado zancón o "lechuza de hoyo" (Athene cunicularia), que suele anidar en las madrigueras que hacen los perritos de pradera lo que desafortunadamente la pone en vulnerabilidad frente a animales invasores como el gato doméstico; el búho sabanero (Asio flammeus); el búho cara canela (Asio otus); el tecolote occidental (Megascops kennicottii); el tecolotito enano (Micrathene whitneyi); el cardenal (Cardinalis cardenalis); el cardenal del desierto (Cardinalis sinuatus); el picogordo azul (Passerina caerulea); el colorín morado (Passerina versicolor); el azulillo siete colores (Passerina ciris); el chotacabras menor (Chordeiles acutipennis), llamativa por su vuelo errático, similar a un murciélago; el carpintero mexicano (Dryobates scalaris); el carpintero cheje (Melanerpes aurifrons); el capulinero negro (Phainopepla nitens); el papamoscas llanero (Sayornis saya); el mosquero negro (Sayornis nigricans); el mosquero cardenalito (Pyrocephalus rubinus); el cenzontle (Mimus polyglottos), reconocido históricamente en México por su gran variedad de cantos; dos especies principales de Tyrannus (Tyrannus verticalis y T. vociferans); el verdugo americano (Lanius ludovicianus); la alondra cornuda (Eremophila alpestris); la golondrina risquera (Petrochelidon pyrrhonota); la golondrina tijereta (Hirundo rustica); el cuervo llanero (Corvus cryptoleucus), que suele preferir las regiones montañosas; el chanate mexicano (Quiscalus mexicanus), que tiene apariencia de cuervo, sin ser su pariente; el saltapared de rocas (Salpinctes obsoletus), que se mueve hacia arriba y hacia abajo como haciendo sentadillas; el saltapared barranqueño o reyezuelo del Cañón (Catherpes mexicanus); la garcita verde (Butorides virescens); la garza nocturna corona negra (Nycticorax nycticorax); el candelero mexicano (Himantopus mexicanus); la avoceta americana (Recurvirostra americana); la ratona, cucarachera o matraca del desierto (Campylorhynchus brunneicapillus); la perlita gris (Polioptila caerulea); el azulejo pálido (Sialia currucoides), cuyo macho es de color azul intenso; el cuitlacoche pico curvo (Toxostoma curvirostre); el bisbita llanera (Anthus spragueii), cuyos machos cantan al dar una vuelta en el aire; el bisbita norteamericanao (Anthus rubescens); el rascador viejita (Melozone fusca); el  rascador cola verde (Pipilo chlorurus); el zacatonero de Cassin (Peucaea cassinii); el zacatonero garganta negra (Amphispiza bilineata); el gorrión de Brewer (Spizella breweri); el gorrión pálido (Spizella pallida); el gorrión cejas blancas (Spizella passerina); el gorrión altiplanero (o gorrión de Worthen) (Spizella wortheni), muy característico de la región que hace transición con la Sierra Madre Oriental; el gorrión cola blanca (Pooecetes gramineus); el gorrión arlequín (Chondestes grammacus); el gorrión alas blancas (Calamospiza melanocorys); el gorrión sabanero (Passerculus sandwichensis); el gorrión de Baird (Ammodramus bairdii); el gorrión chapulín (Ammodramus savannarum); el gorrión corona blanca (Zonotrichia leucophrys); el escribano pico grueso (Rhynchophanes mccownii); el escribano de collar castaño o escribano collarejo (Calcarius ornatus), como su nombre lo dice, llama la atención por su collar marrón oscuro que complementa sus mejillas amarillas y sus marcas negras; dos especies de pradero (tortilla con chile: Sturnella magna, y   del Oeste: Sturnella neglecta); el tordo ojos amarillos (Euphagus cyanocephalus); el tordo cabeza amarilla (Xanthocephalus xanthocephalus); el tordo cabeza café (Molothrus ater); el pinzón mexicano (Haemorhous mexicanus); y el gorrión doméstico o casero (Passer domesticus). También existen especies de colibrí como colibrí Lucifer (Calothorax lucifer); el colibrí cabeza roja (Calypte anna);  el colibrí gorginegro o garganta negra (Archilochus alexandri); colibrí garganta roja (Archilochus colubris); y colibrí corona violeta (Amazilia violiceps). También, en Estados Unidos, el desierto pertenece al hábitat más sureño del pájaro chuyaco o chara azul (Cyanocitta cristata) y una de las regiones principales del arrendajo de Steller (Cyanocitta stelleri). En la transición con el desierto sonorense y la Sierra Madre Oriental y Occidental, también pueden observarse ocasionalmente a la calandria dorso negro menor (Icterus cucullatus).
Algunas de las aves migratorias que suelen invernar en esta región y posteriormente regresar a sus biomas comunes son el chorlo tildío (Charadrius vociferus); el chorlo llanero (Charadrius montanus); el gran pelícano blanco (Pelecanus erythrorhynchos); el gavilán de Cooper (Accipiter cooperii); el halcón esmerejón (Falco columbarius); la grulla gris (Antigone canadensis); la reinita de Nashville (Leiothlypis ruficapilla); la reinita coronada (Setophaga coronata); el colibrí rufo (Selasphorus rufus); el papamoscas fibí (Sayornis phoebe); y el avetoro americano (Botaurus lentiginosus).
Una problemática reciente es la introducción de especies invasoras como la paloma de collar turca (Streptopelia decaocto), que afecta las poblaciones de las dos palomas nativas: huilota común (Zenaida macroura); y paloma de alas blancas (Zenaida asiatica).

Aves del Desierto Chihuahuense
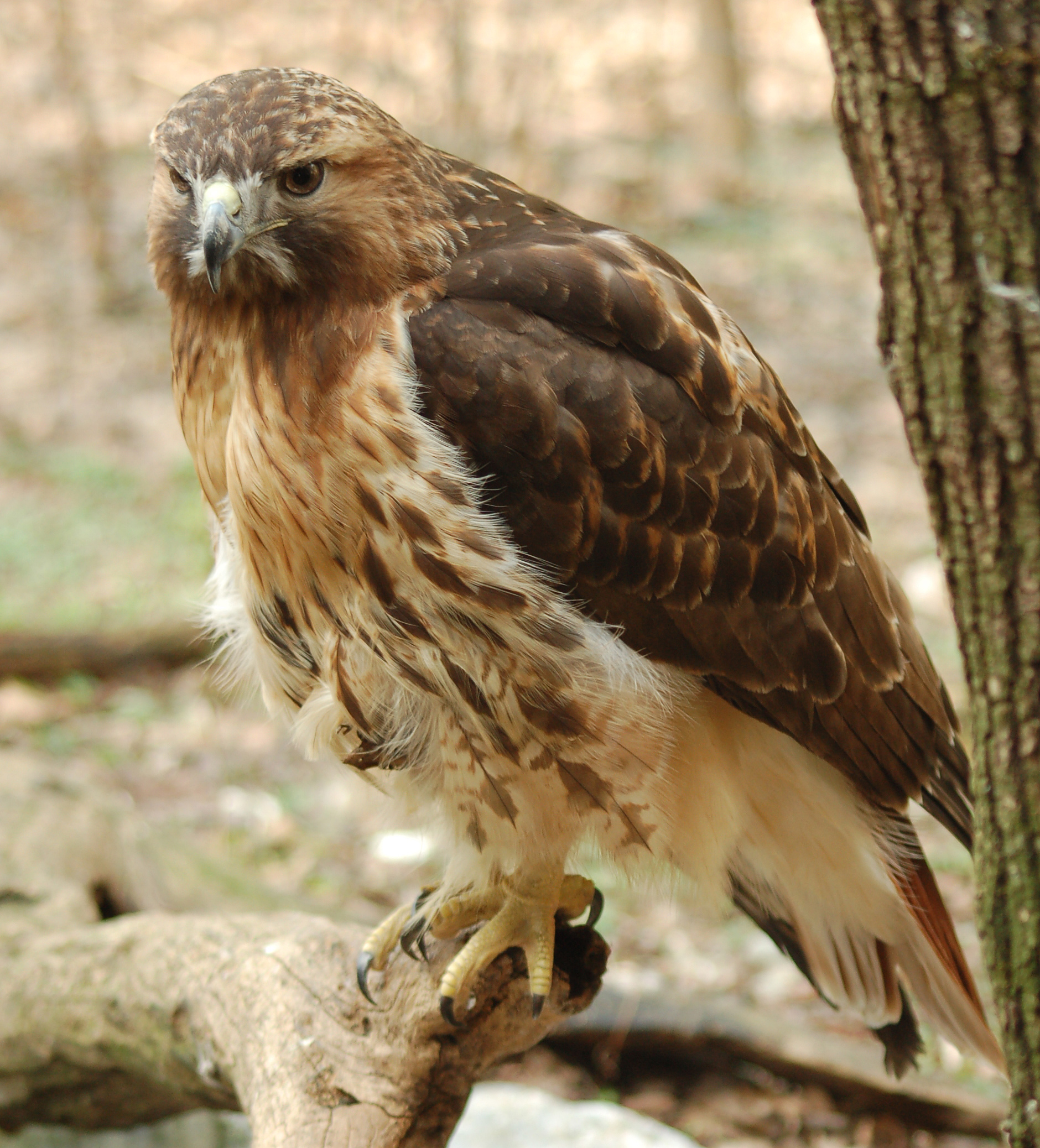
Buteo jamaicensis
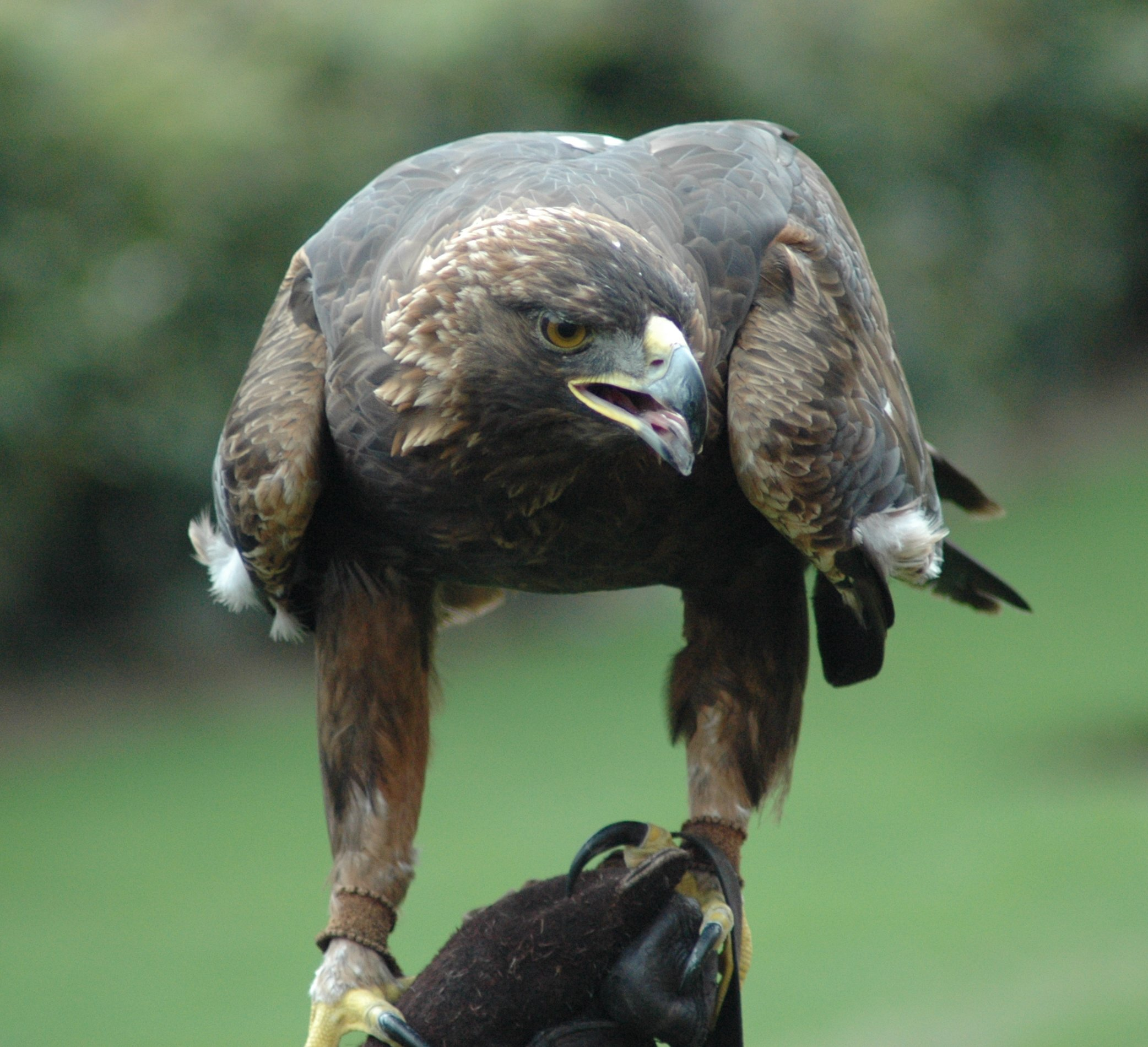
Aquila chrysaetos
Athene cunicularia
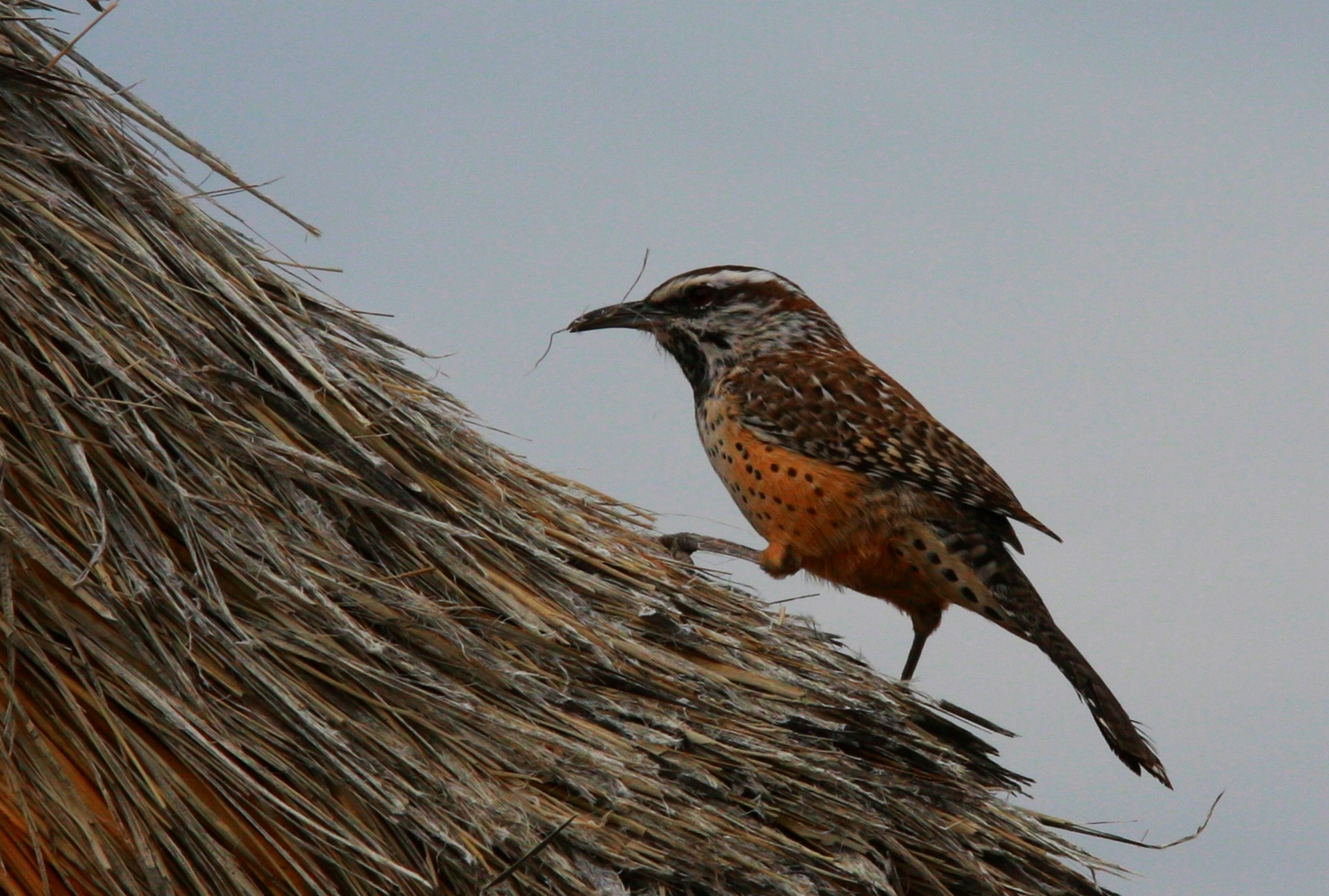
Campylorhynchus brunneicapillus
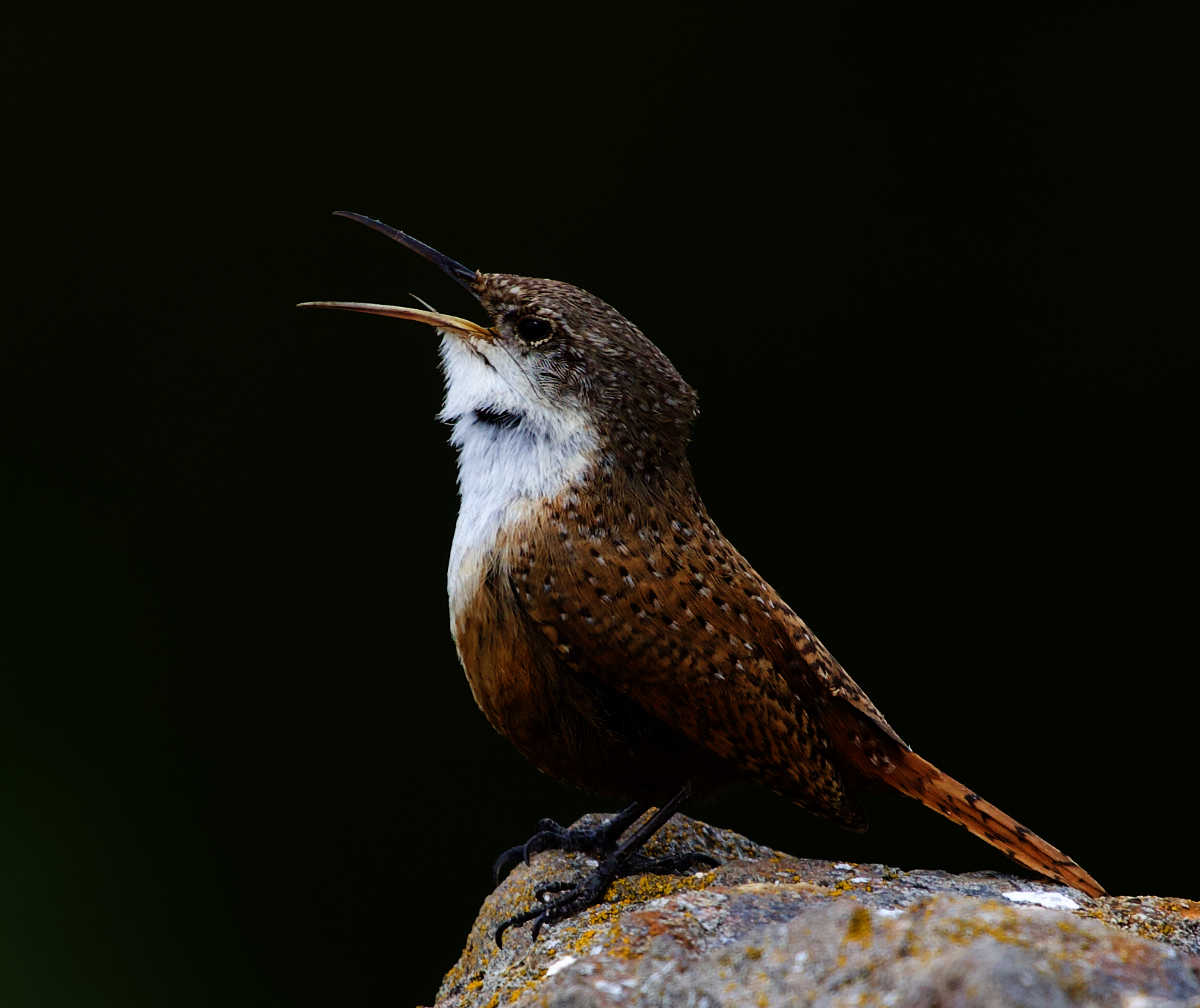
Catherpes mexicanus
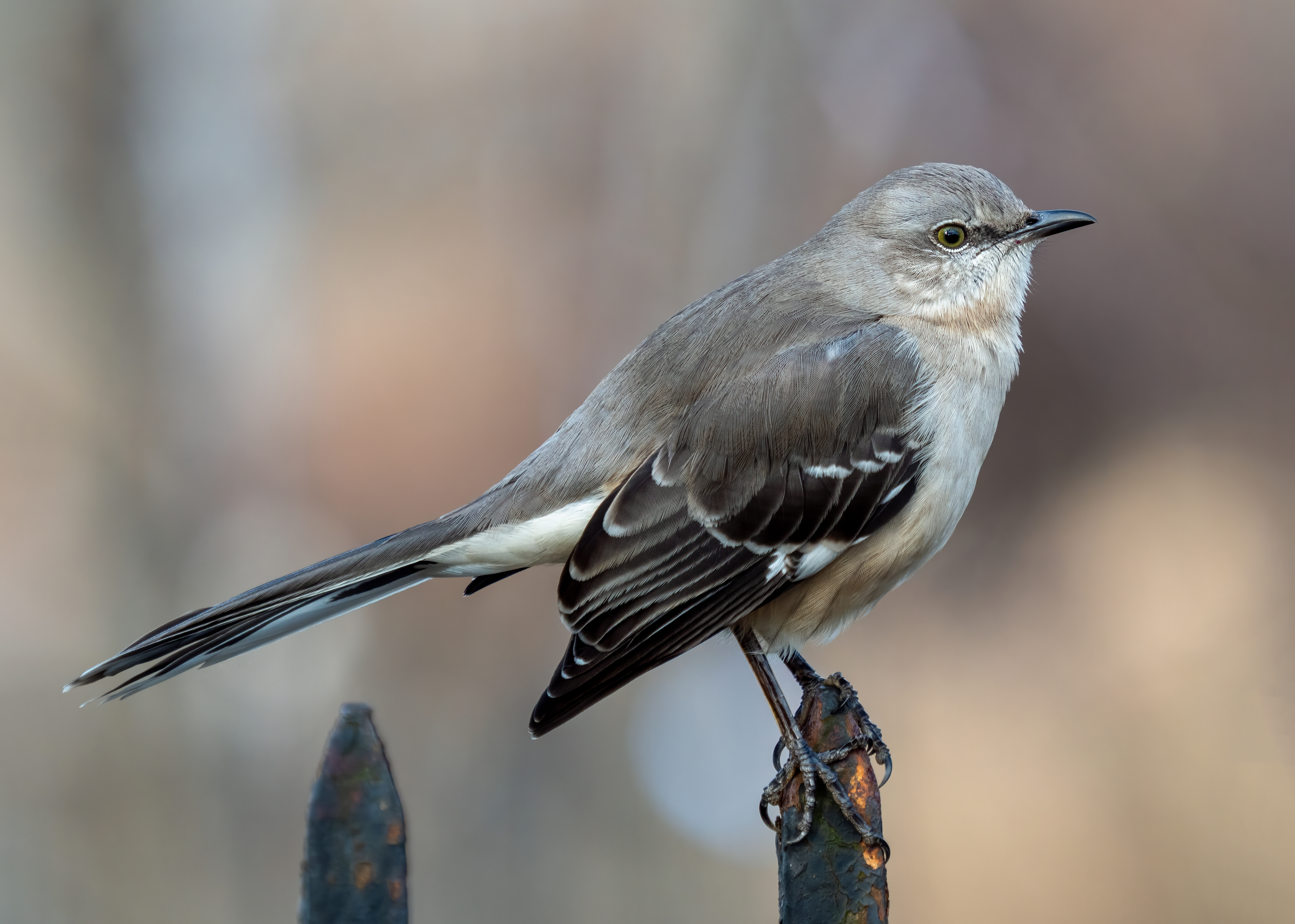
Mimus polyglottos
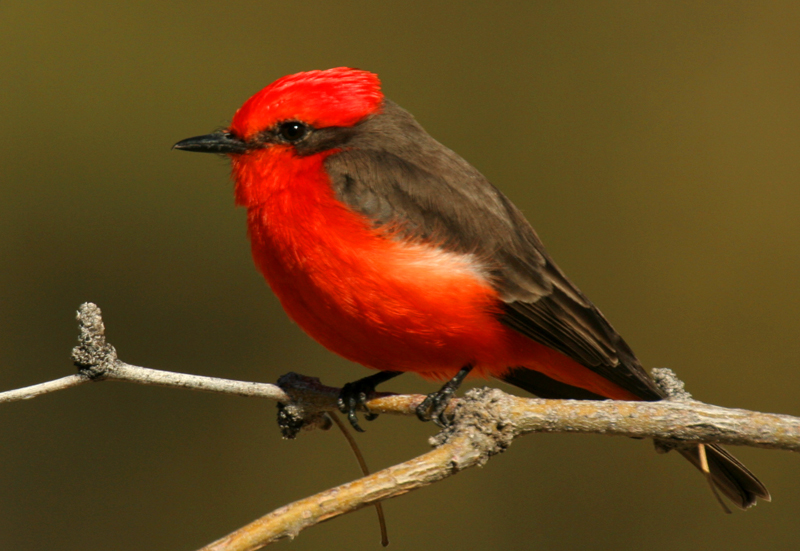
Pyrocephalus obscurus
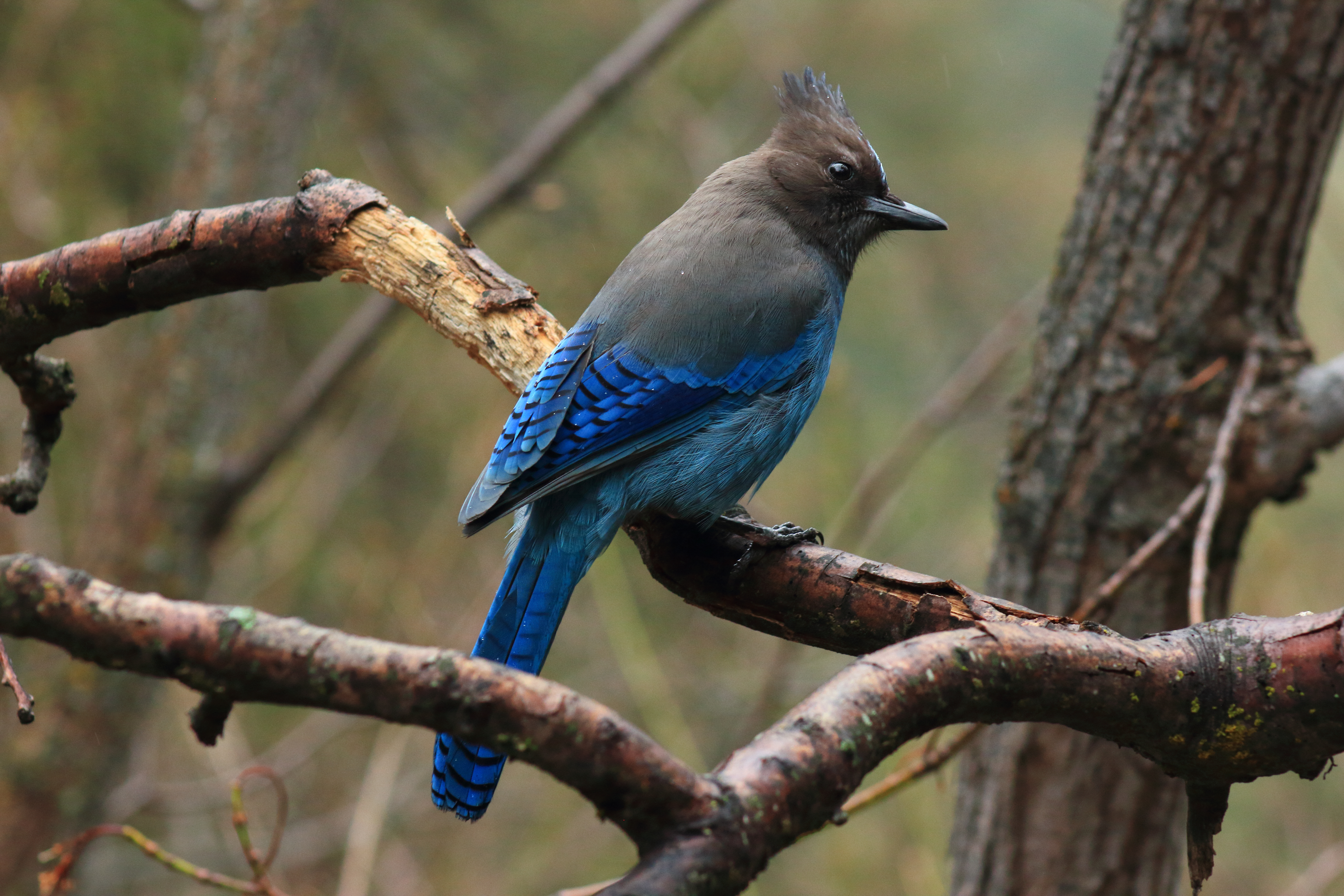
Cyanocitta stelleri
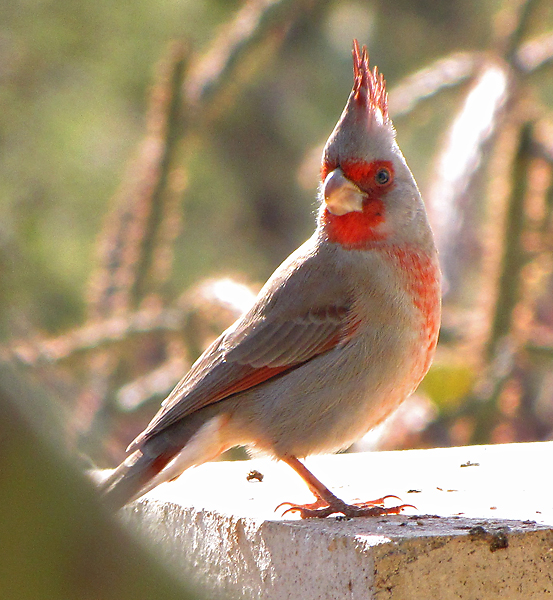
Cardinalis sinuatus
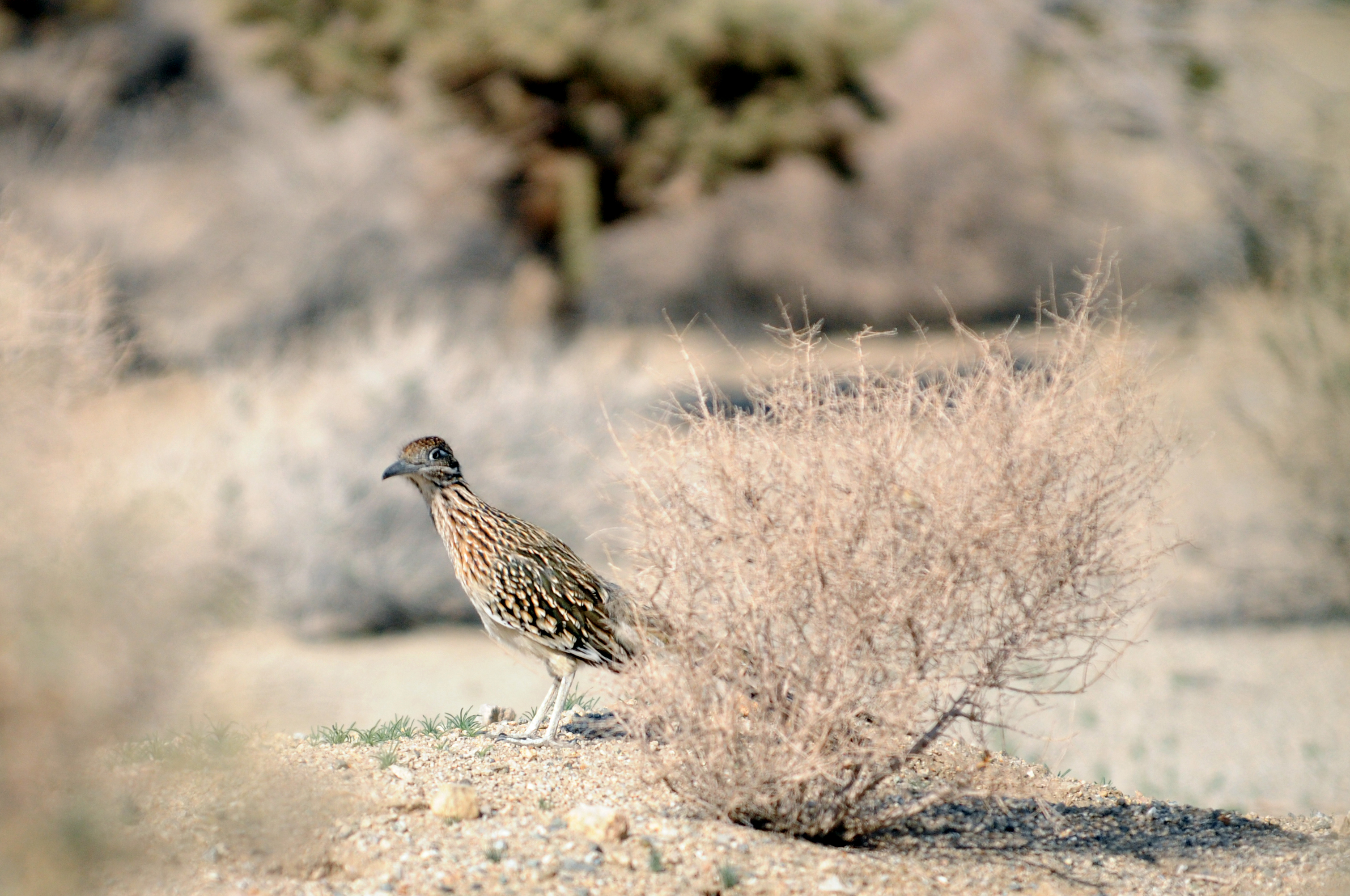
Geococcyx californianus
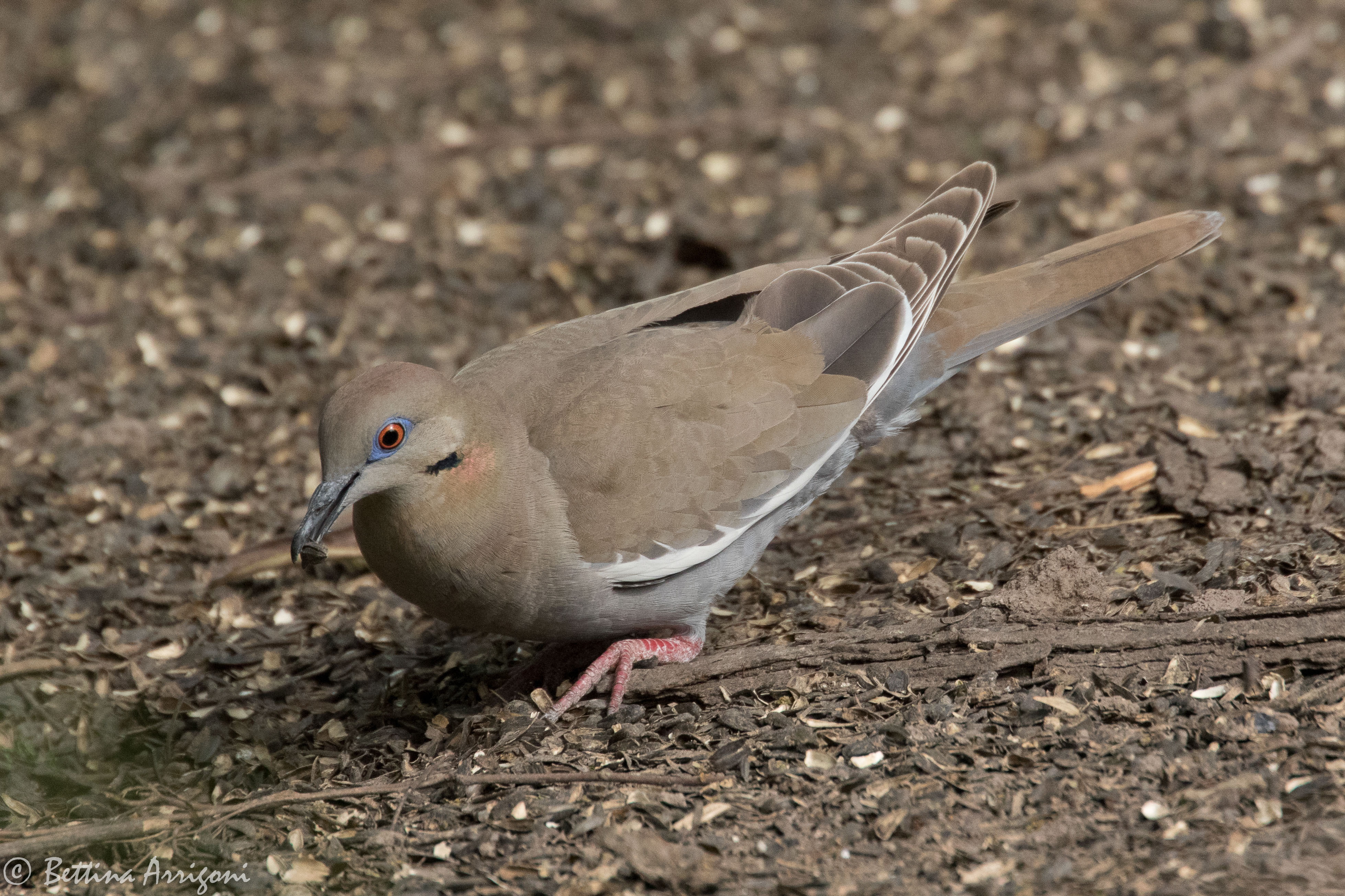
Zenaida asiatica
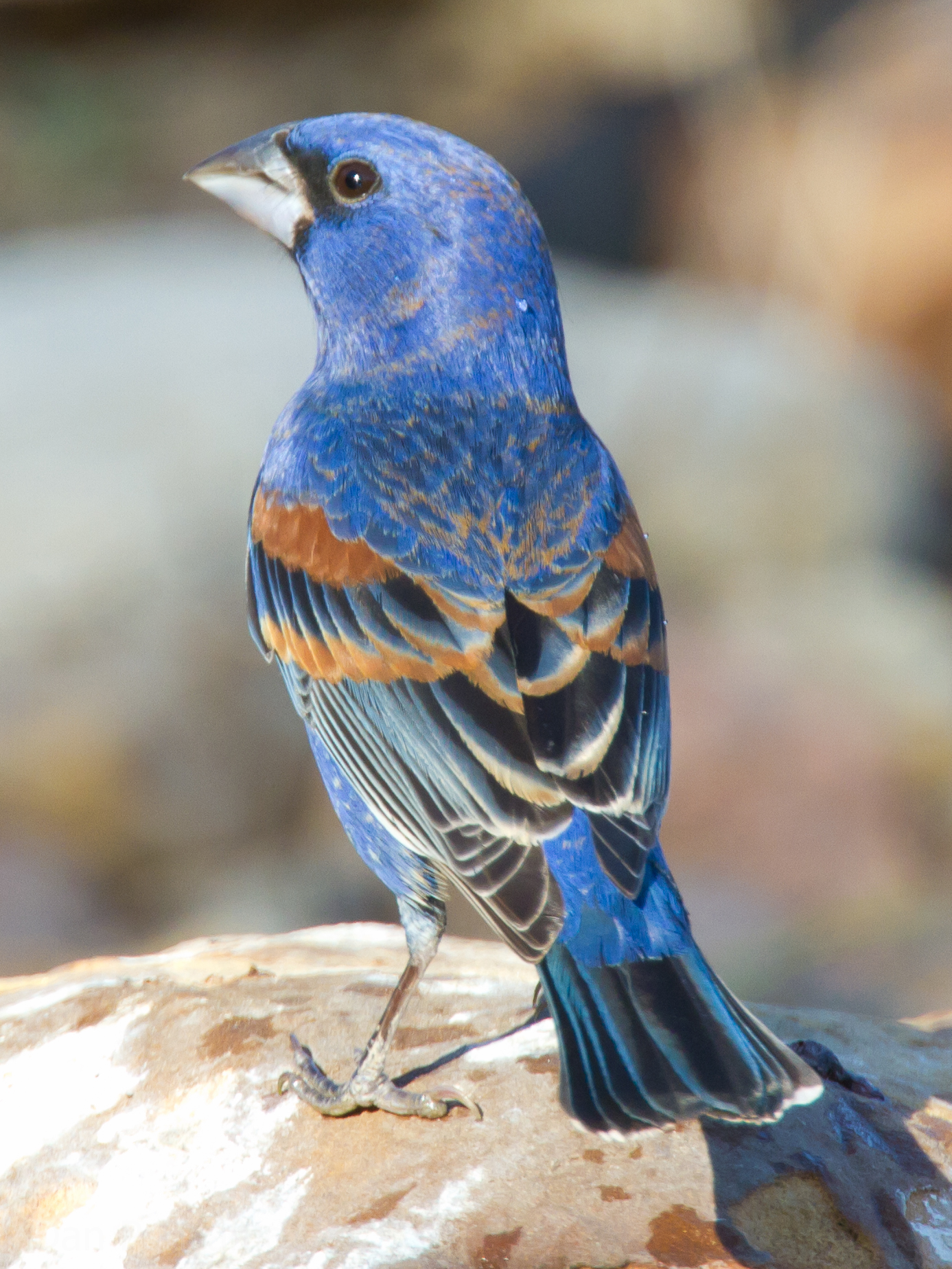
Passerina caerulea
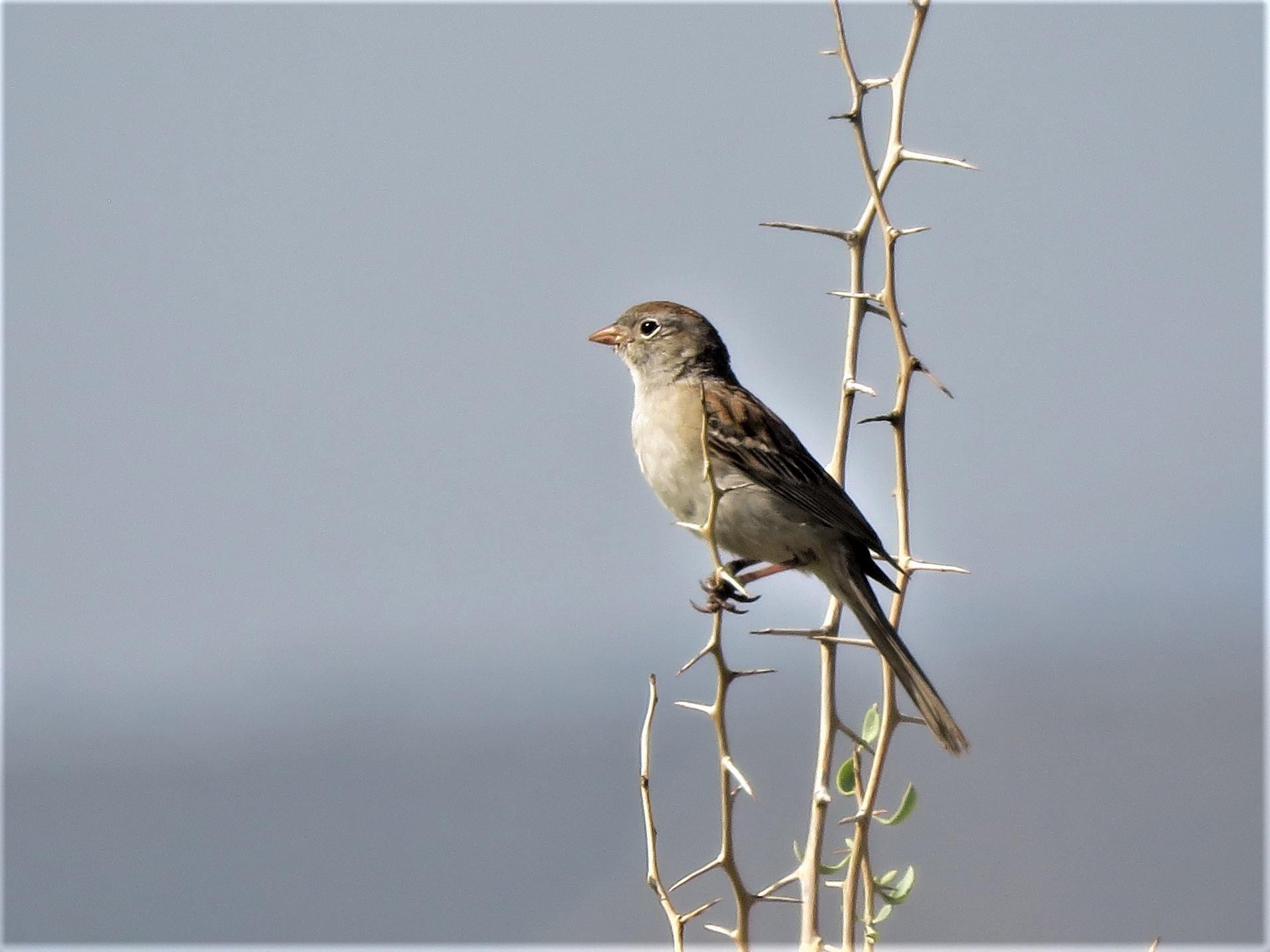
Spizella wortheni

### Herpetofauna
Existen al menos 217 especies de reptiles y anfibios (herpetofauna); entre especies registradas en otros ecosistemas y otras exclusivamente endémicas. Este nivel de endemismos ha generado que este sea el grupo en mayor riesgo, secundario al comercio ilegal de vida silvestre, particularmente el mercado negro de herpetofauna por la alta demanda de mascotas exóticas a nivel internacional.   
Entre estos animales, destacan las serpientes, algunas de las cuales son utilizadas para extraer veneno, útil en la producción de sueros antiviperinos. Algunos miembros de este grupo son la serpiente de cascabel del Mohave (Crotalus scutulatus) y sus parientes la serpiente de cascabel de diamantes (Crotalus atrox), la cascabel de cola negra (Crotalus molossus), la cascabel de pradera (Crotalus viridis) y la cascabel gris (Crotalus lepidus); así como la distribución sur de la víbora de cascabel pigmea norteña (Sistrurus catenatus); la culebra chirrionera (Masticophis flagellum) y su pariente la chirrionera rayada (Masticophis taeniatus); la culebra parda mexicana (Storeria storerioides); la culebra ratonera de Transpecos (Bogertophis subocularis); la culebra brillante (Arizona elegans); la culebra de collar (Diadophis punctatus); la víbora negra o serpiente índigo (Drymarchon melanurus), si bien esta prefiere asentarse en zonas húmedas o transicionales con las Sierras Madres; la culebra ratonera del noreste (Pantherophis bairdi) y su pariente la culebra ratonera de las planicies (Pantherophis emoryi); la culebra nariz de gancho de Chihuahua (Gyalopion canum); todas las subespecies de la serpiente hocico de cerdo occidental (Heterodon nasicus); la culebra nocturna del Noreste (Hypsiglena jani); la falsa coralillo real de bandas grises (Lampropeltis alterna) y sus parientes la falsa coralillo real del desierto (Lampropeltis splendida) y falsa coral ratonera (Lampropeltis triangulum); ocasionalmente culebra de agua de vientre claro (Nerodia erythrogaster); algunas subespecies de la serpiente gopher del Pacífico (Pituophis catenifer) y su pariente el cincuate o culebra sorda (Pituophis deppei); la culebra de nariz larga (Rhinocheilus lecontei); la culebra chata oriental (Salvadora grahamiae) y su pariente la serpiente occidental parche de nariz (Salvadora hexalepis) que aunque se distribuye mayormente en el Desierto de Sonora y de Baja California, se ha llegado a observar en el corredor biológico Big Bend-Cañón de Santa Elena-Ocampo-Maderas del Carmen; la culebra suelera semianillada (Sonora semiannulata); la culebrita cabeza negra de Big Bend (Tantilla cucullata) y sus parientes la culebra encapuchada del suroeste (Tantilla hobartsmithi), la culebra encapuchada (Tantilla atriceps), y la culebra encapuchada de pradera (Tantilla nigriceps); la culebra lineada del bosque (Thamnophis cyrtopsis) y su pariente el sochuate o culebra listonada manchada de agua (Thamnophis marcianus), como algunas subespecies de la culebra listonada occidental (Thamnophis proximus); la limacoa de Texas (Trimorphodon vilkinsonii); algunas especies de coralillos (género Micrurus) como Micrurus tener y Micrurus fulvius; la culebrilla ciega texana (Rena dulcis) y algunas subespecies de su pariente la culebrilla ciega de occidente (Rena humilis); y la serpiente cabeza de cobre en su distribución sur en Norteamérica (Agkistrodon contortrix).   
Los lagartos se encuentran representados por el huico de Nuevo México o lagartija cola de látigo (Cnemidophorus neomexicanus) entre otras del mismo género (este género llama la atención por su capacidad de generar clones por hembras partenogénicas); el huico marmoleado (Aspidoscelis marmorata) y sus parientes la lagartija cola de látigo (Aspidoscelis exsanguis), el huico manchado de la altiplanicie (Aspidoscelis scalaris), el huico texano (Aspidoscelis gularis), el huico liso del altiplano (Aspidoscelis inornatus, incluyendo varias subespecies), el huico de Nuevo México (Aspidoscelis neomexicana) y el huico de cuadros (Aspidoscelis tesselata); el gecko bandeado de Texas (Coleonyx brevis); el gecko de bandas reticuladas (Coleonyx reticulatus); el lagarto cornudo texano (Phrynosoma cornutum) y sus parientes el camaleón de montaña de cuernos cortos (Phrynosoma hernandesi), el camaleón de montaña llora sangre (Phrynosoma orbiculare), y la lagartija cornuda cola redonda (Phrynosoma modestum); la lagartija sorda mayor (Cophosaurus texanus); la lagartija sorda menor (Holbrookia maculata); el lagarto de collar (Crotaphytus collaris); la lagartija leopardo narigona (Gambelia wislizenii); la lagartija espinosa de las cercas (Sceloporus cowlesi) y sus parientes la lagartija espinosa del desierto (Sceloporus magister), la lagartija escamosa de mezquite (Sceloporus grammicus), el cachorón (Sceloporus jarrovii), la lagartija de Bell, exclusiva del desierto chihuahuense (Sceloporus edbelli), la lagartija espinosa del cañón (Sceloporus merriami), la lagartija espinosa norteña de grieta (Sceloporus poinsettii) y la lagartija espinosa del noreste (Sceloporus olivaceus) y la lagartija escamosa maculada (Sceloporus maculosus); la lagartija arenera de Chihuahua (Uma paraphygas); la lagartija de árbol norteña (Urosaurus ornatus); la lagartija de mancha lateral norteña (Uta stansburiana); la lagartija caimán norteña (Gerrhonotus infernalis); la lagartija escofina de Mapimí (Xantusia bolsonae) y su pariente la lagartija nocturna de Nazas (Xantusia extorris), ambas endémicas del desierto chihuahuense; la lagartija espinosa del desierto (Sceloporus magister), y otros lagartos del mismo género; el eslizón norteño (Plestiodon multivirgatus) y sus parientes el eslizón de la Gran Planicie (Plestiodon obsoletus) y el eslizón cuatro líneas del noreste (Plestiodon tetragrammus).    
Las tortugas terrestres se encuentran representadas por la tortuga mexicana de Mapimí (Gopherus flavomarginatus); la tortuga del Río Bravo (Pseudemys gorzugi); la tortuga de caja occidental (Terrapene ornata) y su pariente la tortuga negra de Cuatrociénegas (Terrapene coahuila); la jicotea Big Bend (Trachemys gaigeae) y sus parientes la tortuga jicotea del Río Nazas (Trachemys hartwegi) y la galápago de Florida (Trachemys scripta); la tortuga casquito de pata rugosa, también llamada tortuga de pantano de México (Kinosternon hirtipes); la tortuga de caparazón blando espinoza (Apalone spinifera) y su pariente, endémica del Valle de Cuatrociénegas, la tortuga de Cuatrociénegas (Apalone atra). También este ecosistema sirve de distribución para una subespecie de la tortuga pintadaː la Chrysemys picta bellii.

Reptiles del Desierto Chihuahuense
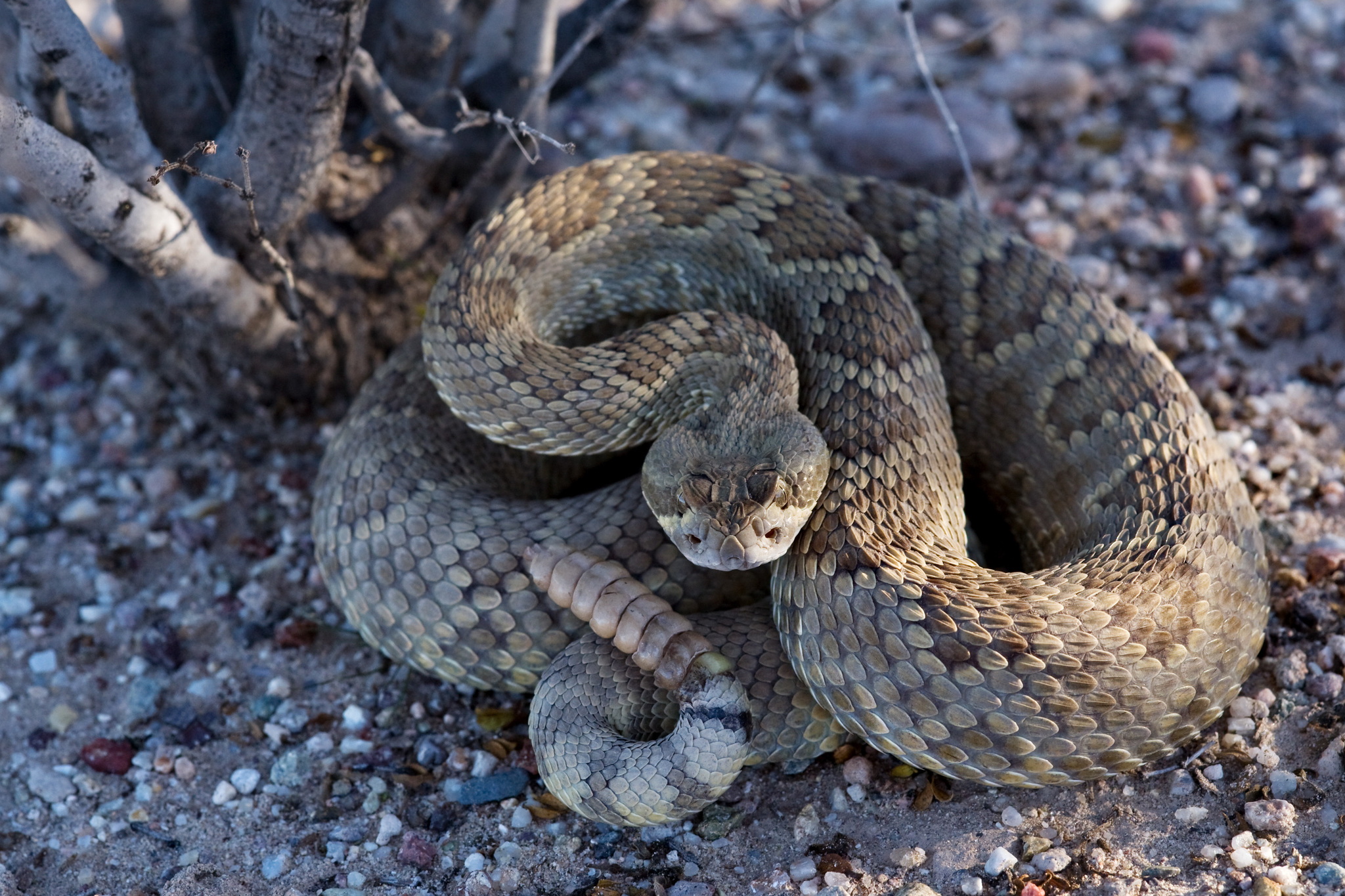
Crotalus scutulatus
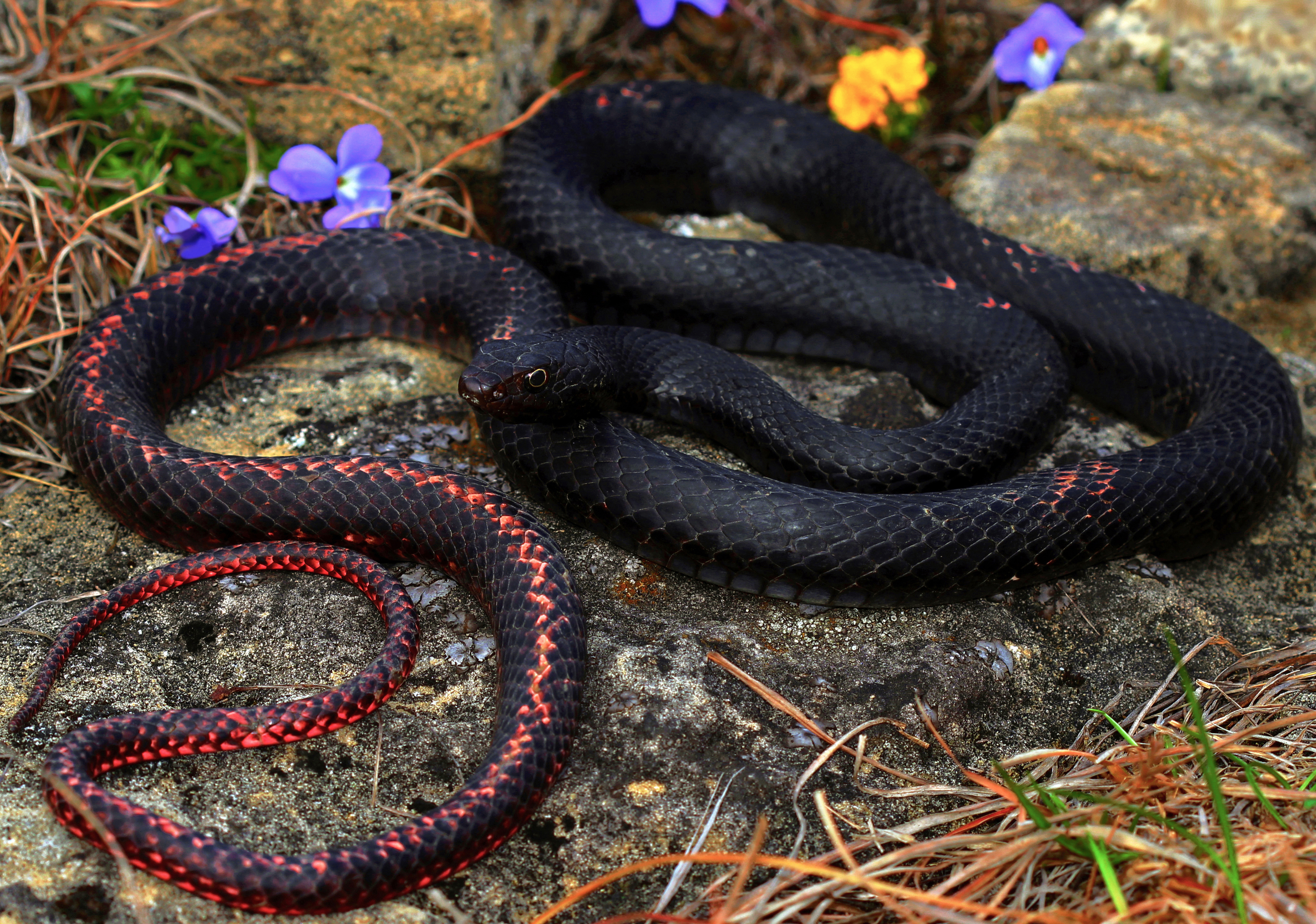
Masticophis flagellum
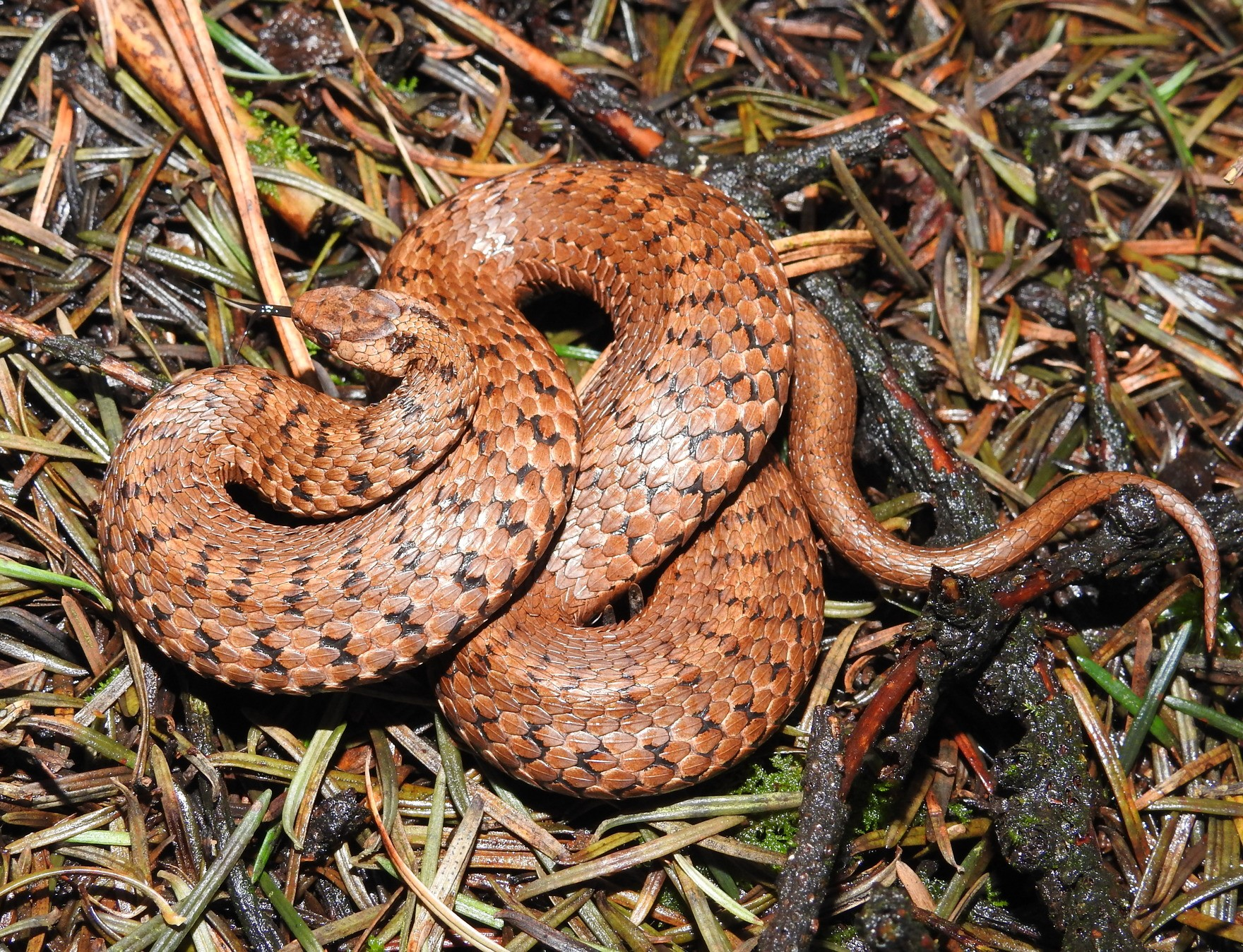
Storeria storerioides
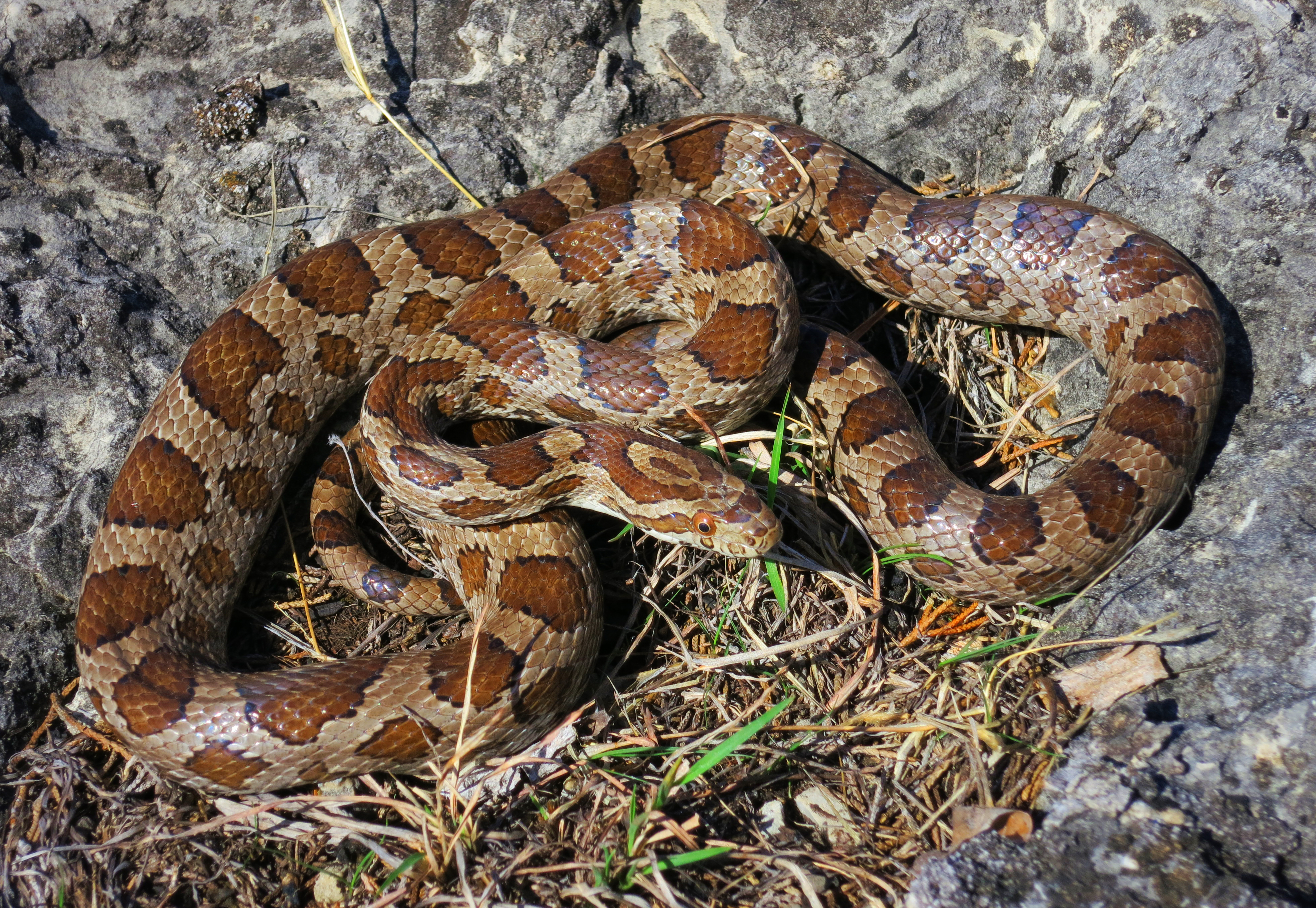
Pantherophis emoryi
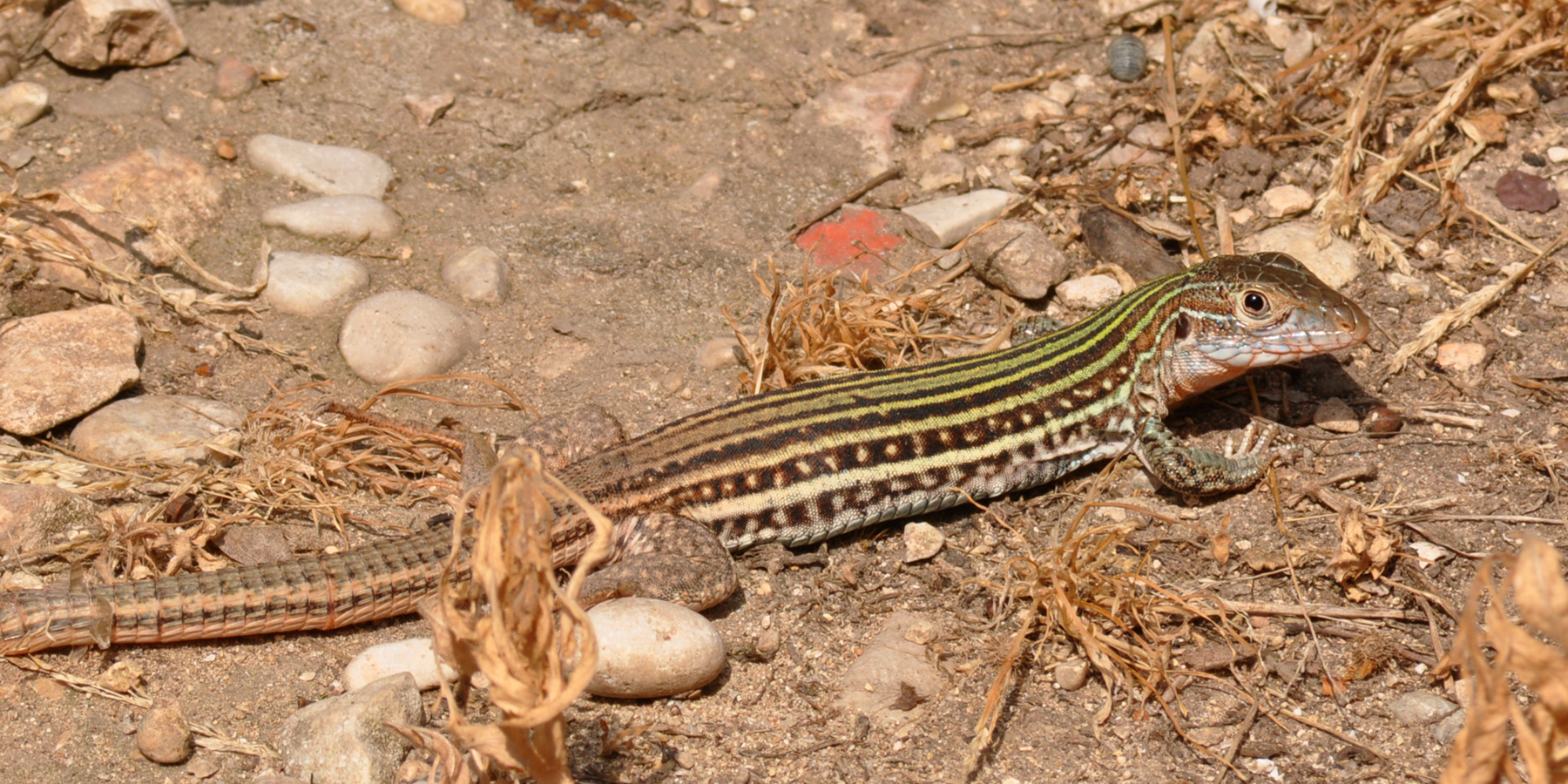
Aspidoscelis gularis
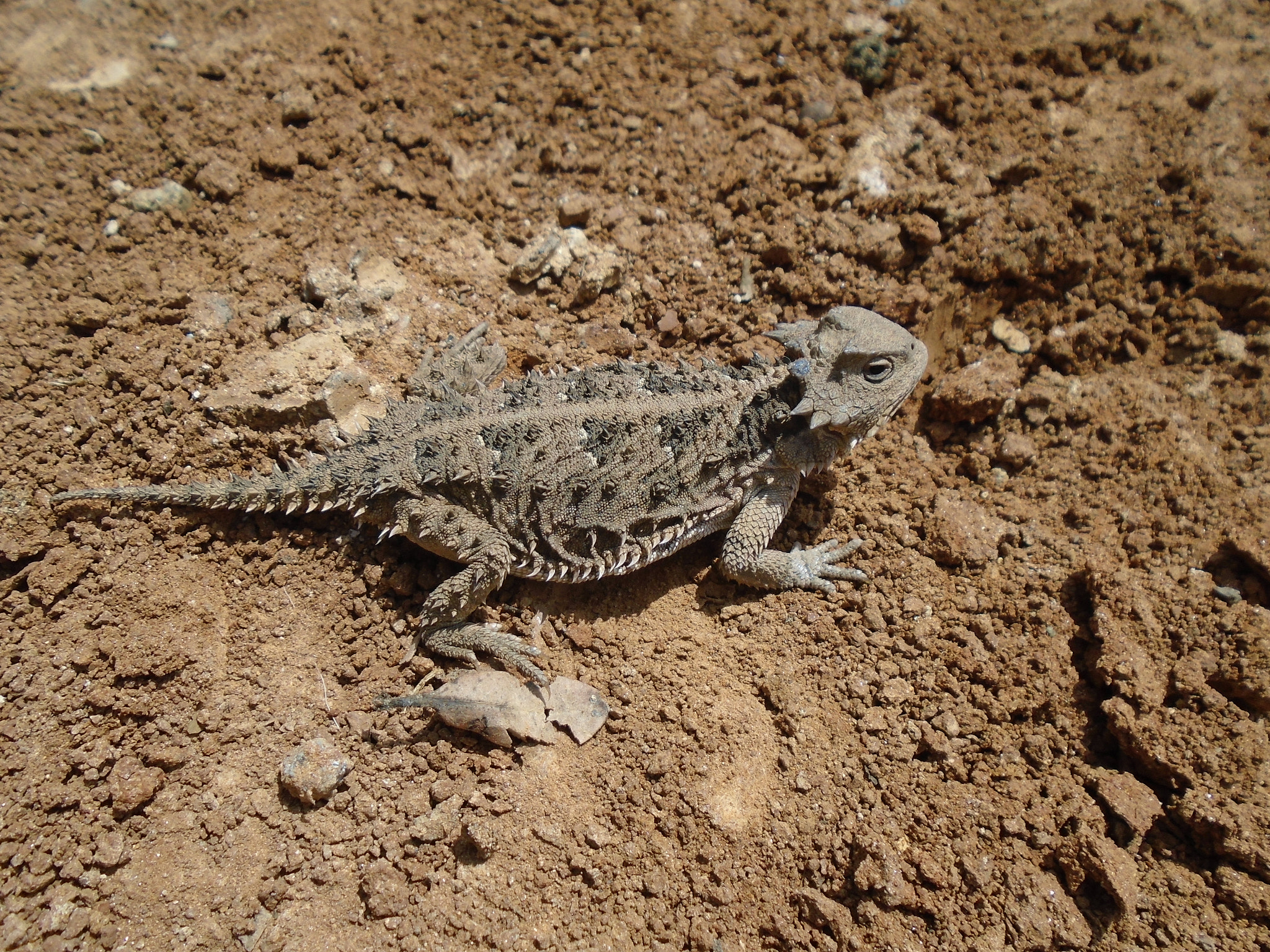
Phrynosoma orbiculare
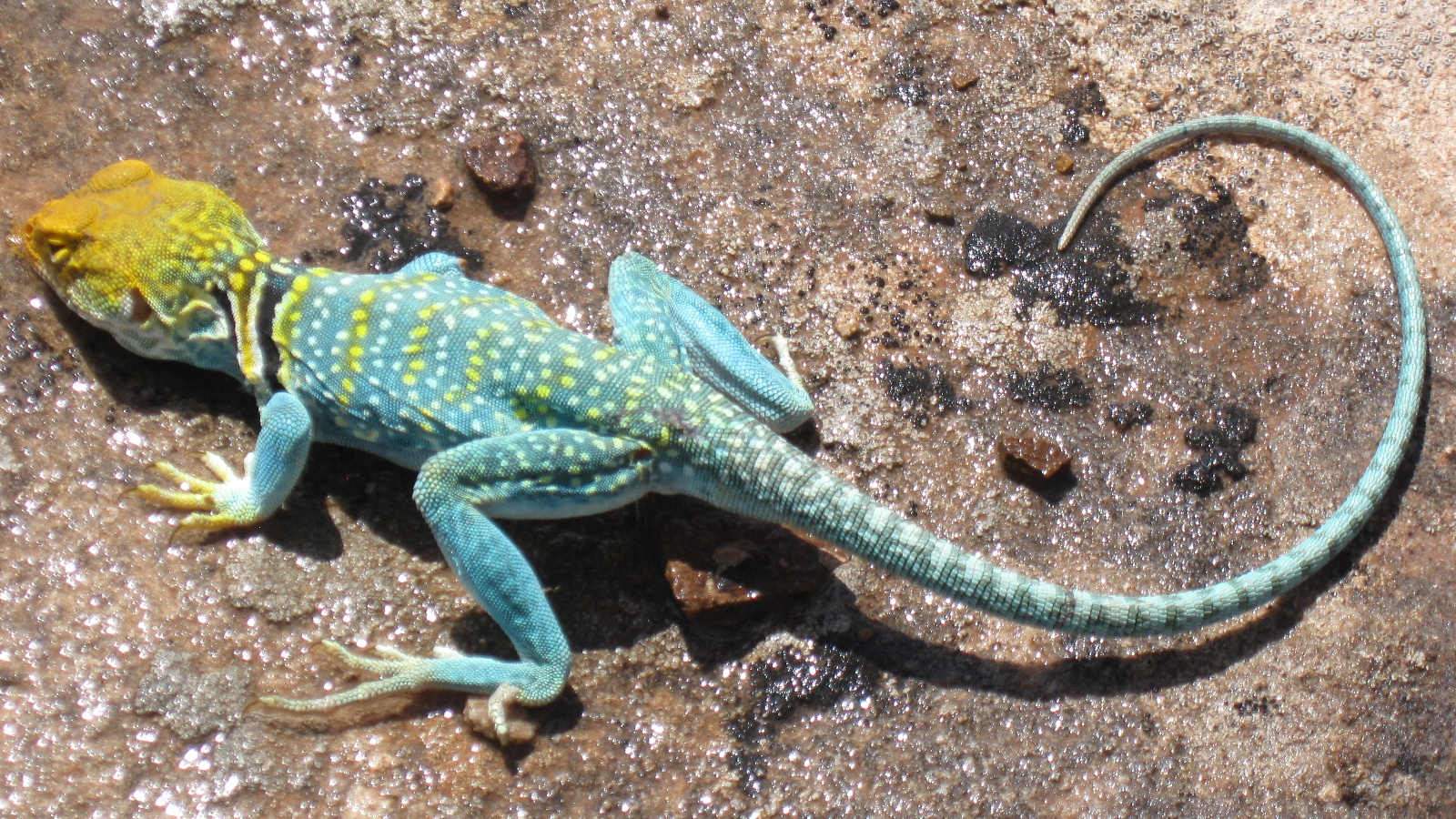
Crotaphytus collaris
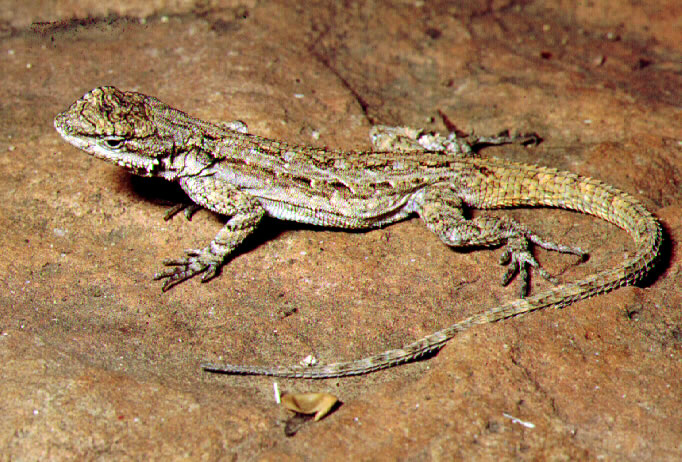
Urosaurus ornatus
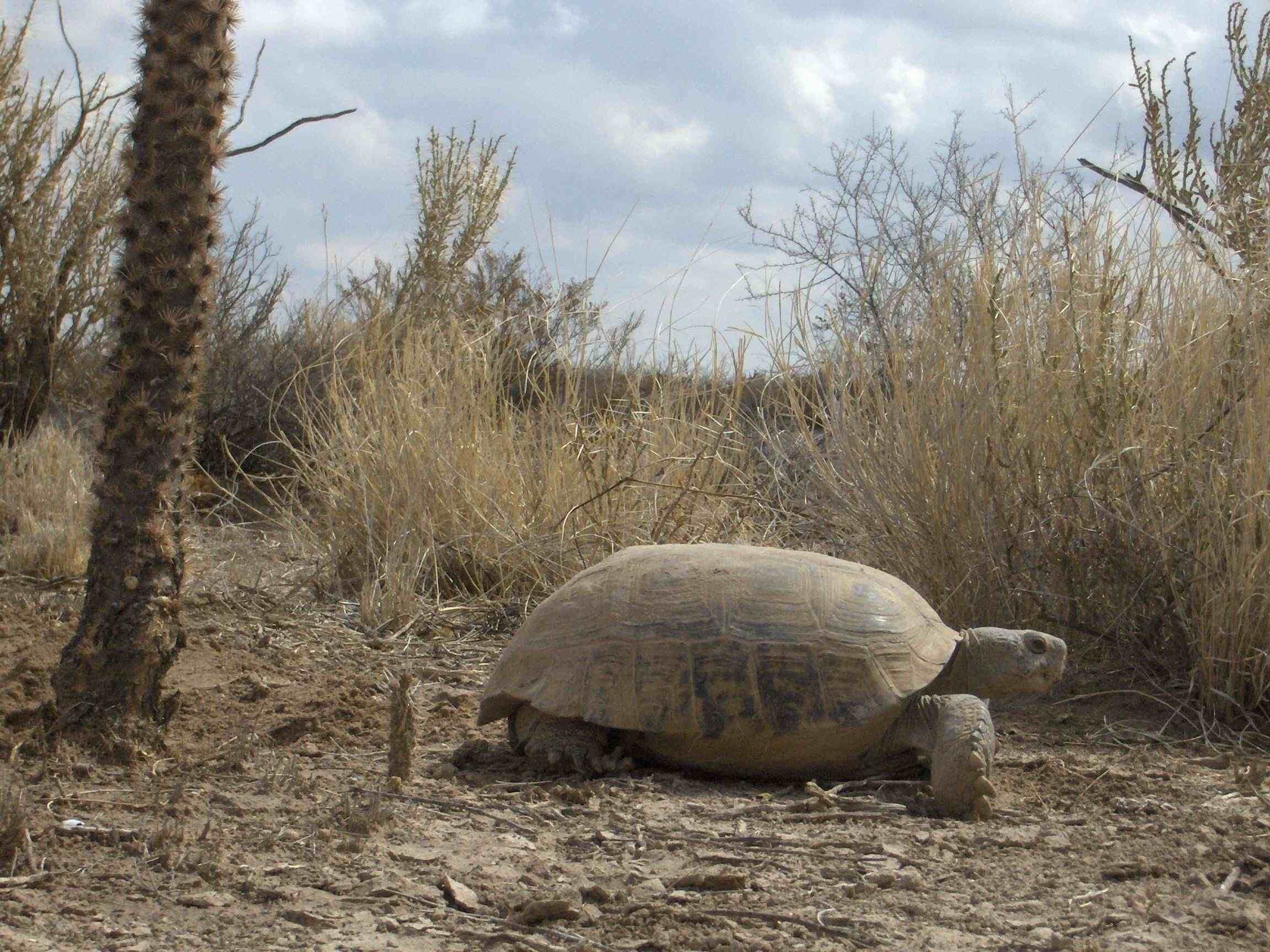
Gopherus flavomarginatus
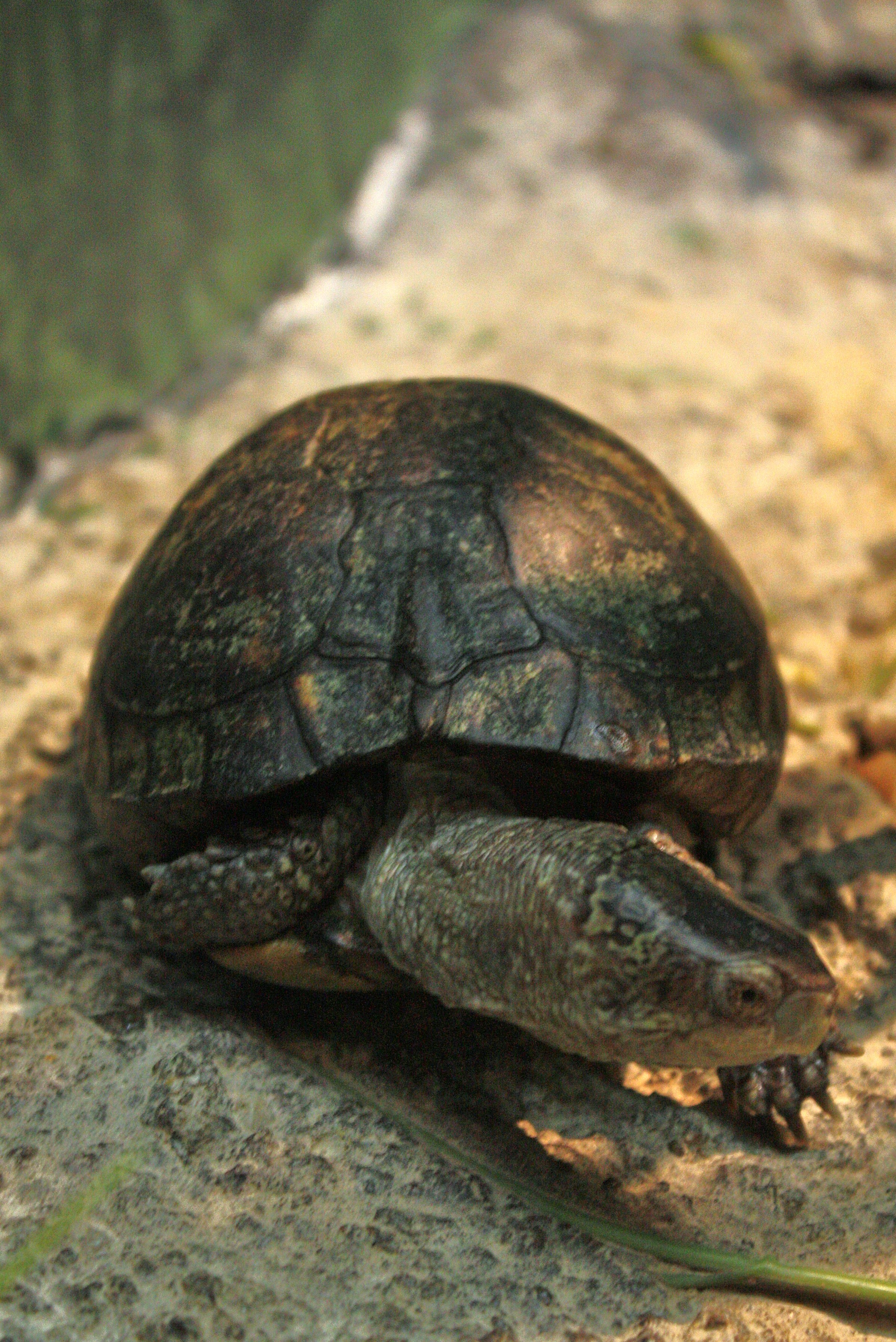
Terrapene coahuila
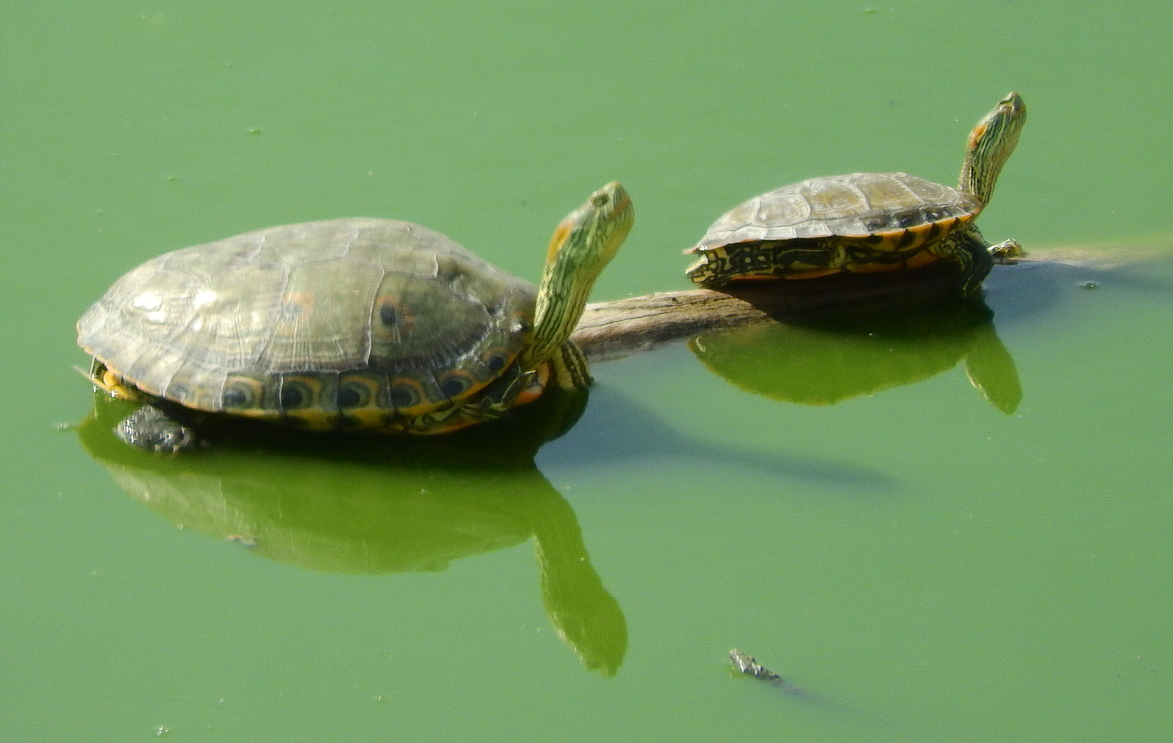
Trachemys hartwegi
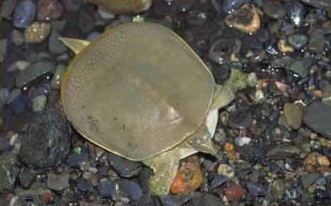
Apalone atra

Entre los anfibios se puede encontrar al sapo manchado o de puntos rojos (Anaxyrus punctatus) y sus parientes el sapo de espuelas (Anaxyrus cognatus), el sapo verde (Anaxyrus debilis), el sapo de la meseta (Anaxyrus compactilis), el sapo de Texas (Anaxyrus speciosus), y el sapo de Woodhouse (Anaxyrus woodhousii); a la ranita de las rocas (Hyla arenicolor); a la rana grillo norteña (Acris crepitans); al sapo cavador (Scaphiopus couchii)ː a la rana chirriadora punteada (Eleutherodactylus guttilatus); al sapo boca angosta oliváceo (Gastrophryne olivacea) y su pariente el sapo boca angosta elegante (Gastrophryne elegans); a la rana ladradora amarilla (Craugastor augusti); el sapo de espuelas de las planicies (Spea bombifrons) y su pariente el sapo monticola de espuela (Spea multiplicata); la rana leopardo (Lithobates berlandieri) y sus parientes la rana leopardo de Moctezuma (Lithobates montezumae) en la transición con los ecosistemas del centro de México, así como la rana leopardo Lemos-Espinal, endémica de Chihuahua y Coahuila (Lithobates lemosespinali). En cuanto al género Ambystoma, está representado principalmente por una especie principal y dos más raras, las especies salamandra tigre (Ambystoma tigrinum), y en algunas comunidades aisladas, el axolote tigre rayado (Ambystoma mavortium) y el axolote del altiplano (Ambystoma velasci).

Anfibios del Desierto Chihuahuense
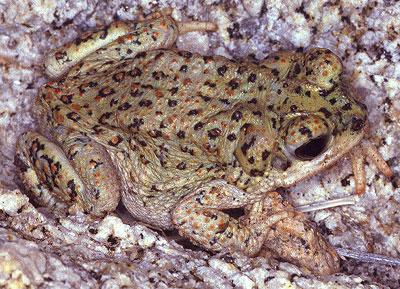
Anaxyrus punctatus
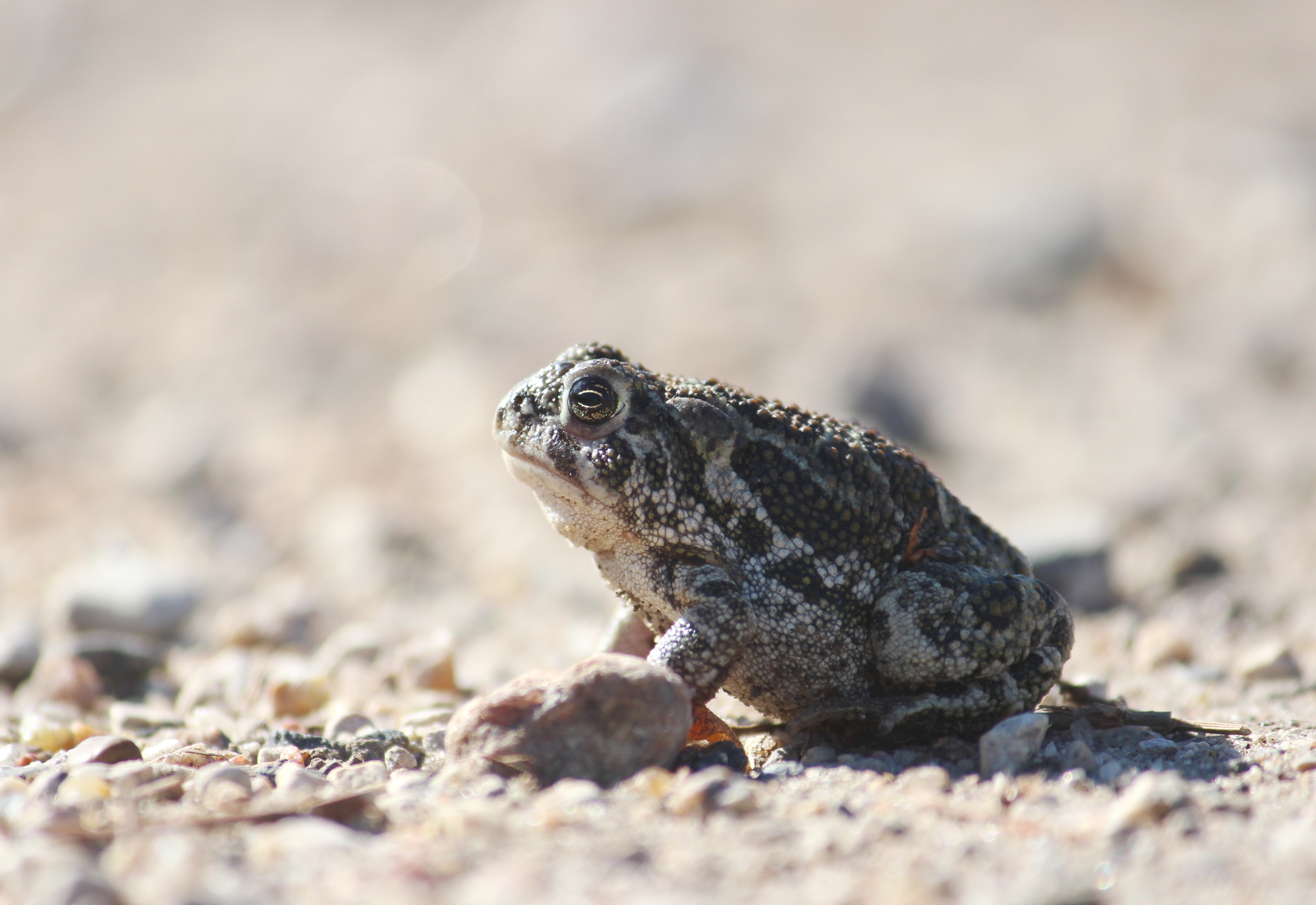
Anaxyrus cognatus
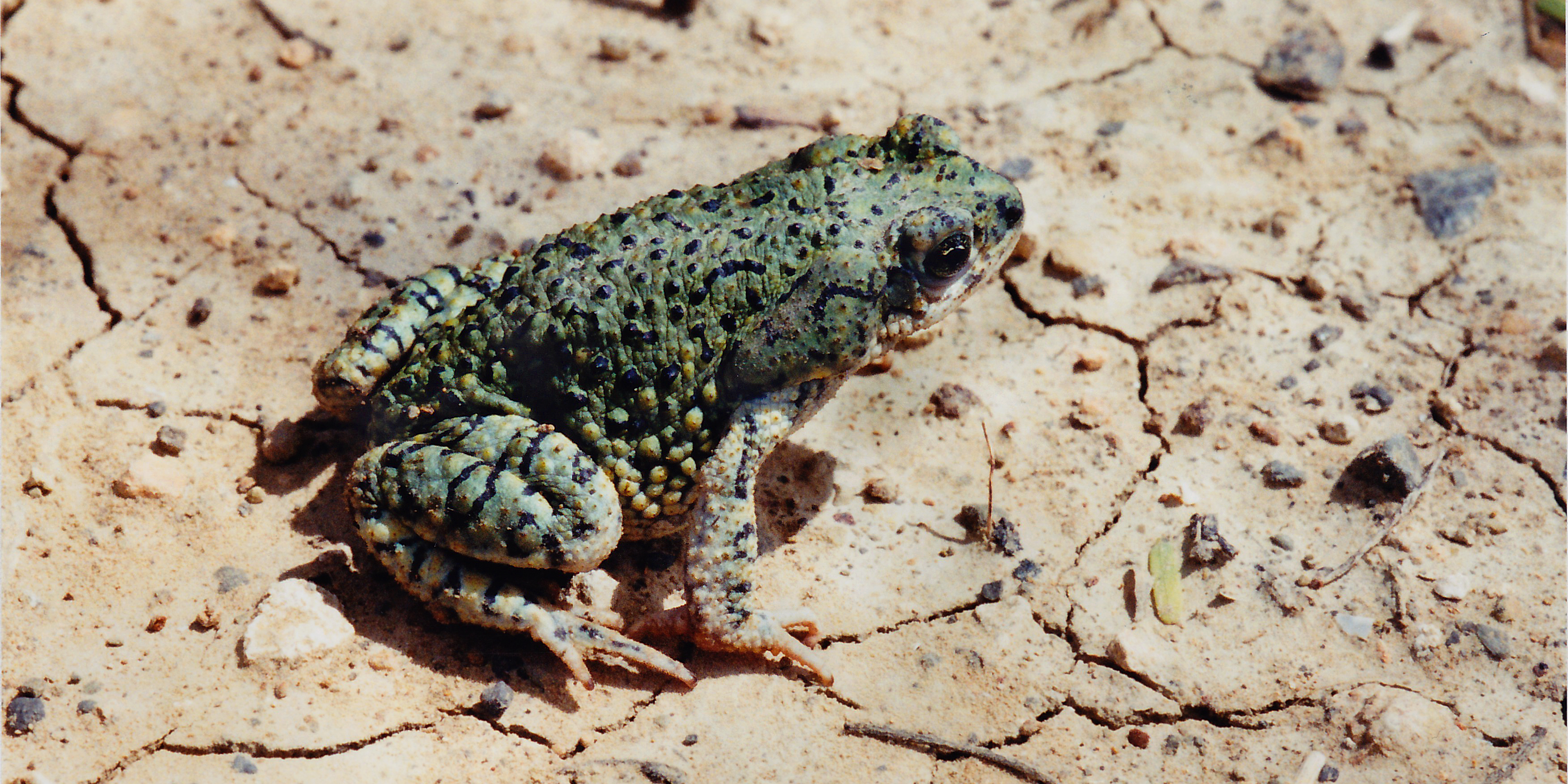
Anaxyrus debilis
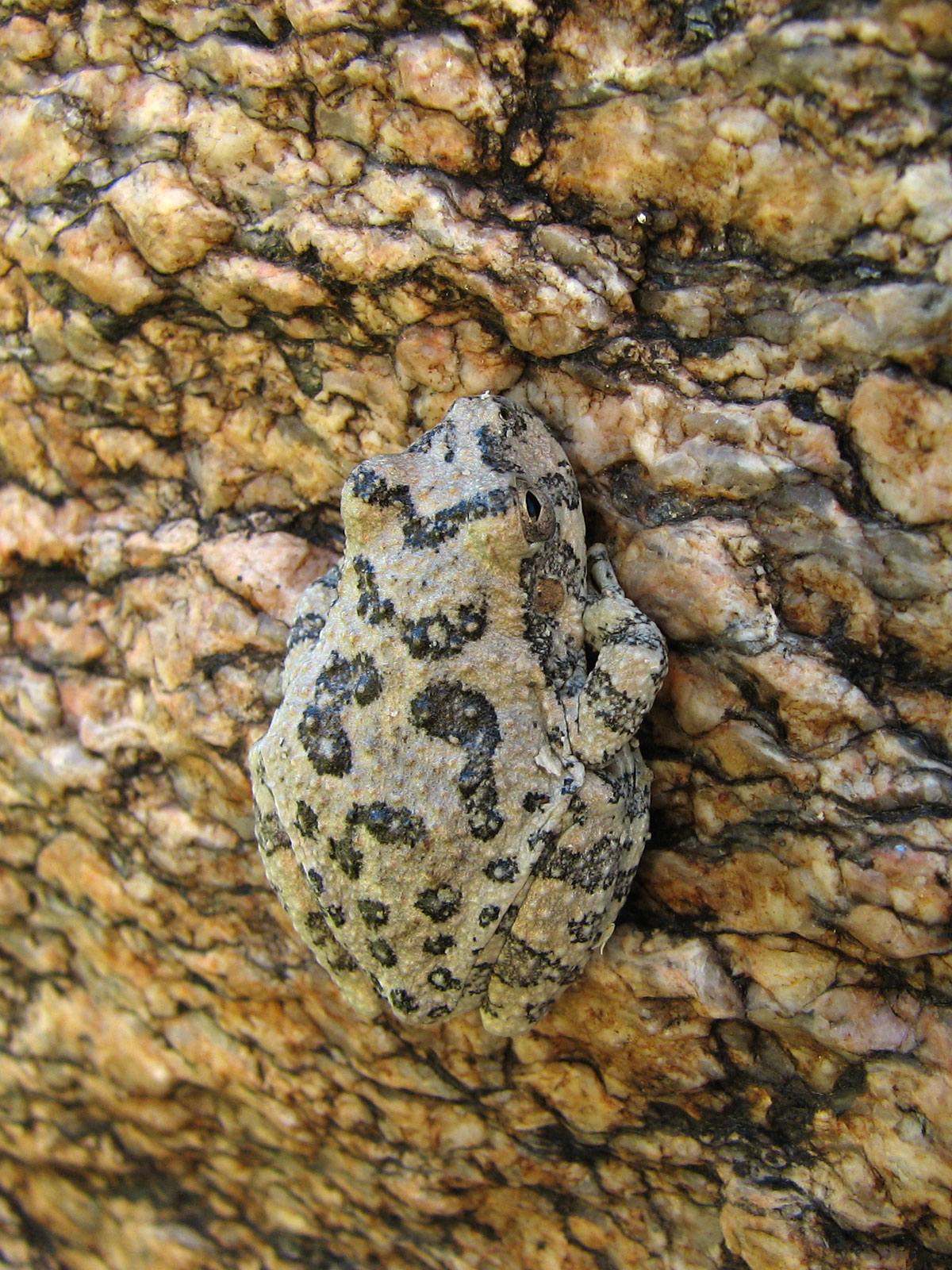
Hyla arenicolor
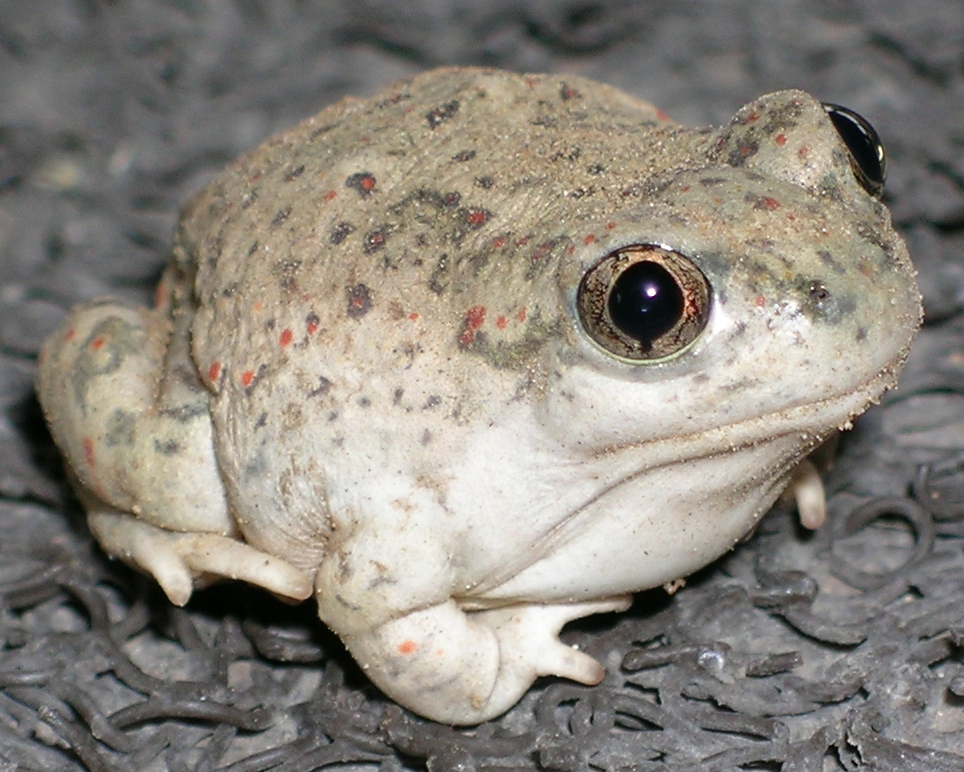
Spea multiplicata
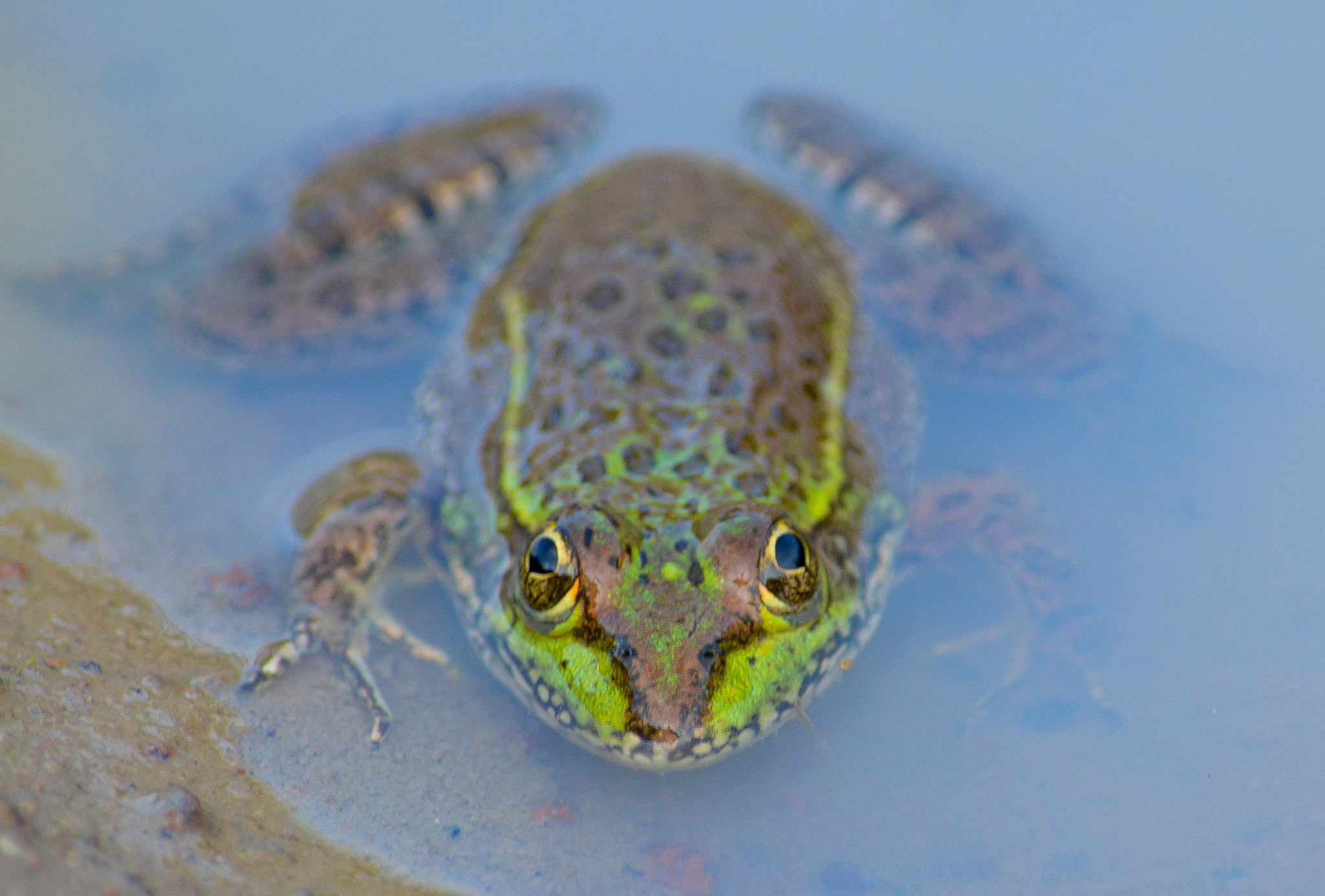
Lithobates montezumae
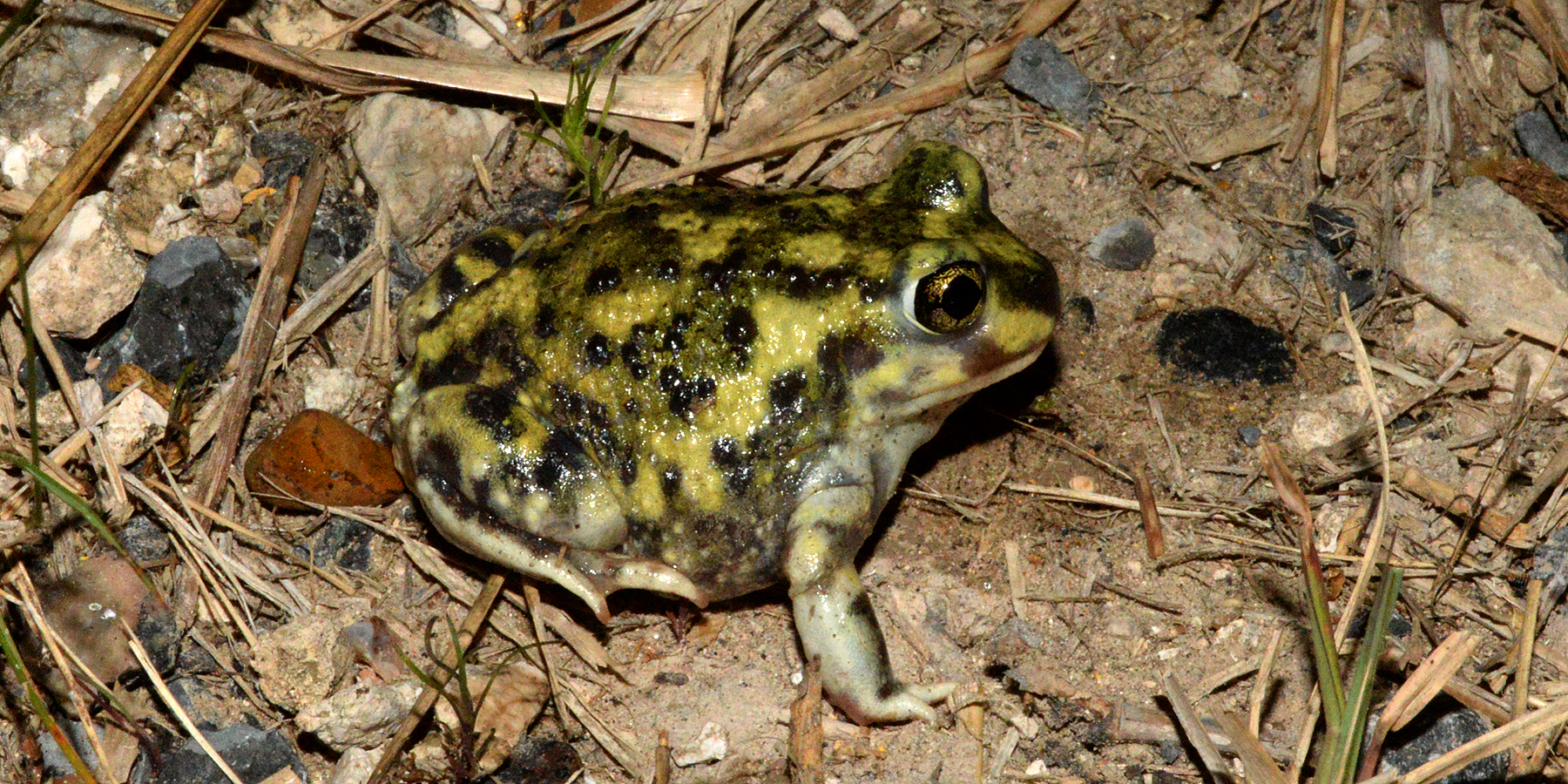
caphiopus couchii
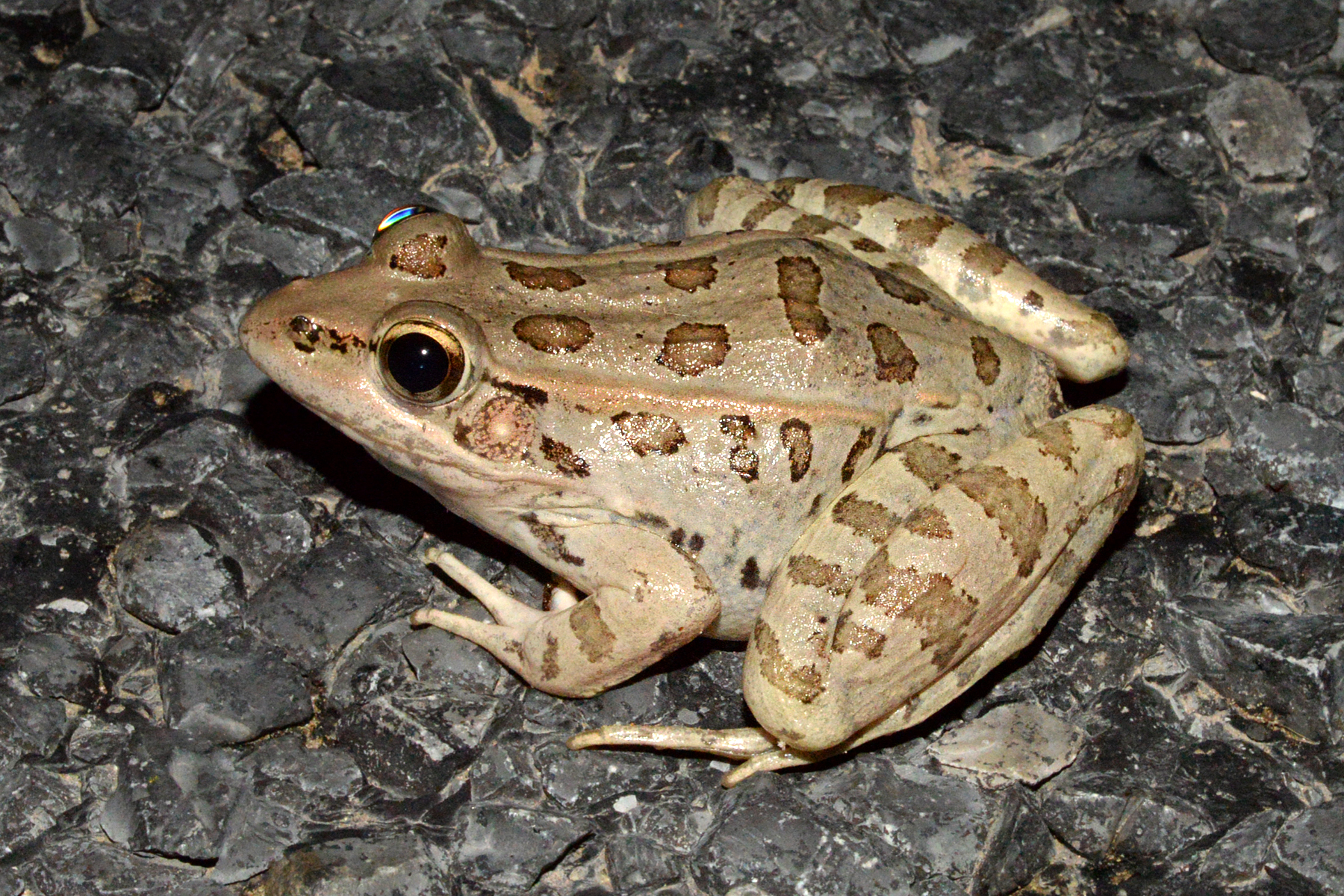
Lithobates berlandieri
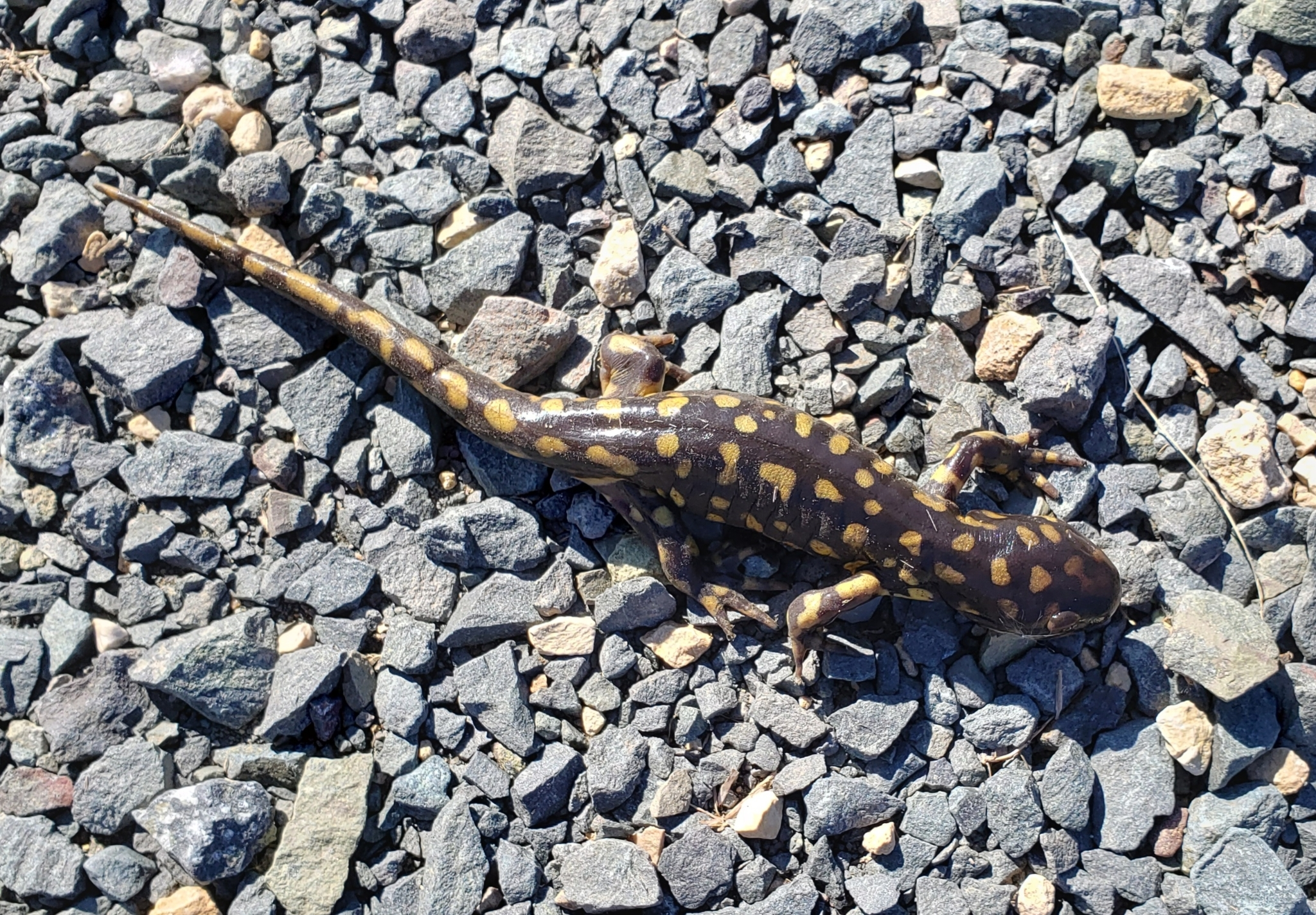
Ambystoma tigrinum
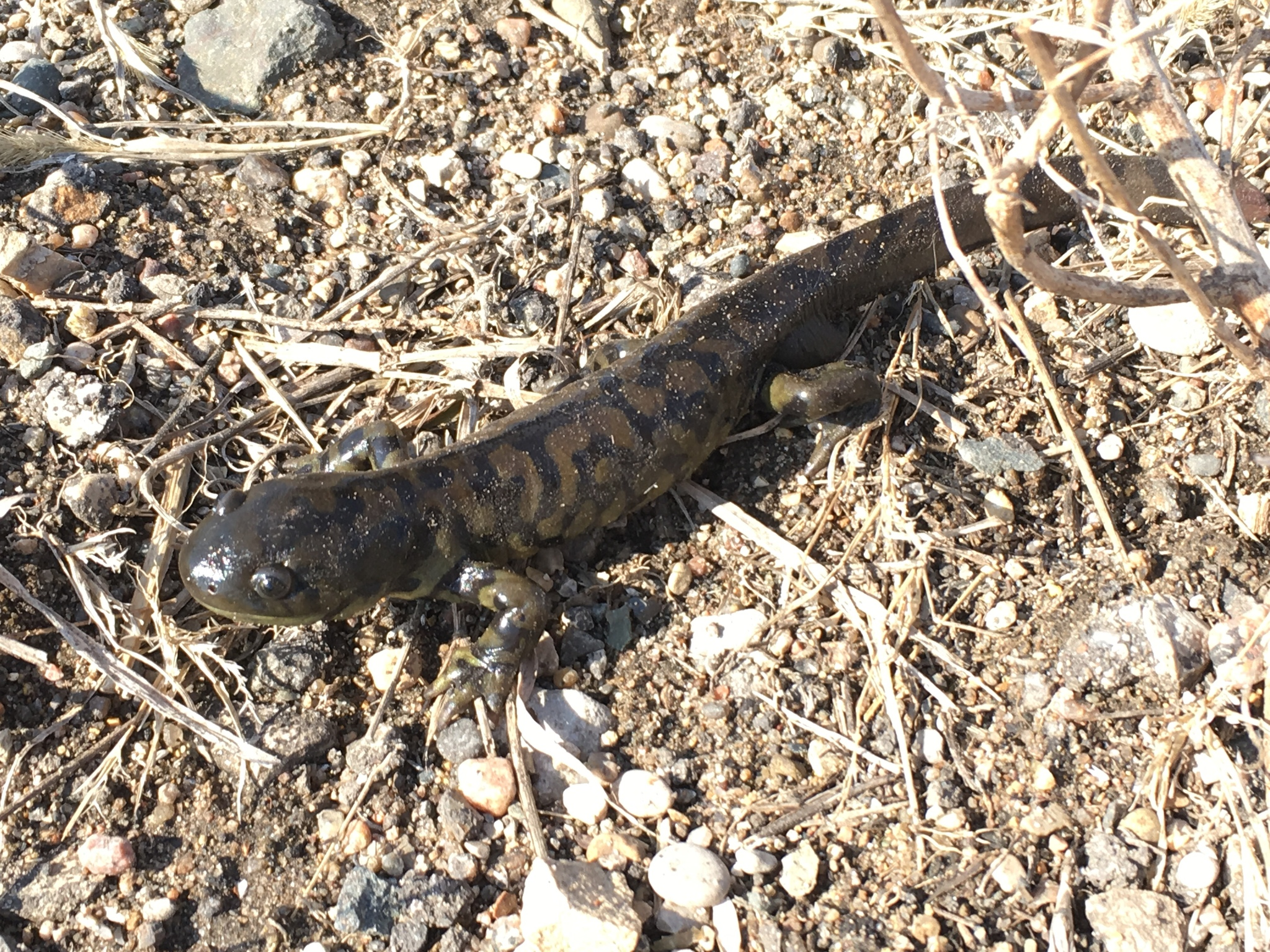
Ambystoma mavortium
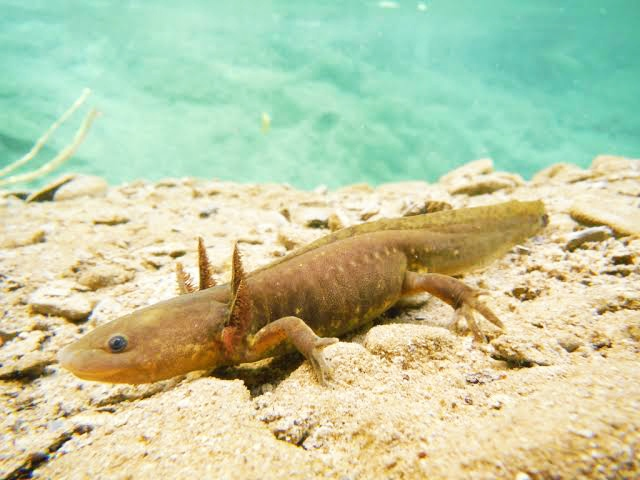
Ambystoma velasci

### Peces
En cuanto a los peces, la cantidad de endemismos de peces de agua dulce es destacable. El aislamiento al que se enfrentaron algunos humedales, lagunas y ríos generó una gran biodiversidad en la región. Si bien no todos estos cuerpos de agua han sido correctamente estudiados, destacan los estudios en el Río Conchos y en el área de protección de flora y fauna de Cuatrociénegas, donde se han registrado especies limitadas al área del desierto. Algunas otras especies son de distribución exclusiva en Norteamérica, lo que sugiere conexiones ancestrales de un sistema pluvial común a partir que conectaba la Meseta de Colorado, el Río Bravo y el Desierto Chihuahuense.    
Algunas de estas especies son la carpita cebezona (Pimephales promelas); especies del género Cyprinodon (bolín: C. variegatus); pez gato americano o bagre del canal (Ictalurus punctatus); rodapiedras mexicano (Campostoma ornatum); el matalote chato (Carpiodes carpio); el matalote del Bravo (Catostomus plebeius); el matalote bocón (Ictiobus bubalus); el bagre (Ameiurus melas); el bagre azul (Ictalurus furcatus); la perca atruchada o lobino negro (Micropterus salmoides); y el róbalo gigante (Lepomis megalotis). El bagre del yaqui (Ictalurus pricei) se encuentra en la transición del desierto chihuahuense con el desierto sonorense, en el Río Yaqui. Nativo del Río Pecos en Texas se encuentra la sardinilla de las planicies (Fundulus zebrinus) y la carpa obispa (Dionda episcopa).    
En los manantiales de Chihuahua se distribuye un pez pequeño llamados comúnmente “cachorritos”, algunos adaptados a vivir hasta a temperaturas de más de 43.33 °C, lo cual representa la máxima temperatura de pez de agua dulce en el mundo; de este género destacan el cachorrito de Julimes (Cyprinodon julimes) y sus parientes el cachorrito cabezón (Cyprinodon pachycephalus), el cachorrito escamudo (Cyprinodon macrolepis) y el cachorrito de Conchos (Cyprinodon eximius); todos en estado vulnerable o peligro crítico. En el área de protección de flora y fauna de Cuatrociénegas, incluso hay endemismos exclusivos de ciertas lagunas, como son el espada de Cuatrociénegas (Xiphophorus gordoni), endémico de la Laguna Santa Tecla; y la mojarra de Cuatrociénegas (Herichthys minckleyi).    
Entre los peces que también se han registrado como nativas en el Río Conchos y afluentes se encuentran: el pejelagarto narigudo (Lepisosteus osseus); la carpita roja (Cyprinella lutrensis); la carpita del Conchos (Cyprinella panarcys, completamente endémica de este río); la carpa del Conchos (Gila pulchra); la carpa pecosa (Macrhybopsis aestivalis); la carpita texana (Notropis amabilis); la carpita tamaulipeca (Notropis braytoni); la carpita chihuahuense (Notropis chihuahua; endémico de este río); la carpita del Bravo (Notropis jemezanus); y la carpita rinconera, que se distribuye en Norteamérica desde la región de los Grandes Lagos (Rhinichthys cataractae); el matalote yaqui (Catostomus bernardini); el matalote azul (Cycleptus elongatus);  el matalote chuime (Scartomyzon austrinus); la sardinita mexicana (Astyanax mexicanus); el bagre piltante o chato (Pylodictis olivaris) que puede llegar a vivir 20 años; una especie endémica de trucha del género Oncorhynchus denominada aparique; el guayacón de San Gregorio (Gambusia alvarezi); guayacón del Bravo (Gambusia senilis); el guayacón de Hacienda de Dolores (Gambusia hurtadoi); la perca del Conchos (Etheostoma australe); y el dardo chihuahuense (Etheostoma pottsi; endémico del Río Sain Alto en Zacatecas).   

Peces del Desierto Chihuahuense
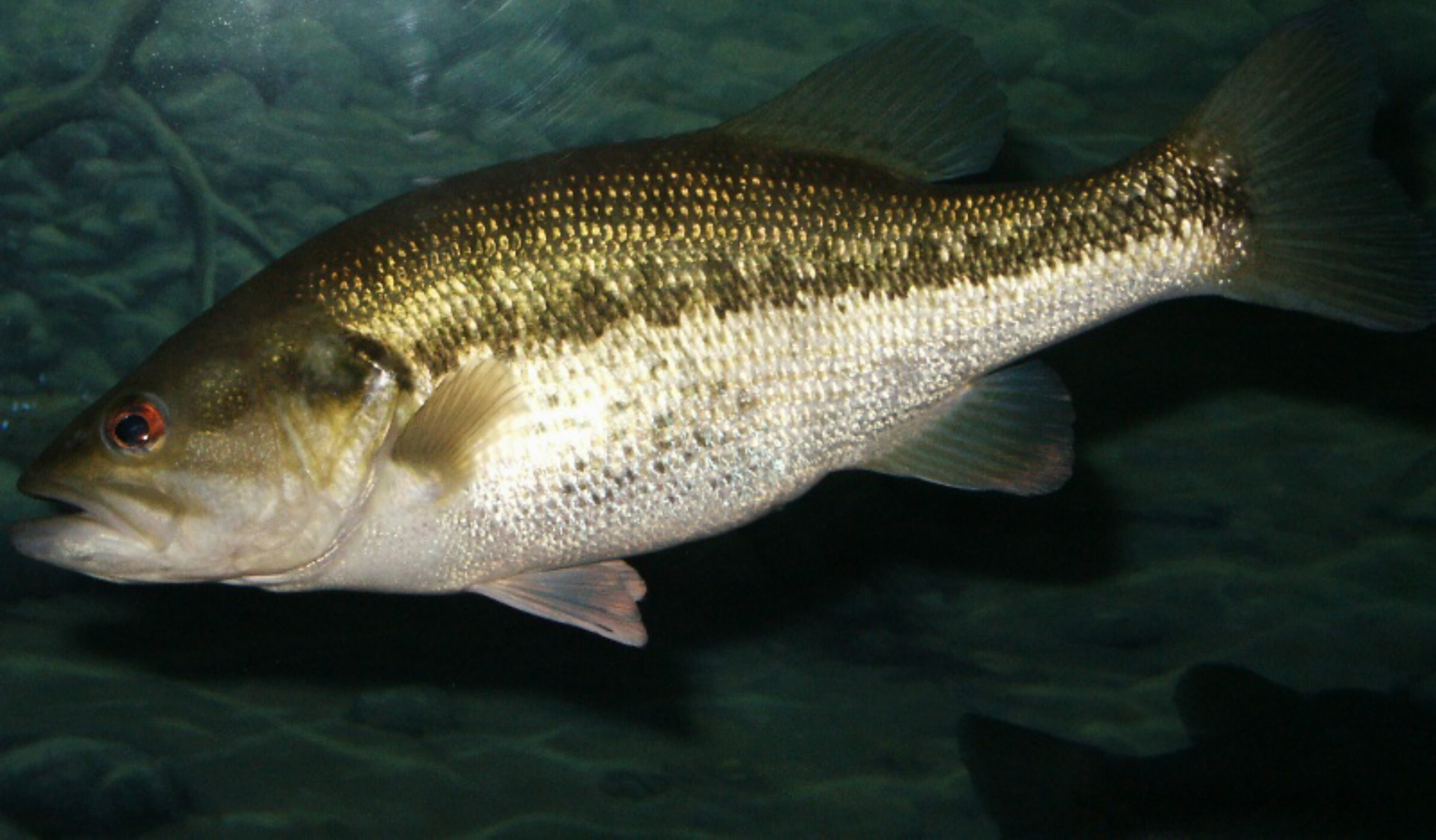
Micropterus salmoides
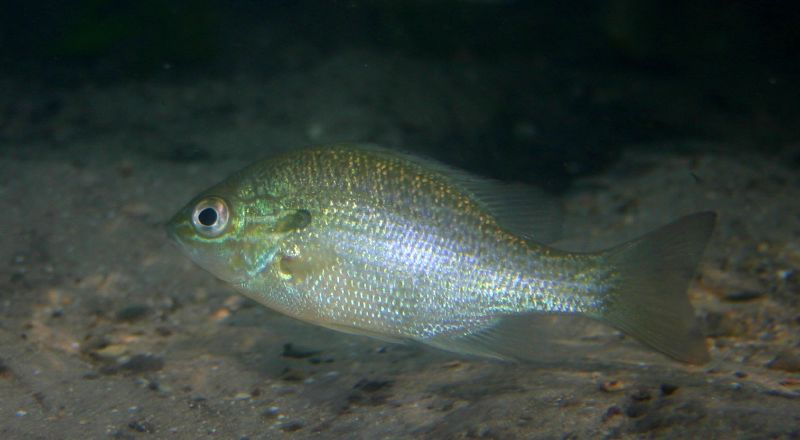
Lepomis megalotis
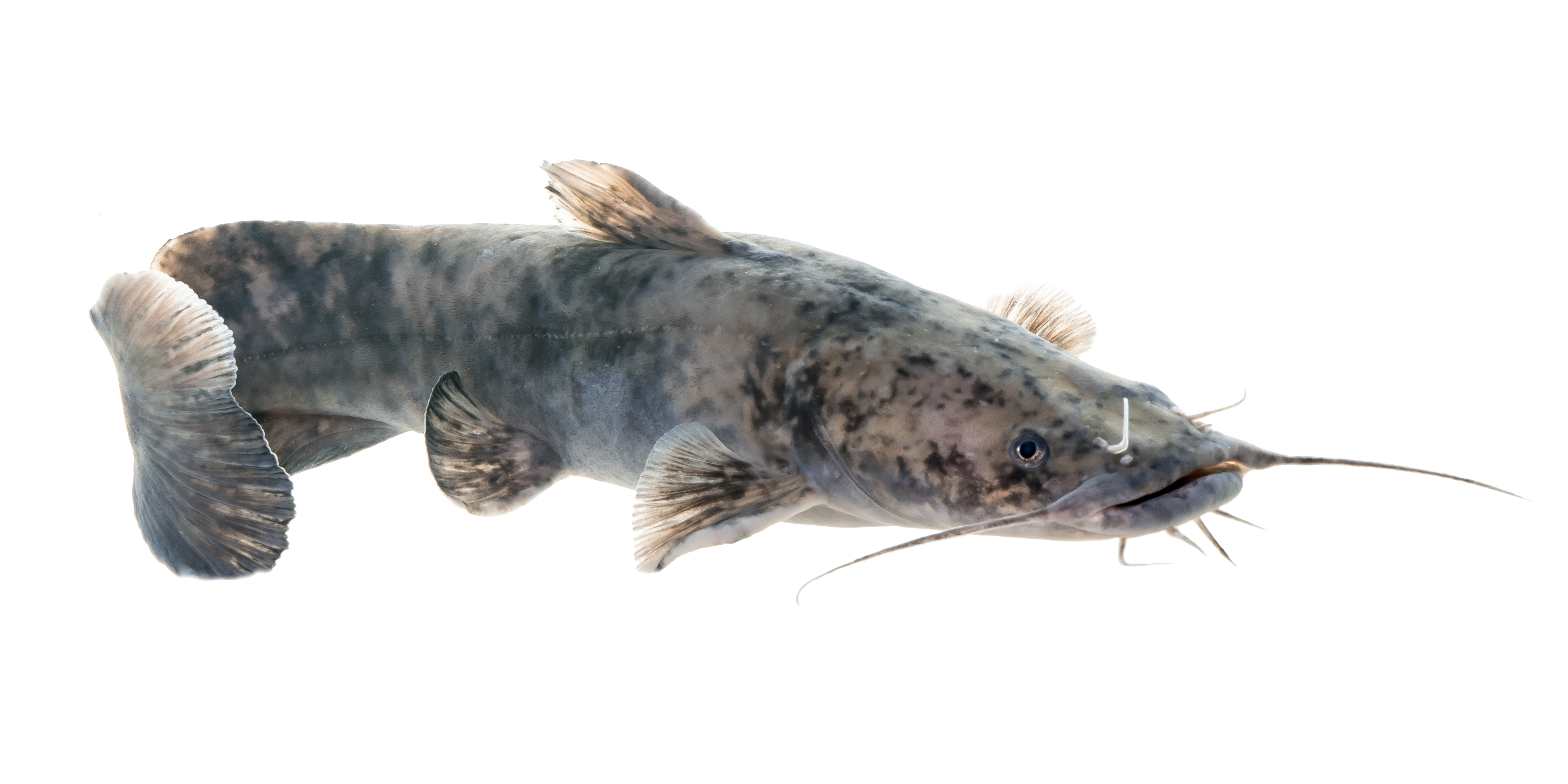
Pylodictis olivaris
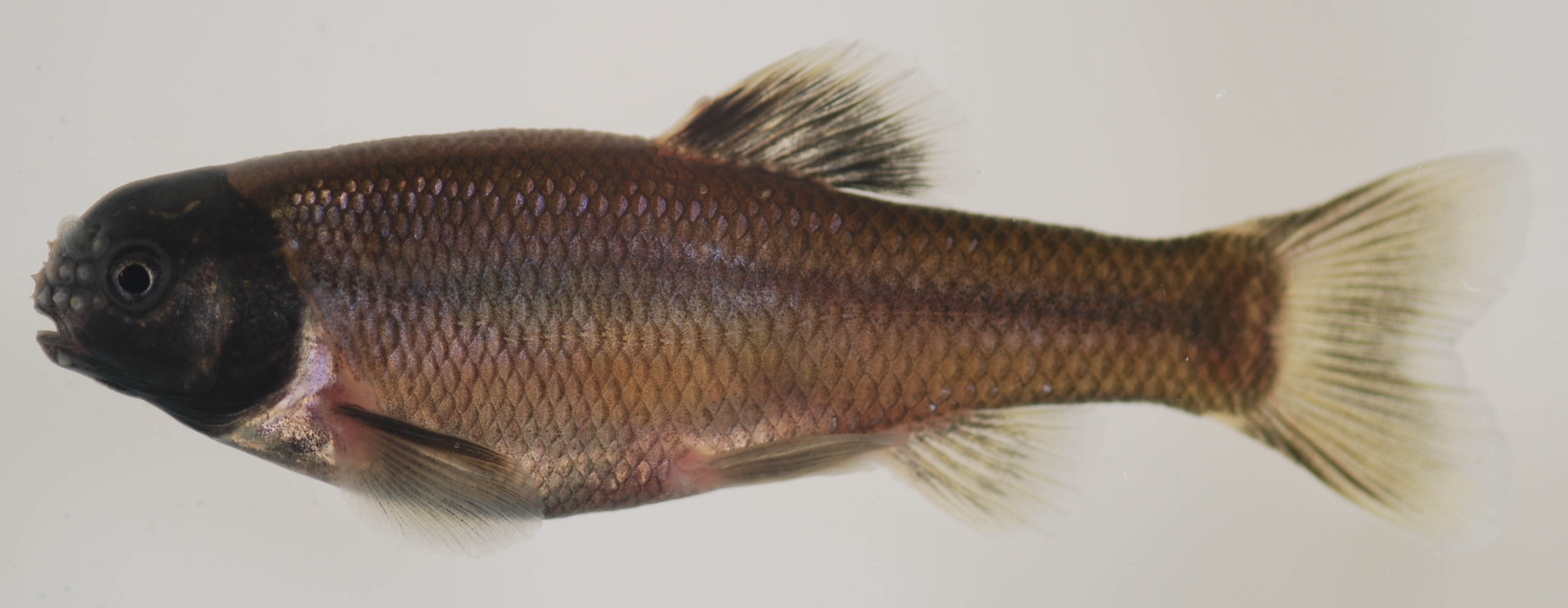
Pimephales promelas
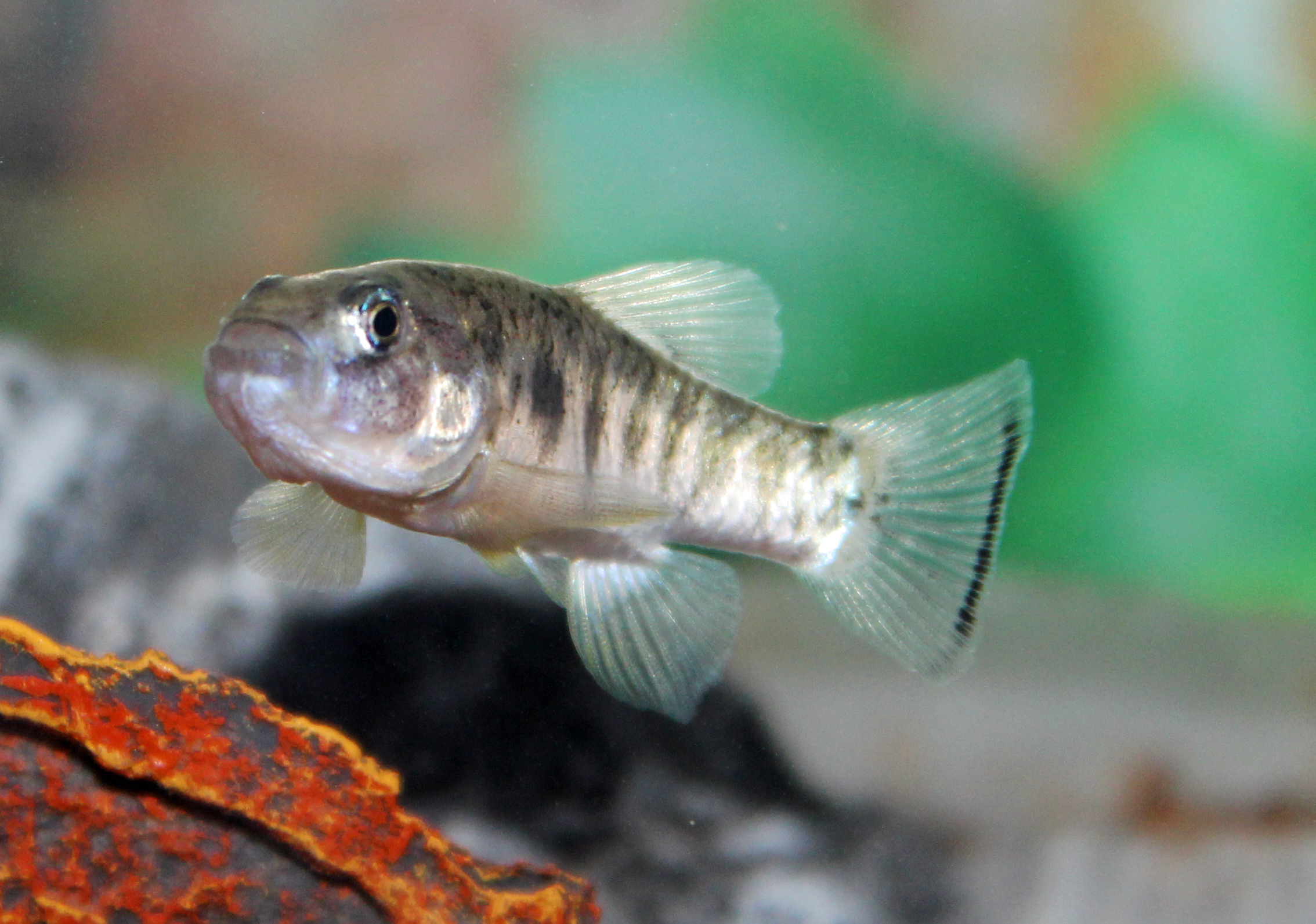
Cyprinodon julimes
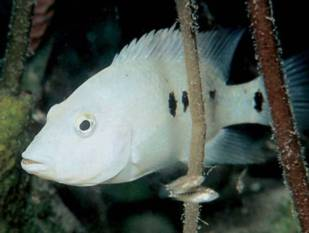
Herichthys minckleyi
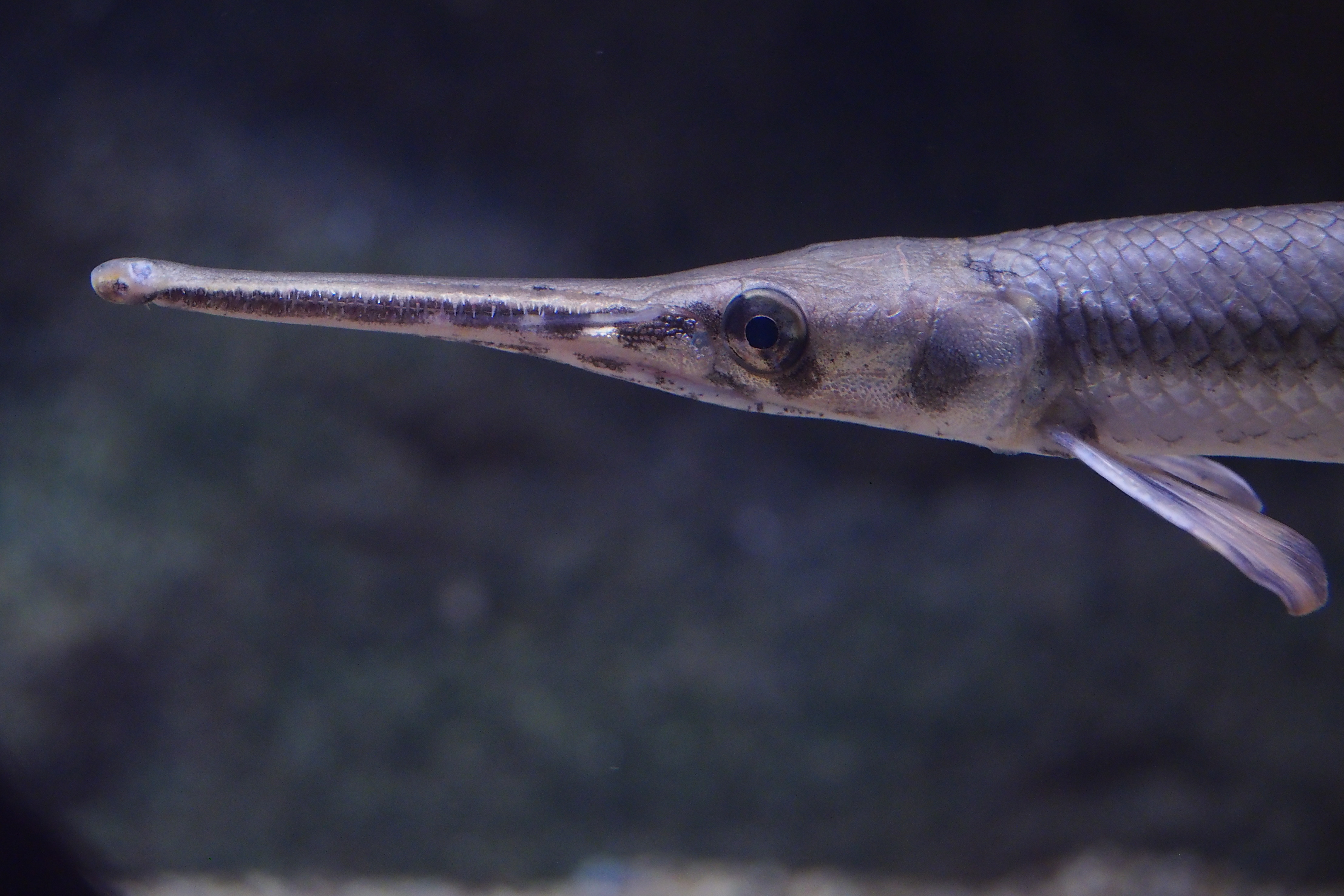
Lepisosteus osseus
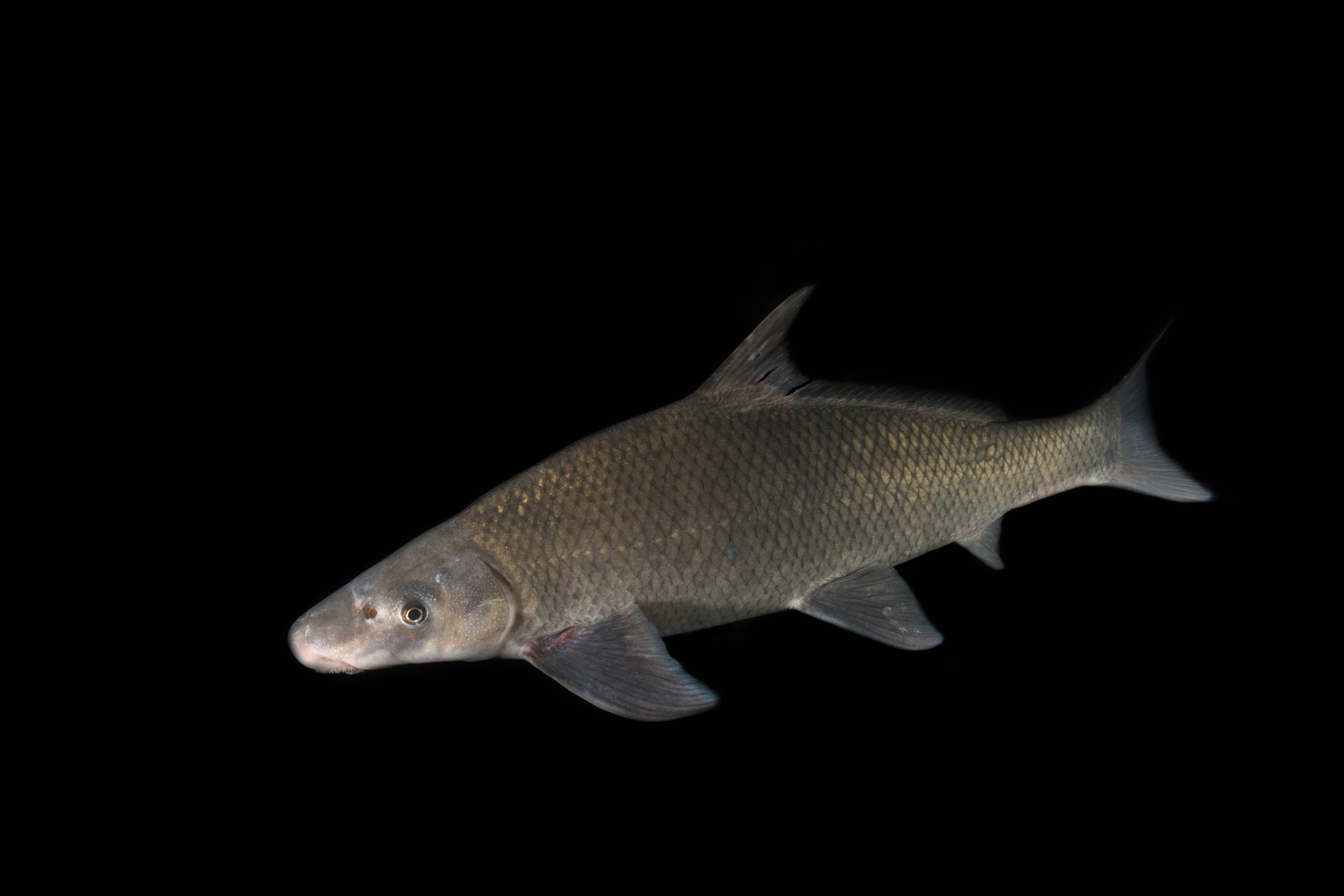
Cycleptus elongatus
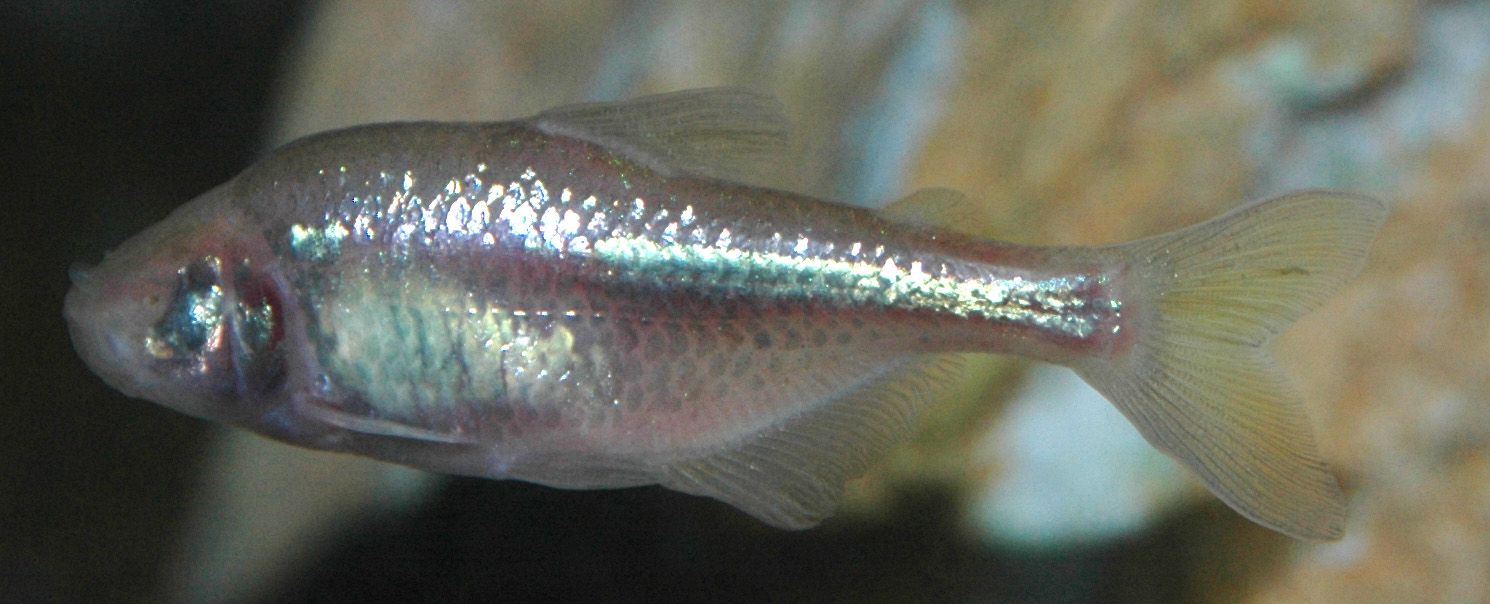
Astyanax mexicanus
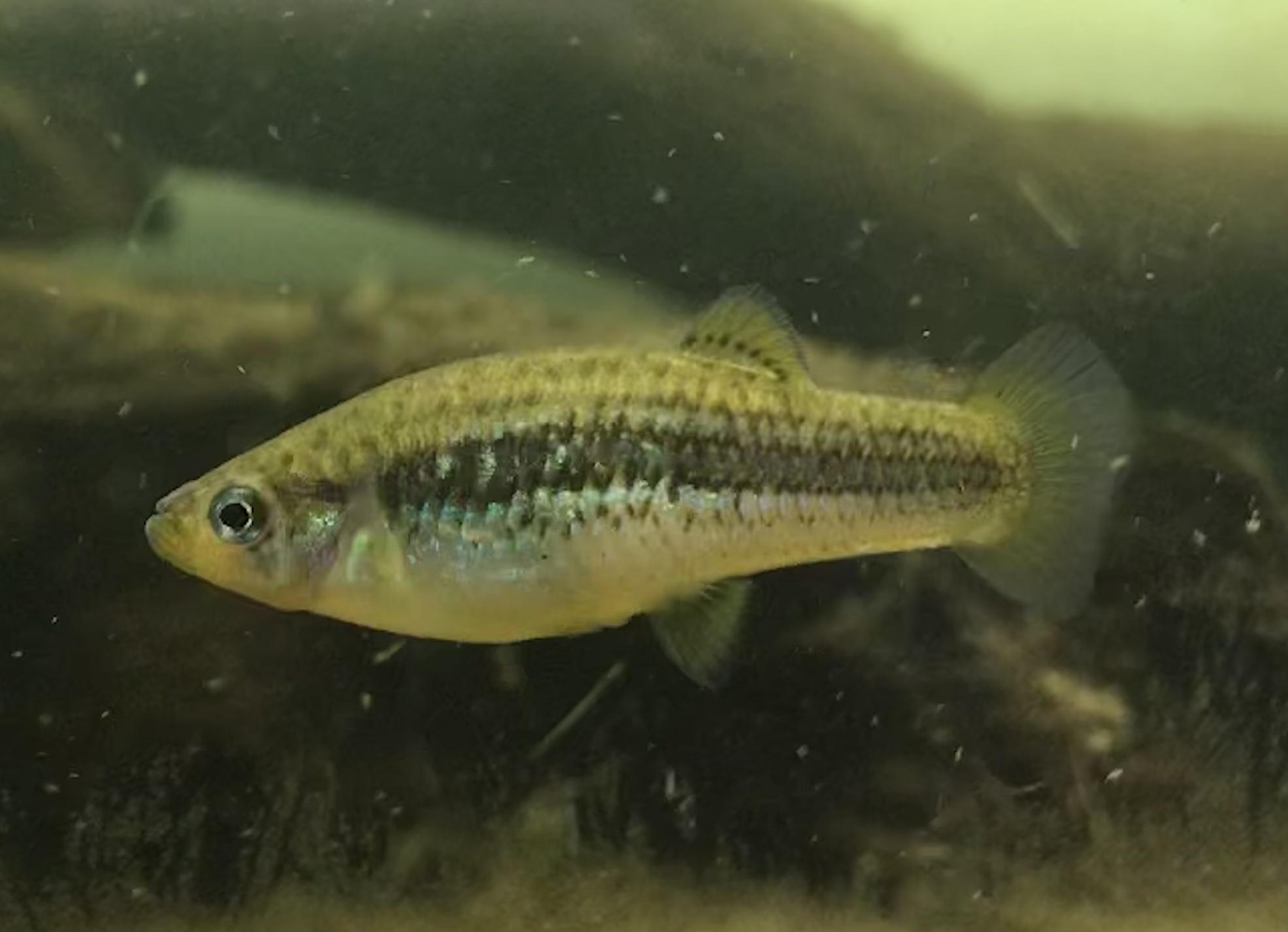
Ambystoma velasci

### Invertebrados
Entre los insectos y arácnidos se encuentra el alacrán rayado (Centruroides vittatus); la tarántula mexicana gris (Aphonopelma pallidum); la araña saltarina pantropical (Plexippus paykulli); la tarántula cobalto de la Sierra Tarahumara (Aphonopelma mooreae); la araña violinista de los Apaches (Loxosceles apachea); la araña manchada de monte (Neoscona orizabensis); la araña raya de tela de embudo (Agelenopsis aperta); el vinagrillo gigante (Mastigoproctus giganteus); el alacrán del centro (Vaejovis mexicanus); la viuda café (Latrodectus geometricus); la araña café de Carolina (Hogna carolinensis); el abejorro mesoamericano (Bombus ephippiatus); la mariposa reina (Danaus gilippus) así como la mariposa monarca, como ecosistema de paso hacia los bosques del centro de México (Danaus plexippus); la hormiga cosechadora roja (Pogonomyrmex barbatus); la mariposa azufre naranja (Colias eurytheme); pulgas (Siphonaptera), la hormiga chicatana (Atta mexicana), la polilla de cuatro puntos (Palpita quadristigmalis); la mariposa blanca con parches negros (Pontia protodice); la mariposa organillo oscura (Euptoieta claudia); el saltamonte perezoso norteamericano (Taeniopoda eques); la catarina convergente (Hippodamia convergens); la hormiga mielera (Myrmecocystus mexicanus); y el chapulín de alas pálidas (Trimerotropis pallidipennis). También destacan más de 470 especies de abejas; incluyendo muchos endemismos, como la abeja del sudor rayada (Agapostemon splendens).

## Áreas naturales protegidas
En México y Estados Unidos, se encuentran diversas áreas naturales protegidas que, al ser visitadas, ofrecen una panorámica reveladora del variado paisaje del desierto chihuahuense.
Mientras algunas de estas áreas cuentan con protección a nivel federal, otras poseen distintos grados de protección a nivel estatal. Es importante señalar que algunas de ellas son designadas como "Áreas Destinadas Voluntariamente a la Conservación". En el contexto mexicano, estas áreas están bajo la competencia federal, mientras que en Estados Unidos, reciben protección a través de diversas distinciones. Para algunos de estas zonas se carece de información sobre su flora y dinámica de la vegetación entre los habitantes, por lo que han existido casos de destrucción total, como fue el caso de La Hediondilla y La Trinidad, en Nuevo León, cuyo suelo fue completamente destruido para la agricultura y ganadería.
La siguiente tabla presenta casi un centenar de áreas naturales protegidas dentro del desierto chihuahuense.
| Área natural protegida | Superficie (en hectáreas) | Estado                       | Tipo de área natural protegida | Comentarios |
| --- | ------------------------- | ---------------------------- | --- | --- |
| Alamo Hueco Mountains (Sierra del Álamo Hueco)                                                                              | 6,581.81                  | Nuevo México                 | Wilderness Study Area (Área de estudio de vida silvestre)                                                                         | |
| Aldo Leopold | 81,752.97                 | Nuevo México                 | Wilderness Area (Área silvestre)                                                                                                  | Adyacente a Gila. Esta área marca la transición ecológica del desierto chihuahuense a las Montañas Rocosas. |
| Amistad | 23,185.43                 | Texas                        | National Recreation Area (Área de Recreación Nacional)                                                                            | Se considera una convergencia de 3 ecosistemasː desierto chihuahuense, matorral espinoso tamaulipeco y Meseta Edwards. |
| Antelope (Antílope) | 8,381.04                  | Nuevo México                 | Wilderness Study Area (Área de estudio de vida silvestre)                                                                         | Adyacente al Bosque del Apache. |
| Arroyo Las Vacas | 26.41                     | Coahuila                     | Reserva estatal de Coahuila (como Monumento Natural)                                                                              | Área natural protegida distintiva de Ciudad Acuña, Coahuila. |
| Bavispe | 200,900.66                | Sonora                       | Área de Protección de Flora y Fauna                                                                                               | Representa la transición entre el Desierto Sonorense y el desierto chihuahuense; con especies de estos dos ecosistemas y los bosques del norte de la Sierra Madre Occidental. No debe confundirse con el Ecosistema Ajos-Bavispe, un sitio Ramsar ubicado al Norte de Bavispe. |
| Big Bend | 324,471.00                | Texas                        | Parque Nacional (National Park); Red Mundial de Reservas de Biosfera (Unesco).                                                    | Se encuentra en la lista indicativa del Patrimonio de la Humanidad. Adyacente a Antelope Wilderness Study Area. |
| Big Bend Ranch | 121,405.69                | Texas                        | Parque estatal de Texas (Texas States Park)                                                                                       | |
| Big Hatchet Mountains (Montañas de Big Hatchet)                                                                             | 27,236.00                 | Nuevo México                 | Wilderness Study Area (Área de estudio de vida silvestre)                                                                         | |
| Big Spring | 154.59                    | Texas                        | State Park (Parque estatal de Texas)                                                                                              | Se encuentra dentro de la ciudad del mismo nombreː Big Spring |
| Bitter Lake | 9,940.29                  | Nuevo México                 | Refugio nacional de vida silvestre (National Wildlife Refuge)                                                                     | |
| Black Gap | 41,682.62                 | Texas                        | Wildlife Management Area (Área de manejo de vida silvestre)                                                                       | |
| Bosque del Apache | 23,067.08                 | Nuevo México                 | Refugio nacional de vida silvestre (National Wildlife Refuge)                                                                     | |
| Cañón de Santa Elena | 277,209.72                | Chihuahua                    | Área de Protección de Flora y Fauna                                                                                               | |
| Carlsbad Caverns (Cavernas de Carlsbad)                                                                                     | 18,926.00                 | Nuevo México                 | Parque Nacional (National Park)                                                                                                   | Se encuentra inscrita en la lista del Patrimonio Mundial de la Humanidad |
| Carrizozo Lava Flow (Campo volcánico de Carrizoso)                                                                          | 4,152.00                  | Nuevo México                 | Wilderness Study Area (Área de estudio de vida silvestre)                                                                         | Campo de lava y ceniza volcánica visible desde el espacio. Forma un corredor geológico y ecológico junto a Little Black Peak. |
| Cedar Mountains (Montañas de Cedro)                                                                                         | 6,034.27                  | Nuevo México                 | Wilderness Study Area (Área de estudio de vida silvestre)                                                                         | No debe confundirse con la Formación Cedar Mountain en Utah, ni con la Montaña Cedro relacionada con la Batalla de Cedar Mountain en Virginia. |
| Chihuahuan Desert Nature Center and Botanical Gardens (Jardín Botánico y Centro de la Naturaleza del Desierto de Chihuahua) | 205.00                    | Texas                        | Centro de la naturaleza y jardín botánico (iniciativa independiente; con alianzas universitarias y con asociaciones)              | |
| Chinati Mountains | 5,782.74                  | Texas                        | Parque estatal de Texas (Texas States Park)                                                                                       | |
| Cibola | 654,148.04                | Nuevo México                 | National Forest (Bosque nacional)                                                                                                 | |
| Coronado | 695,632.36                | Arizona; Nuevo México        | National Forest (Bosque nacional)                                                                                                 | Dentro de esta área natural protegida se encuentran 8 áreas silvestre (Wilderness Area), destacando Chiricahua con 35,281.30 hectáreas, donde se encuentra Monumento Nacional del mismo nombre, que solo contiene un área de 4866.34 ha. Otras áreas silvestres sonː Galiuro, Miller Peak, Mount Wrightson, Pajarita, Pusch Ridge, Rincon y Santa Teresa.                            |
| Cuenca Alimentadora del Distrito Nacional de Riego 001 Pabellón (fracción Zacatecas)                                        | 39,070.78                 | Zacatecas                    | Área de Protección de Recursos Naturales                                                                                          | El área completa de esta área natural protegida es de 97,699.68 hectáreas, sin embargo solo la porción Zacatecas puede considerarse una transición entre el desierto chihuahuense y la fracción sur de la Sierra Madre Occidental; el resto (en Aguascalientes), corresponde principalmente a la Sierra Fría.                                                                        |
| Cuenca Alimentadora del Distrito Nacional de Riego 004 Don Martín                                                           | 1,519,385.03              | Coahuila                     | Área de Protección de Recursos Naturales                                                                                          | Representa la transición de la Sierra Madre Oriental y el desierto chihuahuense. También se trata del área natural protegida más extensa de este ecosistema |
| Cuatrociénegas | 84,347.47                 | Coahuila                     | Área de Protección de Flora y Fauna; Sitio Ramsar; Red Mundial de Reservas de Biosfera (Unesco).                                  | Cuenta con manantiales que salen al exterior conocidos como pozas, con alta presencia de formaciones de estromatolitos, formaciones que orientan el entendimiento del origen de la vida. Se encuentra en la lista indicativa del Patrimonio de la Humanidad. |
| Cuenca de Los Ojos (o Cuenca Los Ojos)                                                                                      | 34,266.78                 | Sonora                       | Conjunto de 3 Áreas Destinadas Voluntariamente a la Conservación (conocidas como Los Ojos 1, 2 y 3, separadas en 9 fracciones).   | |
| Cumbres de Majalca | 4,701.27                  | Chihuahua                    | Parque Nacional | Representa la transición de la Sierra Madre Occidental y el desierto chihuahuense |
| Devils River | 14,973.37                 | Texas                        | State Natural Area (Área Natural Estatal de Texas)                                                                                | |
| Dos Cabezas Mountains (Montañas Dos Cabezas)                                                                                | 4,734.80                  | Arizona                      | Refugio nacional de vida silvestre (National Wildlife Refuge)                                                                     | Representa la transición entre el Desierto Sonorense y el desierto chihuahuense |
| Dulce Amparo de Águila | 1,356.14                  | Chihuahua                    | Área Destinada Voluntariamente a la Conservación                                                                                  | |
| Ecosistema Ajos-Bavispe, zona de influencia Cuenca Río San Pedro                                                            | 182,623.00                | Sonora                       | Sitio Ramsar | Humedal que representa la transición entre el Desierto Sonorense y el desierto chihuahuense |
| El Cedral | 1,000.00                  | Zacatecas                    | Zona de preservación ecológica (protección estatal en Zacatecas)                                                                  | Representa la transición entre el desierto chihuahuense y la fracción sur de la Sierra Madre Occidental. |
| El Malpais | 150,625.00                | Nuevo México                 | Consiste en la unión de un Monumento Nacional (National Monument) y un Área de Conservación Nacional (National Conservation Area) | El área corresponde a la suma de las 2 áreas naturales protegidas en conjunto |
| El Quemado (o Rancho El Quemado)                                                                                            | 1,896.68                  | Chihuahua                    | Área Destinada Voluntariamente a la Conservación                                                                                  | Representa la transición de la Sierra Madre Occidental y el desierto chihuahuense |
| El Tulillo | 69.45                     | Coahuila                     | Área Natural Voluntaria | Colinda con la presa El Tulilllo, de 569 hectáreas, la cual es un área de importancia para la conservación de aves. No pertenece a la red federal mexicana de "Áreas Destinadas Voluntariamente a la Conservación"; sino a un grupo de Reservas Naturales Voluntarias con protección estatal (Coahuila).                                                                             |
| Elephant Mountain | 9,367.25                  | Texas                        | Wildlife Management Area (Área de manejo de vida silvestre)                                                                       | |
| Estación Salado | 35,441.30                 | San Luis Potosí              | Área Destinada Voluntariamente a la Conservación                                                                                  | |
| Florida Mountains (Sierra de Florida)                                                                                       | 3,603.32                  | Nuevo México                 | Wilderness Study Area (Área de estudio de vida silvestre)                                                                         | |
| Franklin Mountains (Montañas Franklin, o también conocida como Sierra de Mansos)                                            | 10,775.56                 | Texas                        | State Park (Parque estatal de Texas)                                                                                              | Área natural distintiva de El Paso, Texas. |
| Galiuro | 30,884.39                 | Arizona                      | Wilderness Area (Área silvestre)                                                                                                  | |
| Gila | 226,433.00                | Nuevo México                 | Wilderness area (Área silvestre)                                                                                                  | Esta área marca la transición ecológica del desierto chihuahuense a las Montañas Rocosas. Aunque su nombre puede generar confusión con el desierto Sonorense (a veces denominado Desierto de Gila), esta reserva no se encuentra en esa región. |
| Gogorrón | 36,499.66                 | San Luis Potosí              | Parque Nacional | |
| Guadalupe Mountains (Montañas de Guadalupe)                                                                                 | 30,874.68                 | Nuevo México                 | Parque Nacional (National Park)                                                                                                   | |
| Guadalupe Victoria | 200.06                    | Coahuila                     | Reserva Natural Estatal (Coahuila)                                                                                                | En esta habitan perritos de las praderas. |
| Huiricuta y la Ruta Histórico-Cultural del Pueblo Huichol                                                                   | 140,211.85                | San Luis Potosí              | Áreas naturales protegidas del estado de San Luis Potosí (protección estatal, con carácter de “Sitios sagrados naturales”)        | La porción este hace una transición con la Sierra Madre Oriental; existen ciertas discrepancias en el área de protección. Se encuentra en la lista indicativa del Patrimonio de la Humanidad. En su territorio se encuentra la distribución sur del peyote. En un esfuerzo entre dos estados, comunica de manera exacta con otra área natural protegida en Zacatecas: Ruta Huichola. |
| Hueco Tanks | 348.03                    | Texas                        | State Park & Historic Site (Parque estatal y Sitio Histórico de Texas)                                                            | |
| Janos | 526,482.42                | Chihuahua                    | Reserva de la Biosfera | Representa la transición de la Sierra Madre Occidental y el desierto chihuahuense. Conocida por ser el lugar de reintroducción del bisonte americano a México. |
| Jornada | 78,297.00                 | Nuevo México                 | Red Mundial de Reservas de Biosfera (Unesco).                                                                                     | Sobrelapa con el área de “Jornada Experimental Range”, del Departamento de Agricultura de Estados Unidos. |
| La Hediondilla | 4,378.48                  | Nuevo León                   | Reserva Estatal (Nuevo León) | Junto a Llano La Soledad y La Trinidad, formaba un trío de áreas naturales protegidas en Nuevo León para el perrito de las praderas. Al no tener protección federal, y solo estatal, su suelo fue completamente destruido y modificado para la agricultura. |
| La India | 1,622.00                  | Coahuila                     | Reserva Natural Voluntaria | En esta habitan perritos de las praderas. No pertenece a la red federal mexicana de "Áreas Destinadas Voluntariamente a la Conservación"; sino a un grupo de Reservas Naturales Voluntarias con protección estatal (Coahuila). |
| La Michilía | 35,932.54                 | Durango                      | Reserva de la Biosfera (México); Red Mundial de Reservas de Biosfera (Unesco).                                                    | Representa la transición de la Sierra Madre Occidental y el desierto chihuahuense |
| La Muralla | 14,960.96                 | Coahuila                     | Reserva Natural Estatal (Coahuila)                                                                                                | |
| La Quemada | 217.76                    | Zacatecas                    | Parque Estatal (Zacatecas) | En el se encuentra el área arqueológica La Quemada, que se encuentra en la lista indicativa del Patrimonio de la Humanidad. Representa la transición entre el desierto chihuahuense y la fracción sur de la Sierra Madre Occidental. |
| La Trinidad | 3,283.32                  | Nuevo León                   | Reserva Estatal (Nuevo León) | Junto a Llano La Soledad y La Hediondilla, formaba un trío de áreas naturales protegidas en Nuevo León para el perrito de las praderas. Al no tener protección federal, y solo estatal, su suelo fue completamente destruido y modificado para la agricultura. |
| Lago de San Juan de los Ahorcados                                                                                           | 1,099.50                  | Zacatecas                    | Sitio Ramsar | Aunque es un Sitio Ramsar de importancia internacional, nunca hubo un plan de manejo federal o estatal, y el lago se encuentra seco. El agua del estado de Zacatecas ha sido históricamente extraída para la agricultura, ganadería y minería. |
| Laguna de Babícora | 26,045.10                 | Chihuahua                    | Sitio Ramsar | Representa la transición de la Sierra Madre Occidental y el desierto chihuahuense |
| Laguna de Santiaguillo | 24,016.00                 | Durango                      | Sitio Ramsar | Representa la transición de la Sierra Madre Occidental y el desierto chihuahuense |
| Las Ciénegas | 18,210.85                 | Arizona                      | Área de Conservación Nacional (National Conservation Area)                                                                        | Representa una transición entre el Desierto Sonorense y Chihuahuense |
| Leslie Canyon (Cañón de Leslie)                                                                                             | 1,118.96                  | Arizona                      | Refugio nacional de vida silvestre (National Wildlife Refuge)                                                                     | Representa una transición entre el Desierto Sonorense y Chihuahuense |
| Lincoln | 446,731.26                | Nuevo México                 | National Forest (Bosque nacional)                                                                                                 | |
| Little Black Peak | 6,103.00                  | Nuevo México                 | Wilderness Study Area (Área de estudio de vida silvestre)                                                                         | Campo de lava y ceniza volcánica visible desde el espacio. Forma un corredor geológico y ecológico junto a Carrizoso Lava Flow. |
| Llano La Soledad (o Llano de la Soledad)                                                                                    | 7,604.02                  | Nuevo León                   | Reserva Estatal (Nuevo León); Red Hemisférica de Reservas para Aves Playeras.                                                     | Área con la presencia de perrito de las praderas más amplia y continua. Junto a La Trinidad y La Hediondilla, forma un trío de áreas naturales protegidas en Nuevo León para esta especie. |
| Maderas del Carmen | 208,381.15                | Coahuila                     | Área de Protección de Flora y Fauna; Red Mundial de Reservas de Biosfera (Unesco).                                                | Aunque la figura principal de protección es a nivel federal, la compañía Cemex mantiene el manejo de 140,000 hectáreas mediante la figura "Reserva Natural El Carmen". |
| Manantiales Geotermales de Julimes                                                                                          | 367.60                    | Chihuahua                    | Sitio Ramsar | Al no tener un plan de manejo estatal ni federal, el área propuesta por el Sitio Ramsar, ha sido prácticamente destruida por áreas de cultivos y ganadería, anexas al pueblo de Julimes. |
| Mapimí | 342,387.99                | Chihuahua; Coahuila; Durango | Reserva de la Biosfera (México); Red Mundial de Reservas de Biosfera (Unesco).                                                    | |
| Manzano Mountains (Montañas Manzano)                                                                                        | 14,922.78                 | Nuevo México                 | Wilderness Area (Área Silvestre)                                                                                                  | |
| Médanos de Samalayuca | 56,134.38                 | Chihuahua                    | Área de Protección de Flora y Fauna                                                                                               | |
| Monahans Sandhill (Colinas de arena de Monahans)                                                                            | 1,553.99                  | Texas                        | State Park (Parque estatal de Texas)                                                                                              | |
| Mount Graham (Monte Graham)                                                                                                 | 24,813.30                 | Arizona                      | Wilderness Study Area (Área de estudio de vida silvestre)                                                                         | Antiguamente formaba parte de un bosque nacional en Estados Unidos (Mount Graham National Forest), que incluía una mayor área de protección. Representa la transición entre el Desierto Sonorense y el desierto chihuahuense |
| Ocampo | 344,238.23                | Coahuila                     | Área de Protección de Flora y Fauna                                                                                               | |
| Oliver Lee Memorial State Park                                                                                              | 260.00                    | Nuevo México                 | Parque estatal (Nuevo México | |
| Organ Mountains-Desert Peak                                                                                                 | 200,860.00                | Nuevo México                 | Monumento nacional (National Monument)                                                                                            | El área de designación de este monumento nacional engloba lo que antiguamente eran 4 áreas protegidas: Organ Mountains Area, Desert Peaks Complex, Potrillo Mountains Area y Doña Ana Mountains Area |
| Parque Ecológico Bicentenario                                                                                               | 100.00                    | Zacatecas                    | Área natural protegida del estado de Zacatecas                                                                                    | Representa la transición entre el desierto chihuahuense y la fracción sur de la Sierra Madre Occidental. |
| Peloncillo Moutains (Montañas Peloncillo)                                                                                   | 7,867.09                  | Nuevo México                 | Wilderness Area (área silvestre)                                                                                                  | |
| Petroglyph (Monumento nacional de los petroglifos)                                                                          | 2,928.30                  | Nuevo México                 | Monumento nacional (National Monument)                                                                                            | |
| Rancho El Rescalco | 9,345.00                  | Coahuila                     | Reserva Natural Voluntaria | Representa la transición de la Sierra Madre Oriental y el desierto chihuahuense. No pertenece a la red federal mexicana de "Áreas Destinadas Voluntariamente a la Conservación"; sino a un grupo de Reservas Naturales Voluntarias con protección estatal (Coahuila) |
| Rancho La Misión | 2,326.75                  | Coahuila                     | Reserva Natural Voluntaria | Representa la transición de la Sierra Madre Oriental y el desierto chihuahuense. No pertenece a la red federal mexicana de "Áreas Destinadas Voluntariamente a la Conservación"; sino a un grupo de Reservas Naturales Voluntarias con protección estatal (Coahuila) |
| Rancho La Viga | 4,667.00                  | Coahuila                     | Reserva Natural Voluntaria | No pertenece a la red federal mexicana de "Áreas Destinadas Voluntariamente a la Conservación"; sino a un grupo de Reservas Naturales Voluntarias con protección estatal (Coahuila) |
| Real de Guadalcázar | 256,826.45                | San Luis Potosí              | Área Natural Protegida Reserva Estatal (San Luis Potosí)                                                                          | Representa la transición de la Sierra Madre Oriental y el desierto chihuahuense |
| Roswell Artesian Wetlands                                                                                                   | 917.00                    | Nuevo México                 | Sitio Ramsar | |
| Río Bravo del Norte | 2,175.00                  | Chihuahua; Coahuila          | Monumento Natural | |
| Río San Pedro - Meoqui | 374.00                    | Chihuahua                    | Sitio Ramsar | |
| Ríos y Montañas de la Comarca Lagunera                                                                                      | 172,924.10                | Durango                      | Área de protección de recursos naturales                                                                                          | Dentro de esta área natural protegida se encuentra el Cañón de Fernández, que también es un parque estatal (Durango) y Sitio Ramsar, igualmente las Sierras El Sarnoso y La India |
| Ruta Huichola | 60,500.00                 | Zacatecas                    | Parque estatal (Zacatecas) | Representa la transición de la Sierra Madre Occidental y el desierto chihuahuense. Se encuentra en la lista indicativa del Patrimonio de la Humanidad. En un esfuerzo entre dos estados, comunica de manera exacta con otra área natural protegida en San Luis Potosí: Huiricuta. |
| Salt Creek | 3,893.48                  | Nuevo México                 | Wilderness Area (área silvestre)                                                                                                  | |
| San Andrés | 23,154.09                 | Nuevo México                 | Refugio nacional de vida silvestre (National Wildlife Refuge)                                                                     | Junto al parque nacional de White Sands, se encuentra dentro de un área de operaciones militares (Polígono de Misiles de White Sands), por lo que está cerrado al público en general. |
| San Pedro Riparian | 23,067.08                 | Arizona                      | Área de Conservación Nacional (National Conservation Area)                                                                        | Representa la transición entre el Desierto Sonorense y el desierto chihuahuense |
| Sandia Mountains (Sierra de Sandía)                                                                                         | 15,328.28                 | Nuevo México                 | Wilderness Area (área silvestre)                                                                                                  | |
| Sevilleta | 93,077.70                 | Nuevo México                 | Refugio nacional de vida silvestre (National Wildlife Refuge)                                                                     | |
| Semidesierto Zacatecano | 223,796.02                | Zacatecas                    | Área de Protección de Flora y Fauna                                                                                               | Se considera también un fragmento de la Sierra Madre Oriental |
| Sierra de Órganos | 1,124.65                  | Zacatecas                    | Parque Nacional | Está inscrito en la lista del Patrimonio de la Humanidad, dentro de la denominación del Camino Real de Tierra Adentro. Se respetaron los 1,124.65 ha del parque, y se le dieron 4,770.69 ha de amortiguamiento. |
| Sierra La Mojonera | 9,201.50                  | San Luis Potosí Zacatecas    | Área de Protección de Flora y Fauna                                                                                               | |
| Sierra de San Miguelito | 111,160.44                | San Luis Potosí              | Área de Protección de Flora y Fauna                                                                                               | Representa la transición de la Sierra Madre Oriental y el desierto chihuahuense. |
| Sierra de Zapalinamé | 25,768.80                 | Coahuila                     | Reserva Natural Estatal (Coahuila)                                                                                                | Representa la transición de la Sierra Madre Oriental y el desierto chihuahuense. |
| Sierra y Cañón de Jimulco                                                                                                   | 57,185.67                 | Coahuila                     | Reserva Ecológica Municipal deTorréon                                                                                             | |
| Tomás Garrido Canaval (o Ejido Tomás Garrido)                                                                               | 16,202.16                 | Coahuila                     | Reserva Natural Voluntaria | Adyacente a la Laguna de Viesca. No pertenece a la red federal mexicana de "Áreas Destinadas Voluntariamente a la Conservación"; sino a un grupo de Reservas Naturales Voluntarias con protección estatal (Coahuila). |
| Villa de Bilbao | 21,000.94                 | Coahuila                     | Reserva Natural Voluntaria | Adyacente a la Laguna de Viesca. No pertenece a la red federal mexicana de "Áreas Destinadas Voluntariamente a la Conservación"; sino a un grupo de Reservas Naturales Voluntarias con protección estatal (Coahuila). |
| White Sands (Arenas Blancas)                                                                                                | 57,864.79                 | Nuevo México                 | Parque Nacional (National Park); antes de 2019 su designación era como Monumento Nacional.                                        | Se encuentra en la lista indicativa del Patrimonio de la Humanidad; esto ha causado controversia en algunos grupos políticos estadounidenses, pues es también un área de operaciones militares (Polígono de Misiles de White Sands). |

Fotografías de las Áreas Naturales Protegidas del Desierto Chihuahuense
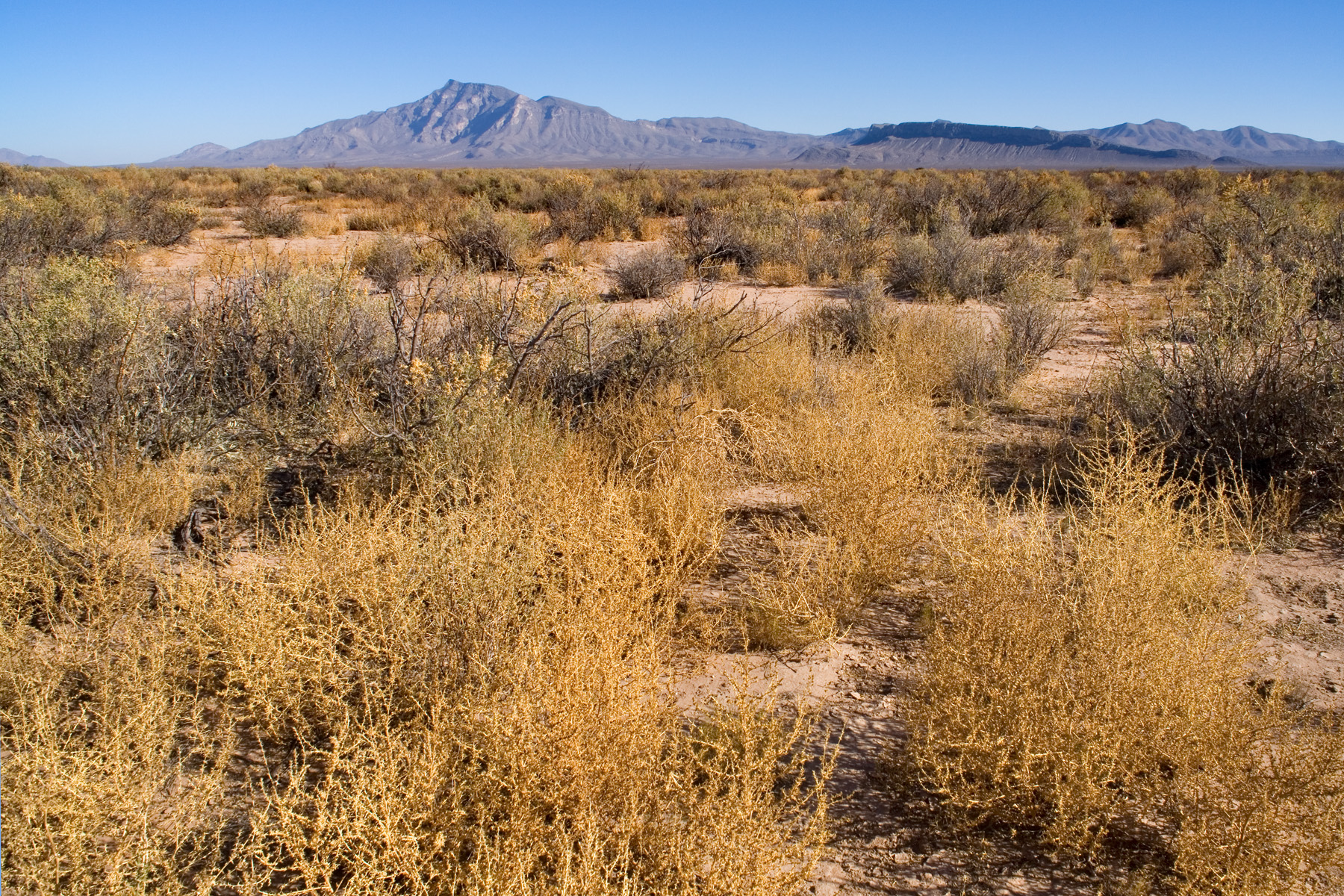
Alamo Hueco
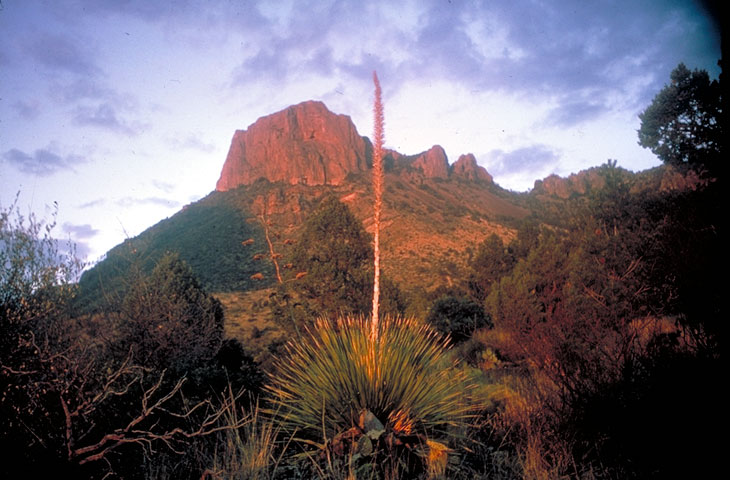
Big Bend
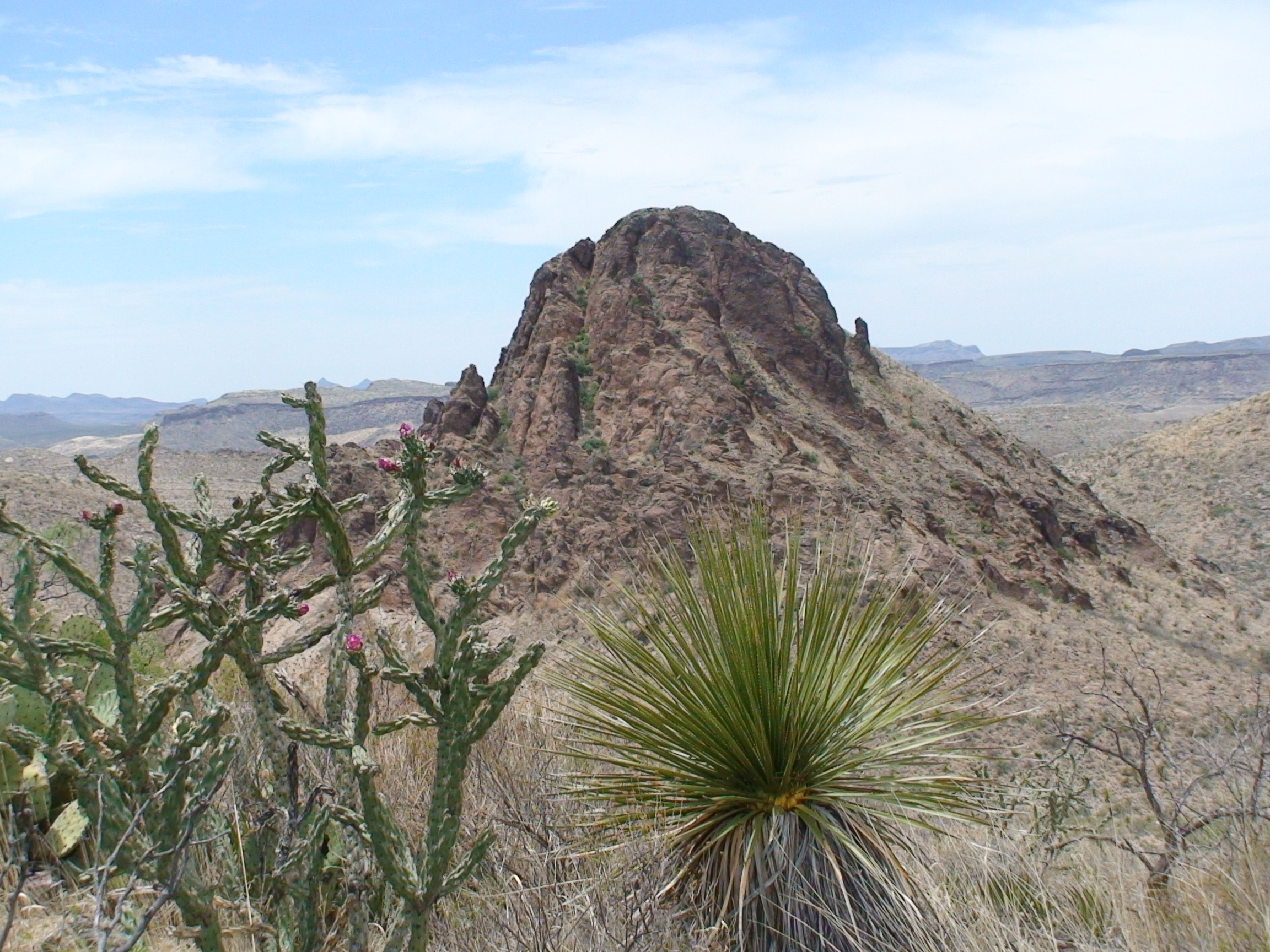
Big Bend Ranch
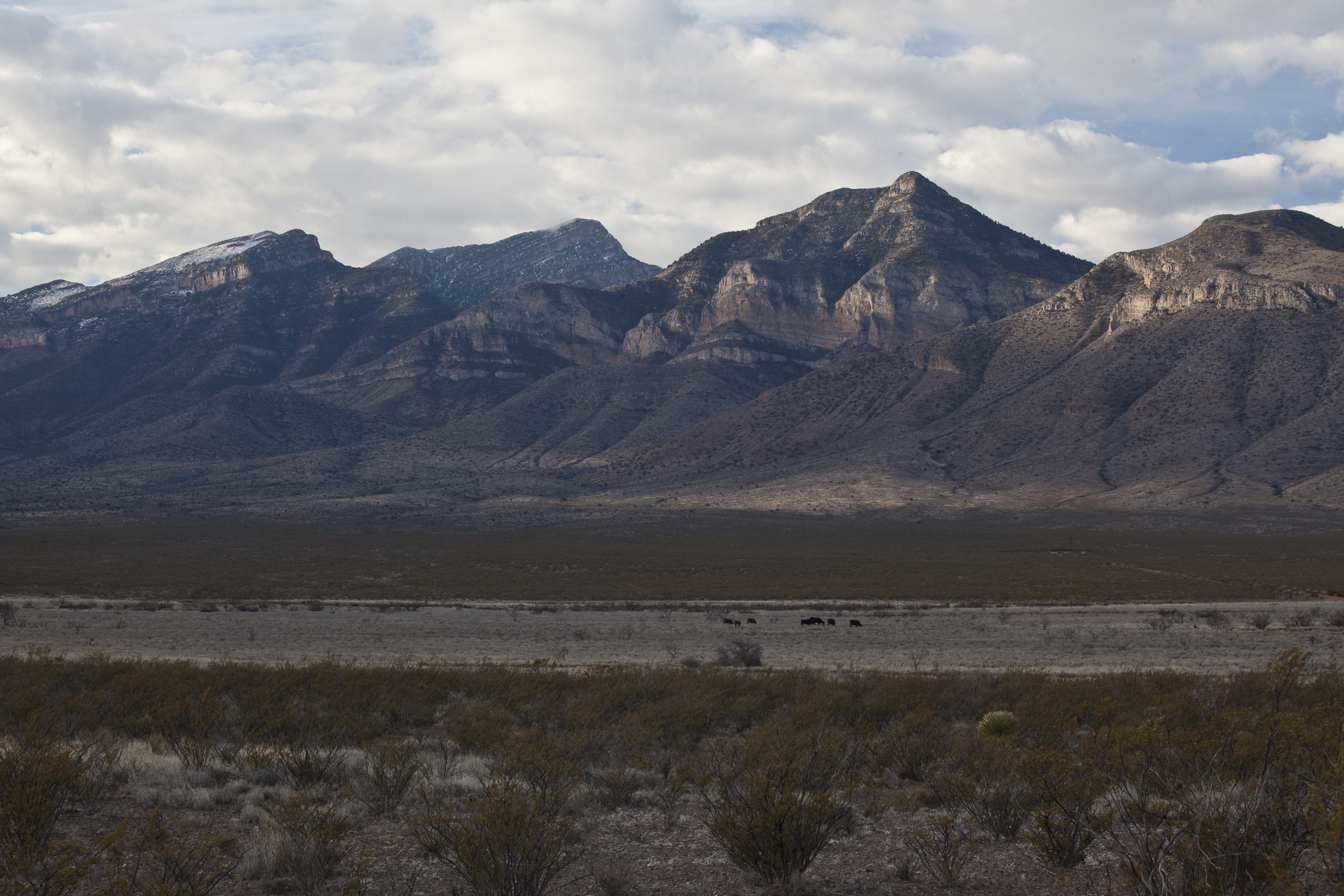
Big Hatchet Mountains
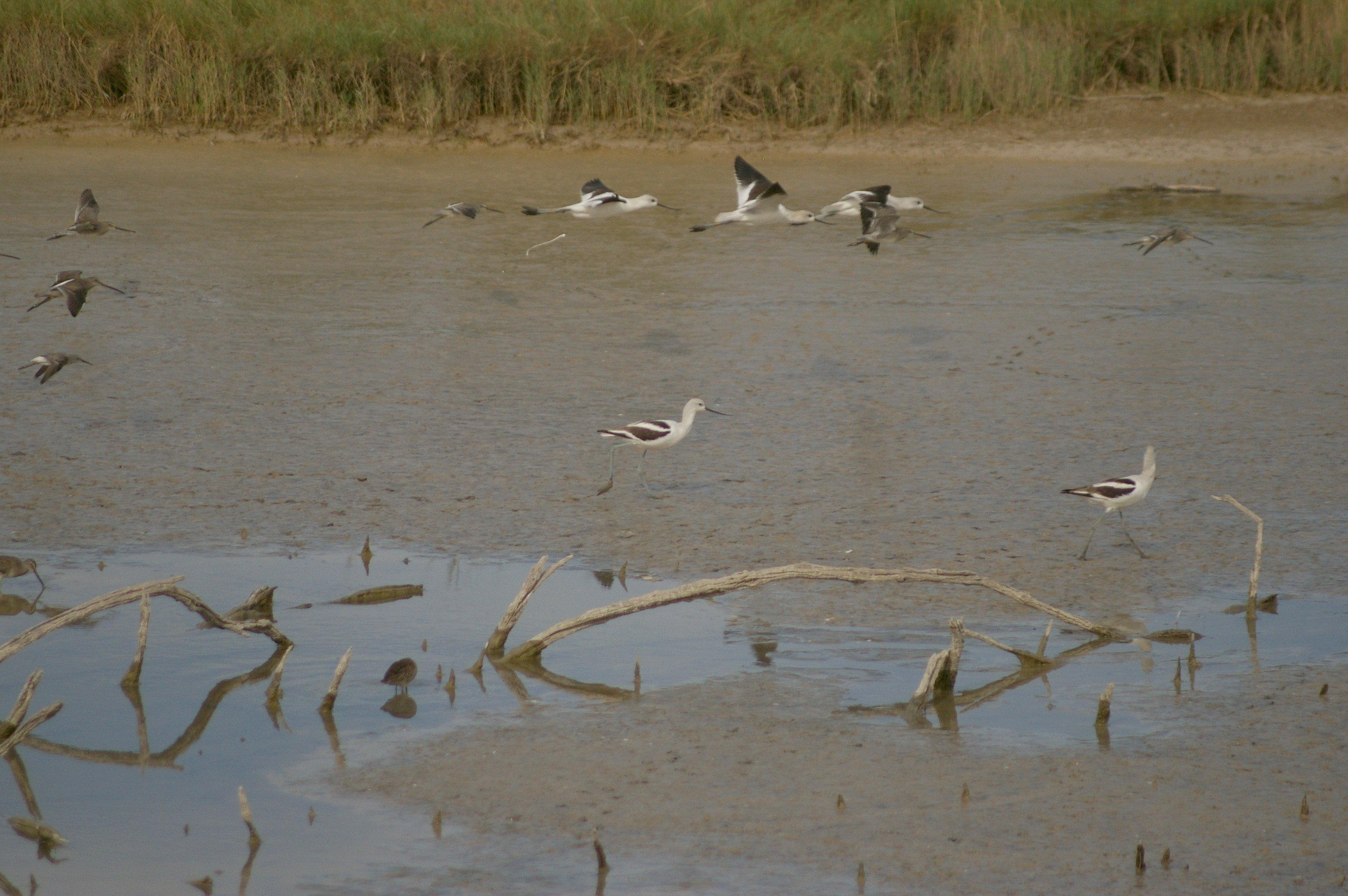
Bitter Lake
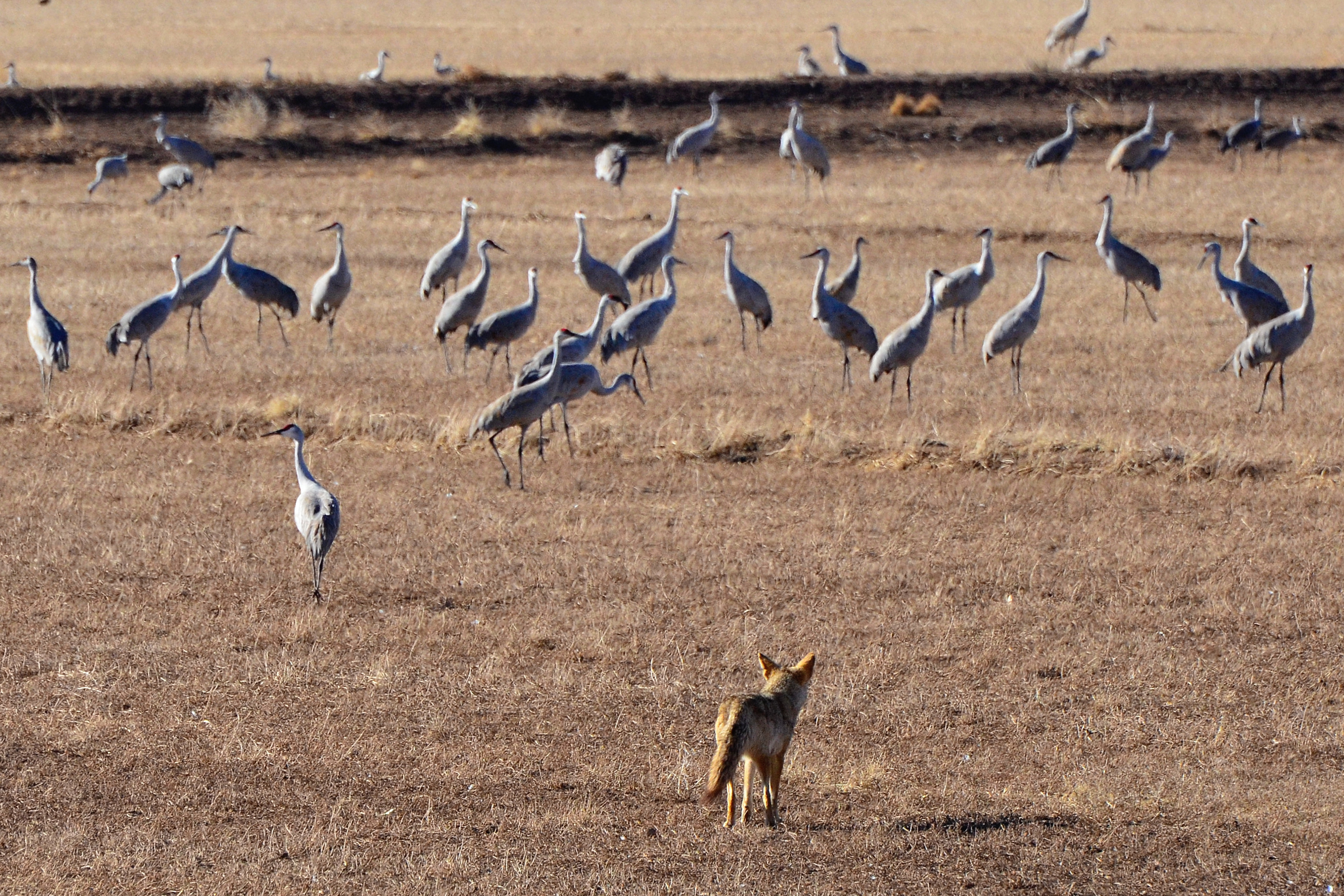
Bosque del Apache
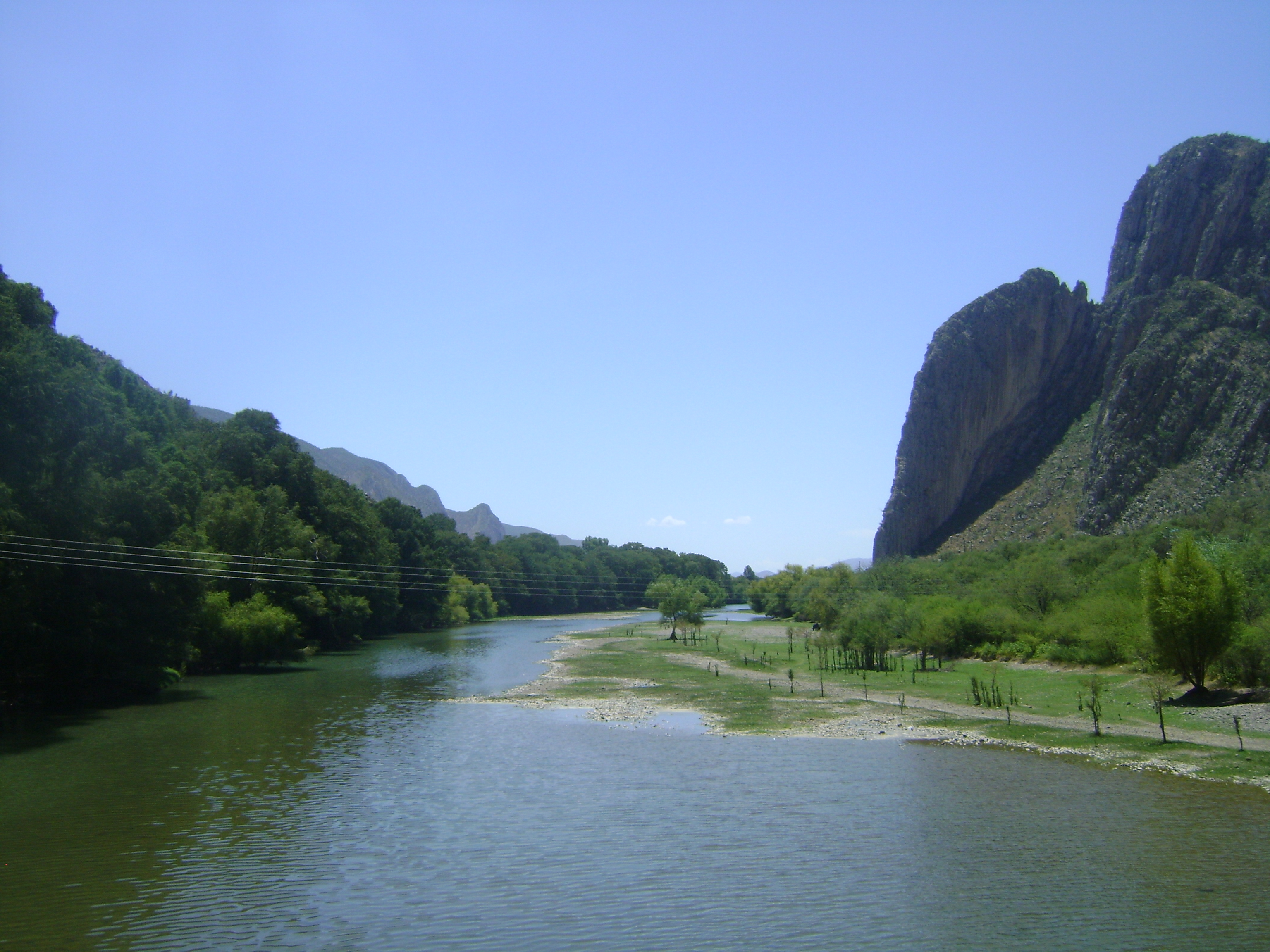
Cañón de Fernández
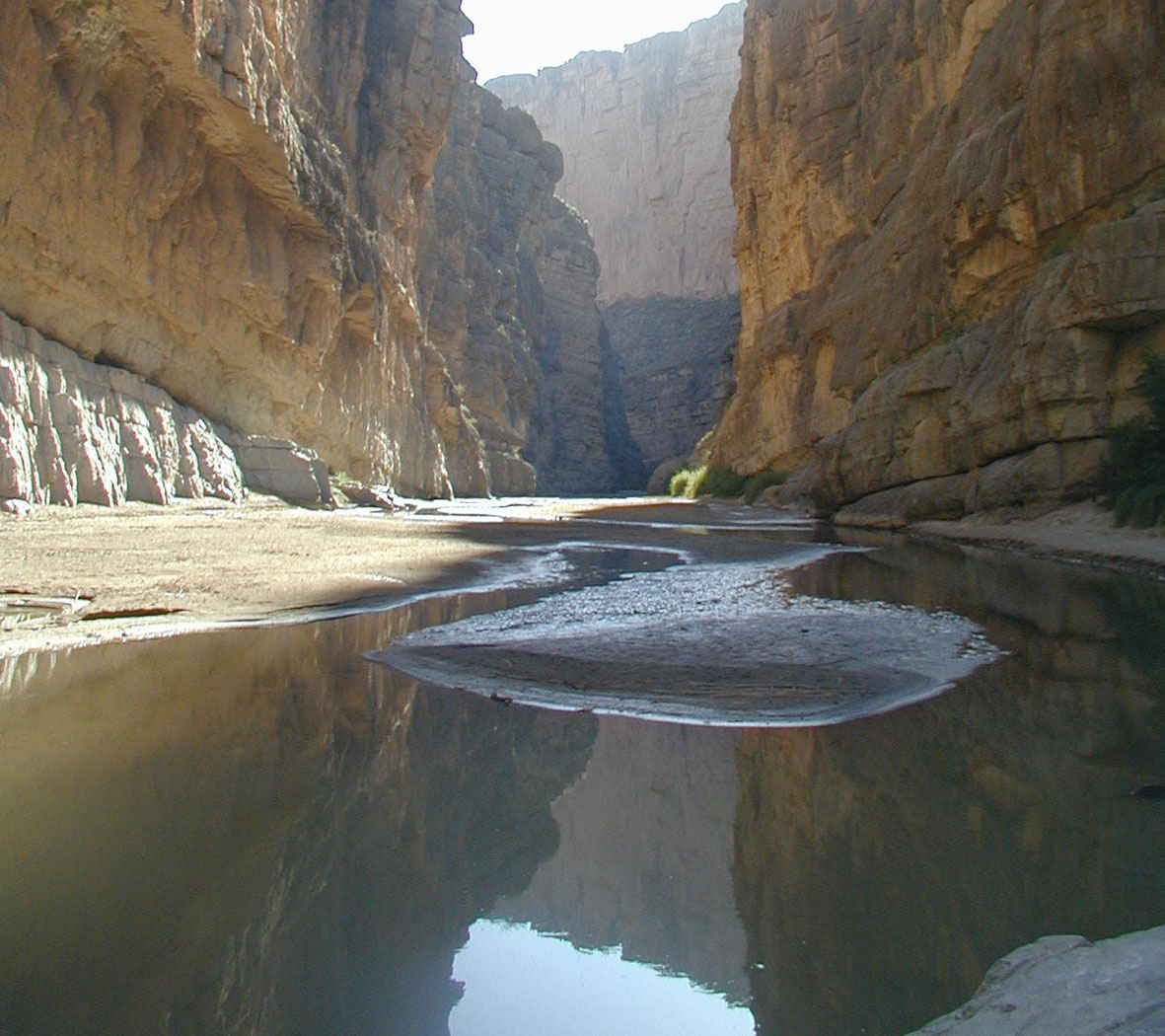
Cañón de Santa Elena
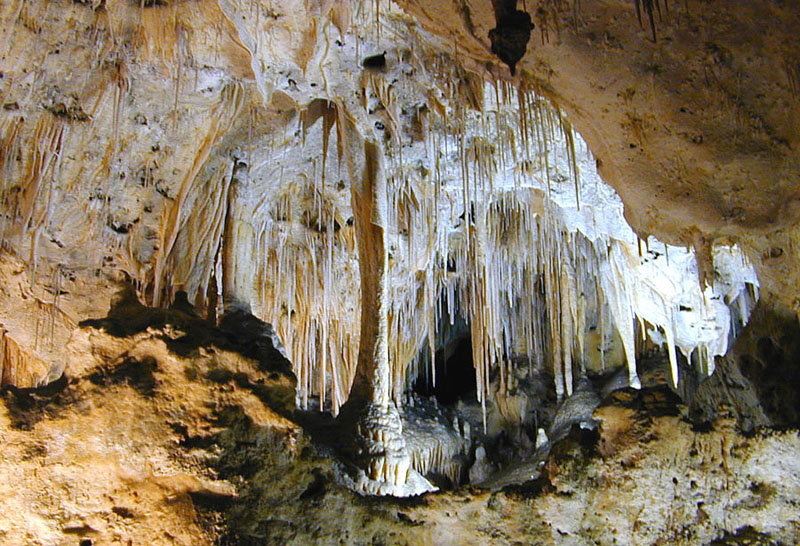
Carlsbad Caverns
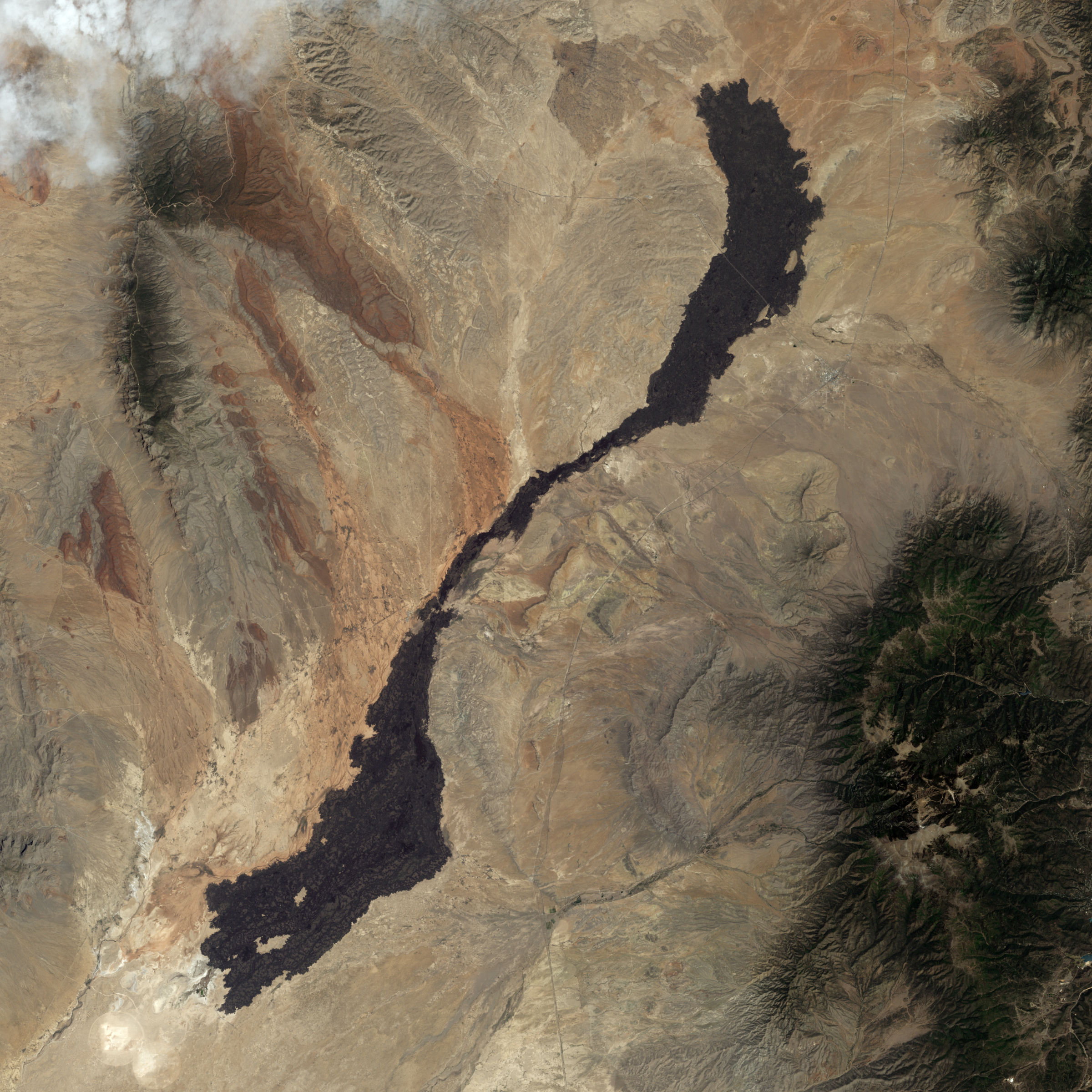
Carrizoso Lava Flow
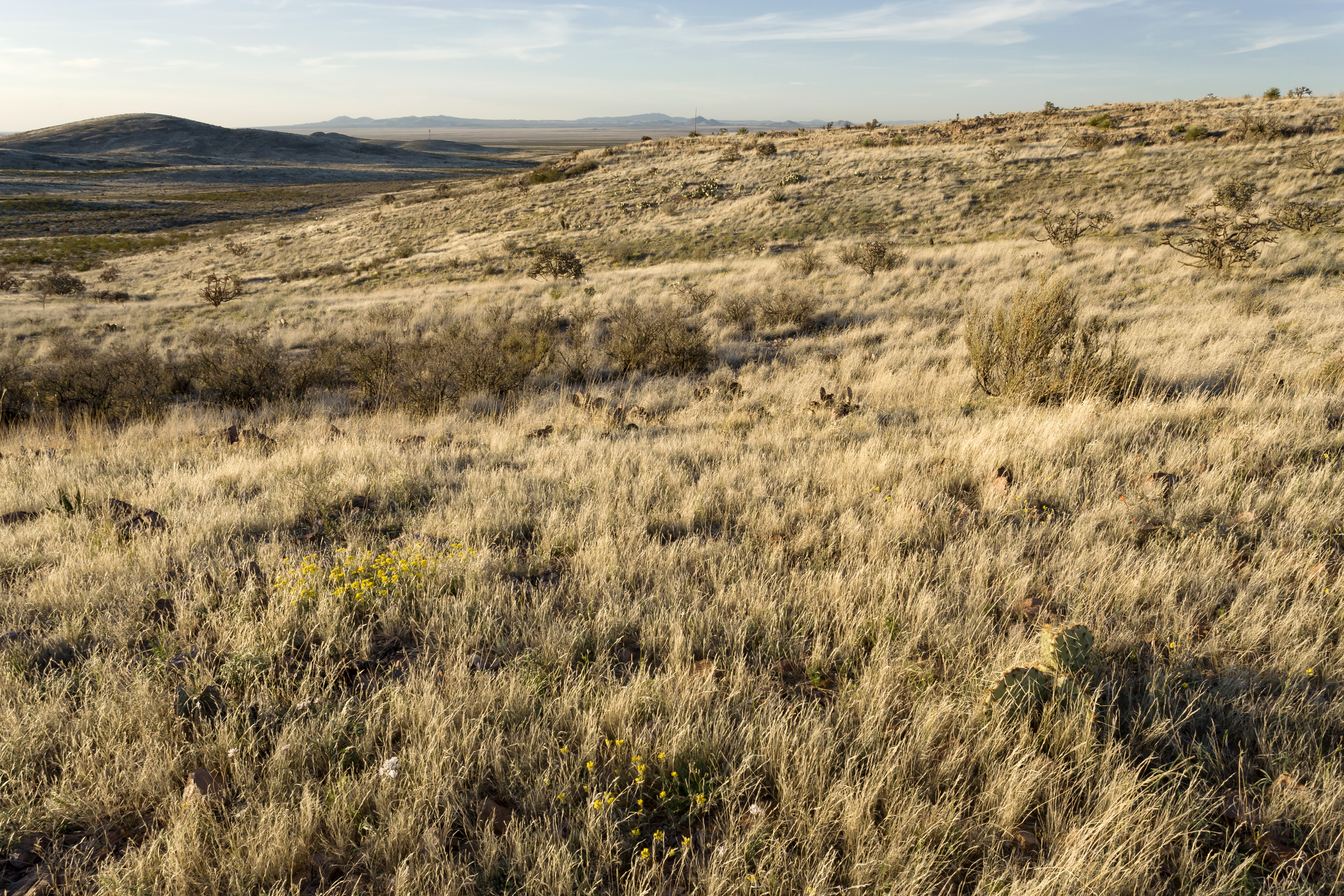
Cedar Mountains
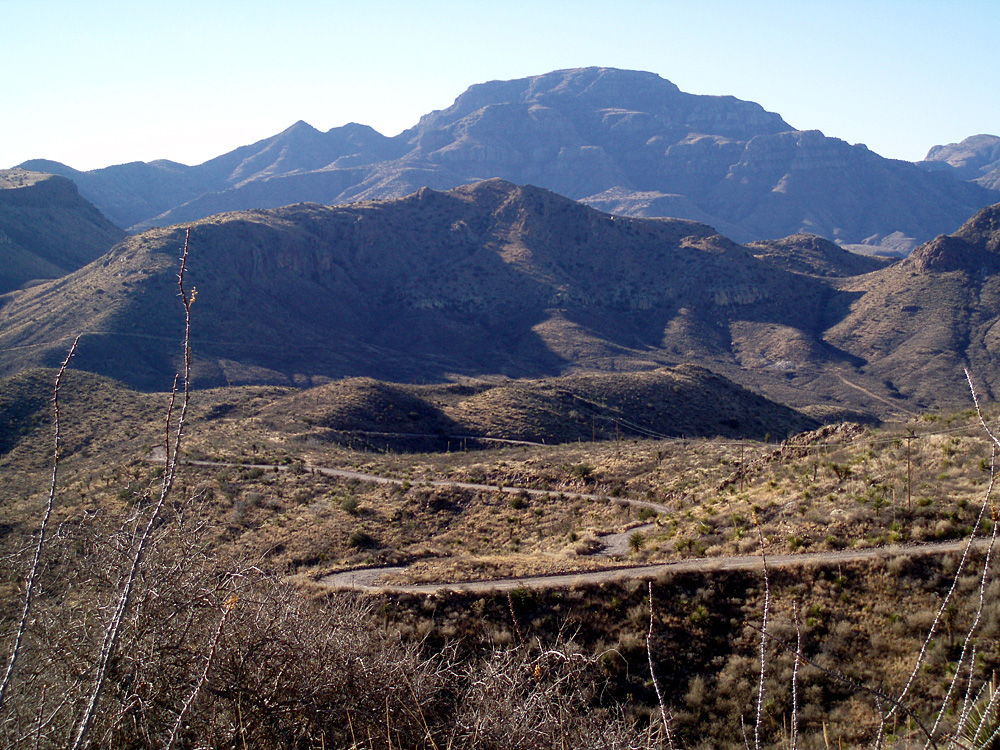
Chinati Mountains
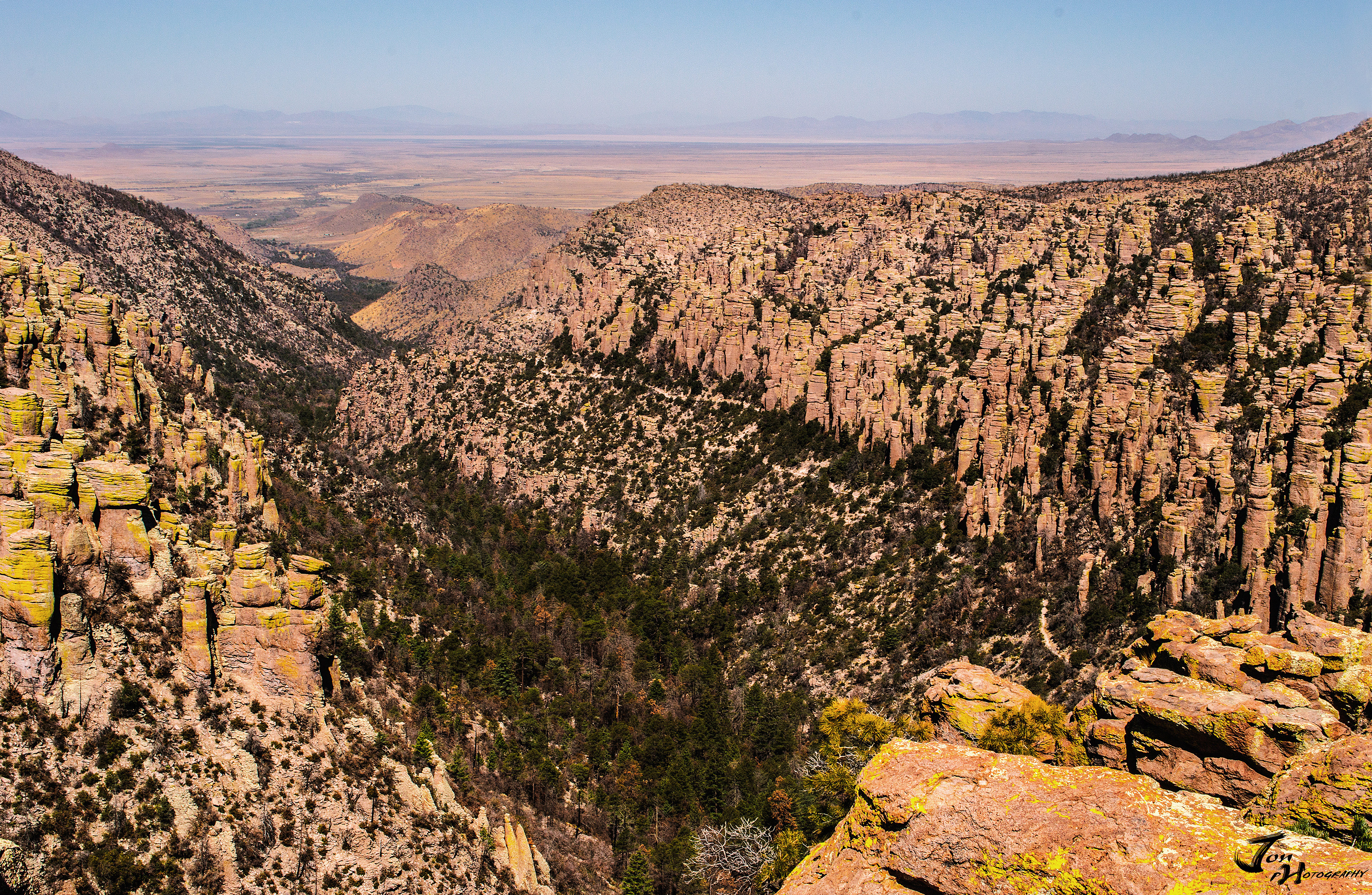
Chiricahua
Cuatrociénegas
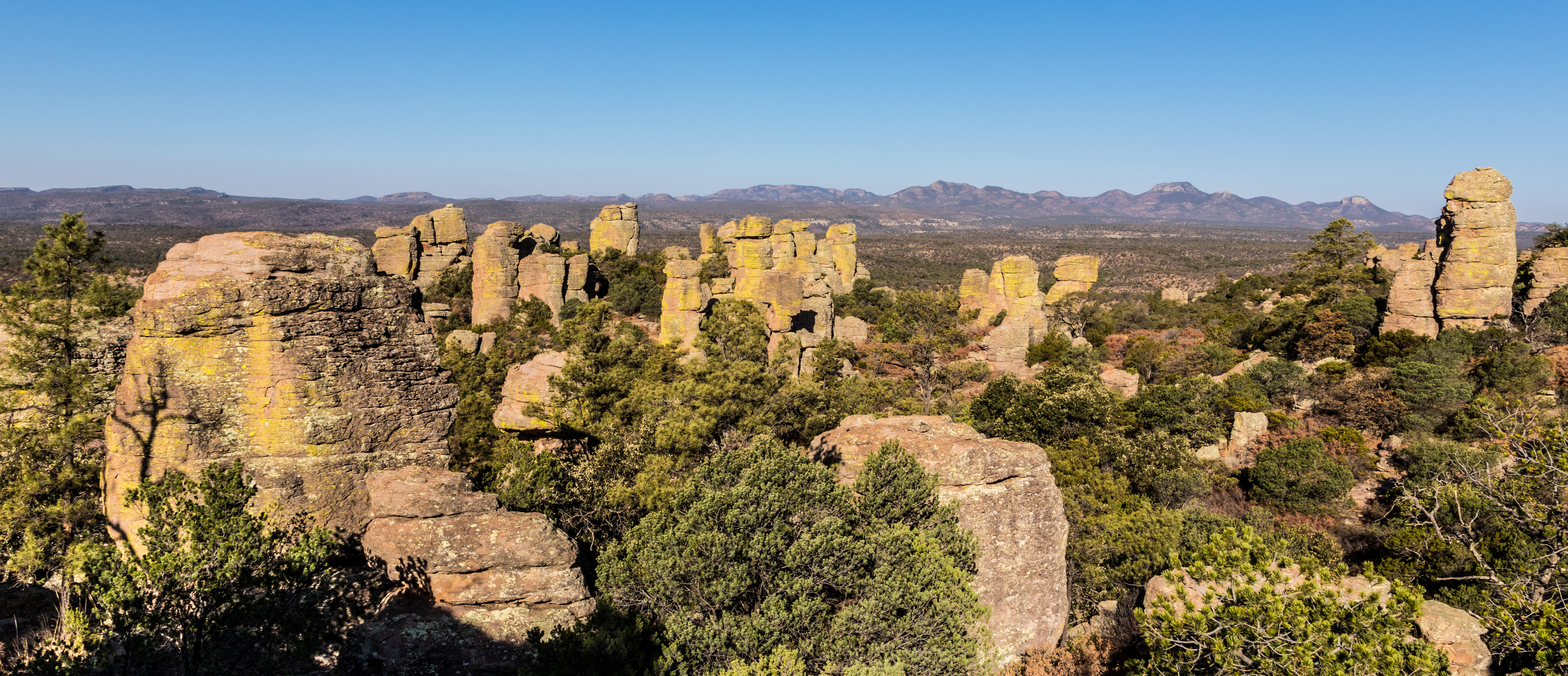
Cumbres de Majalca
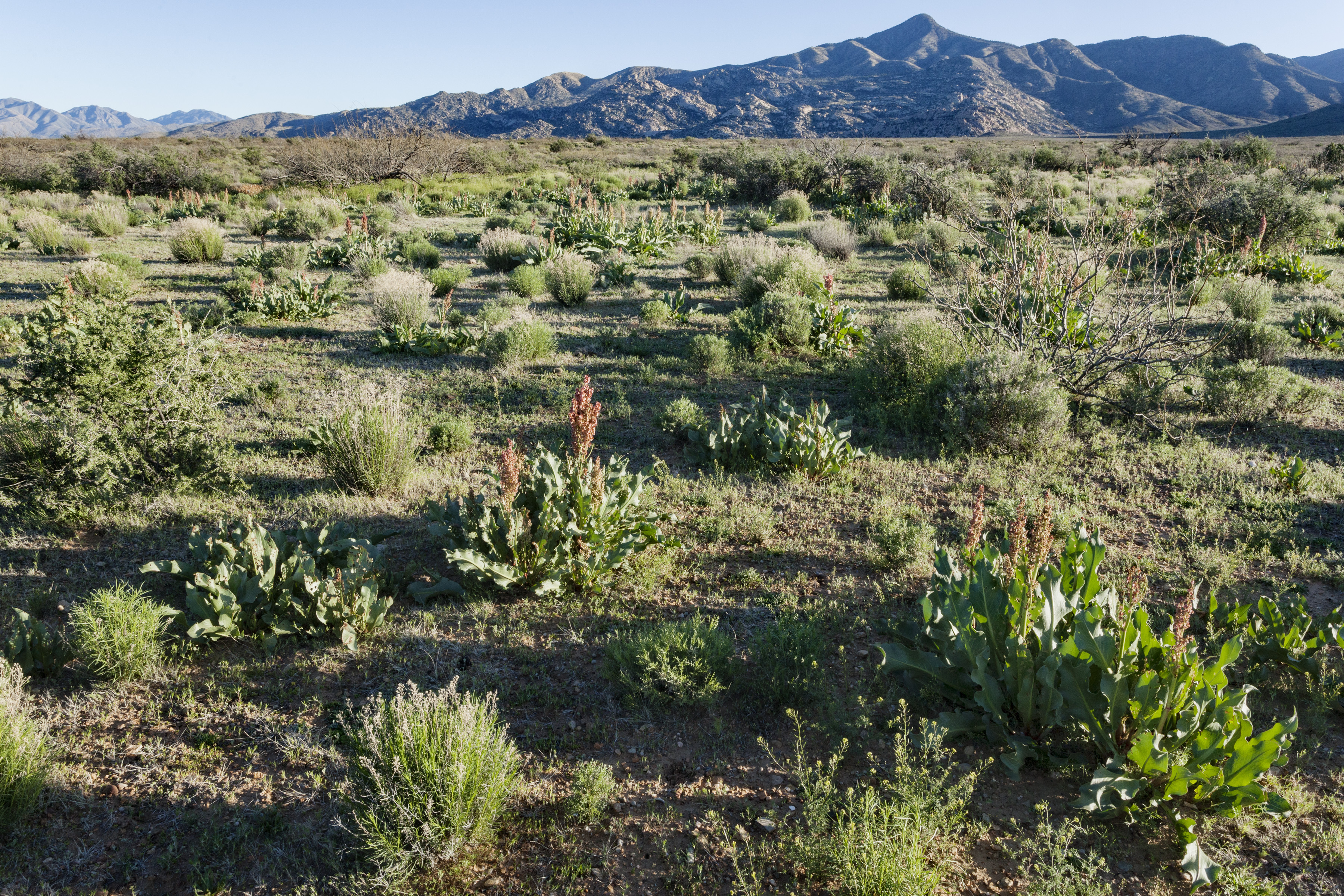
Dos Cabezas Mountains
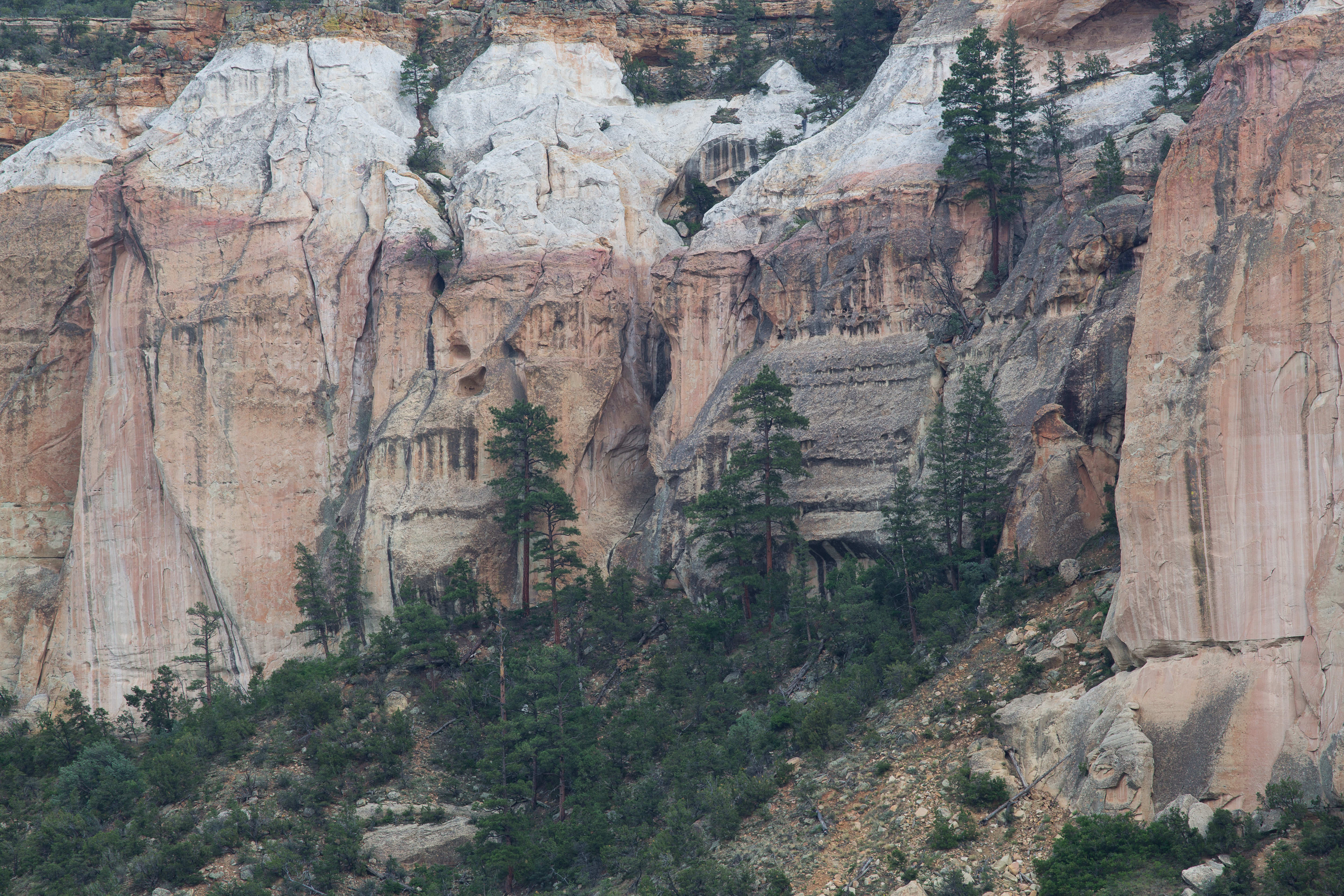
El Malpais
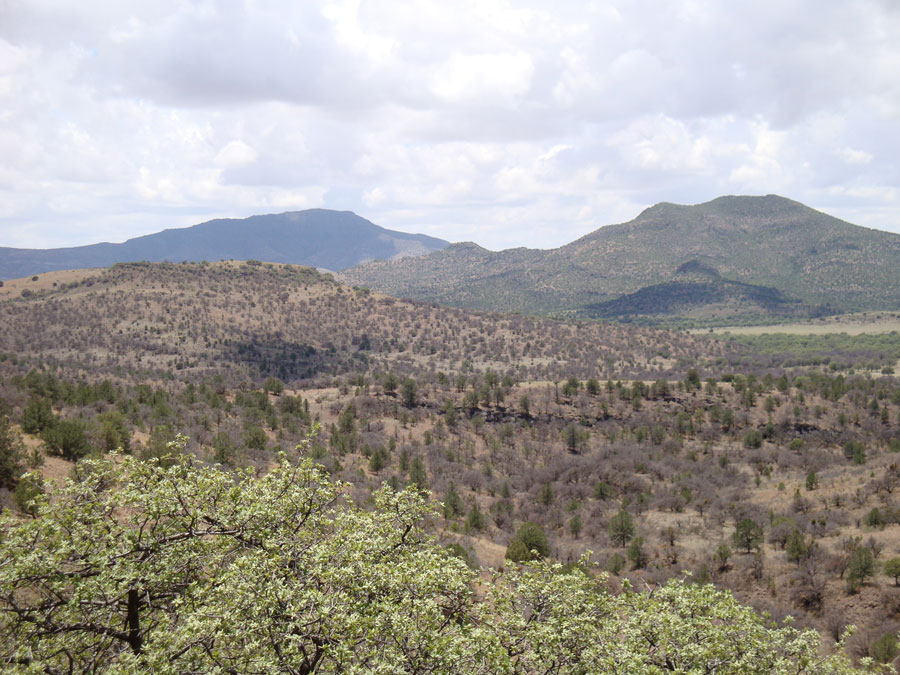
Elephant Mountain
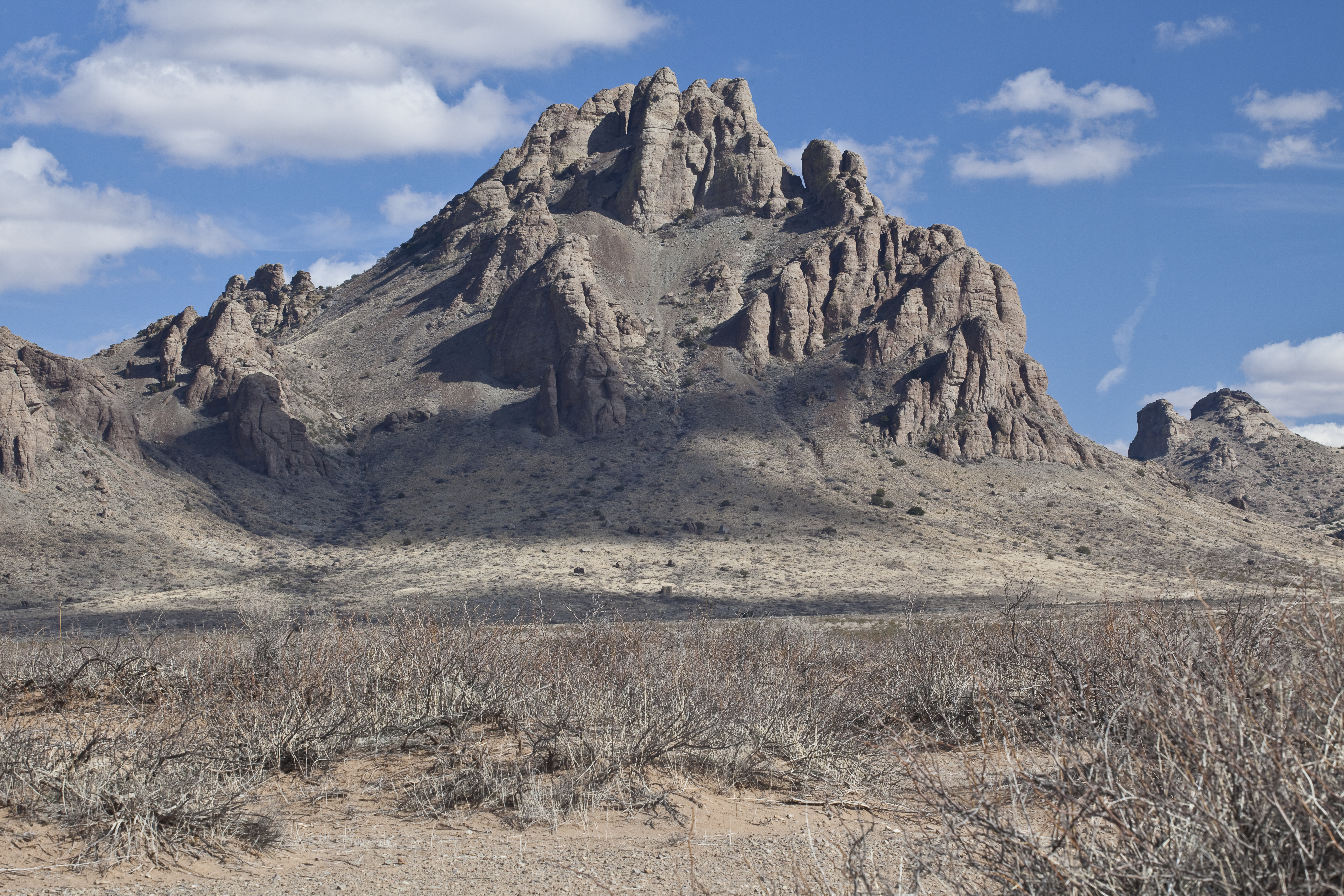
Florida Mountains
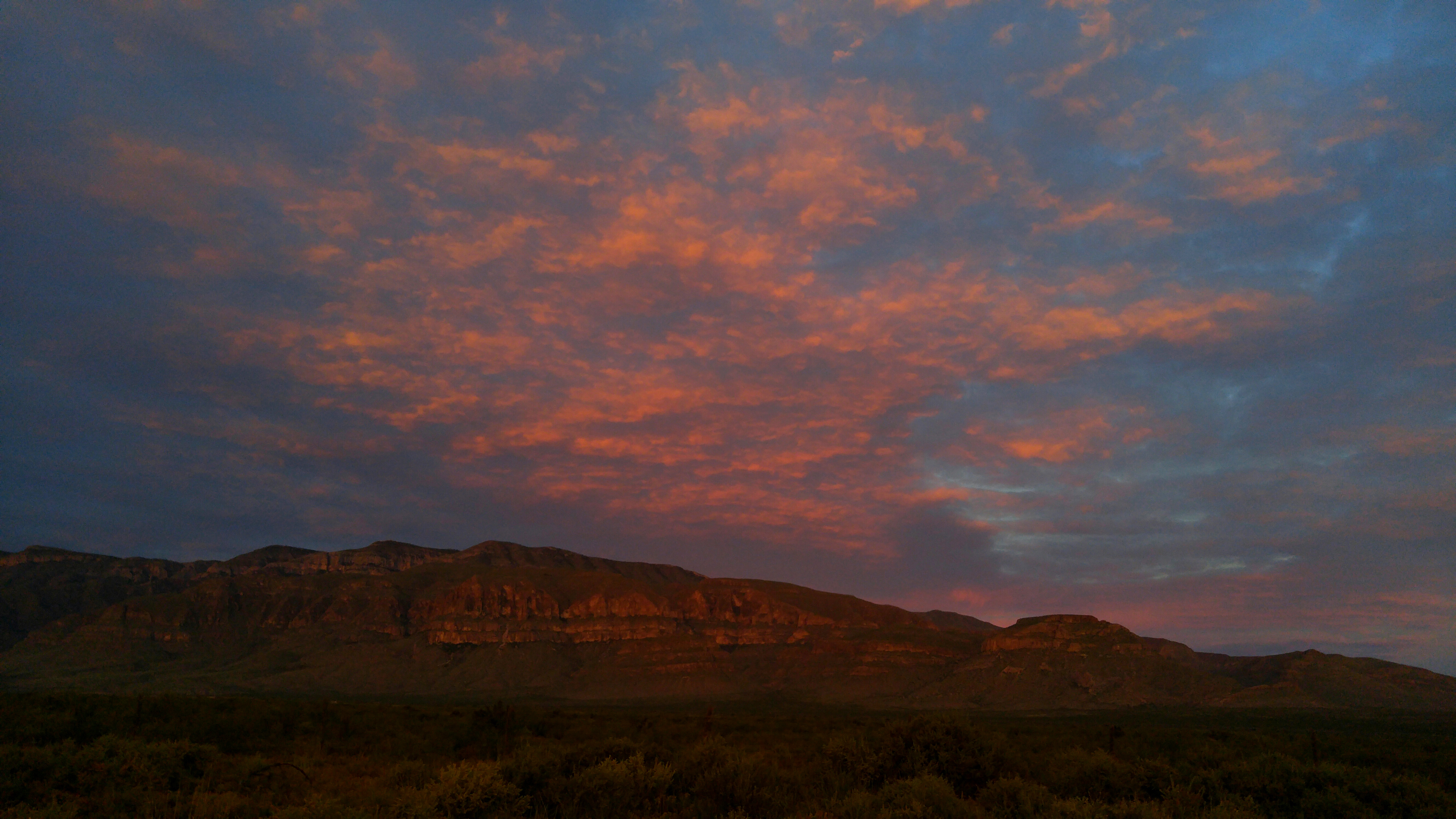
Guadalupe Mountains
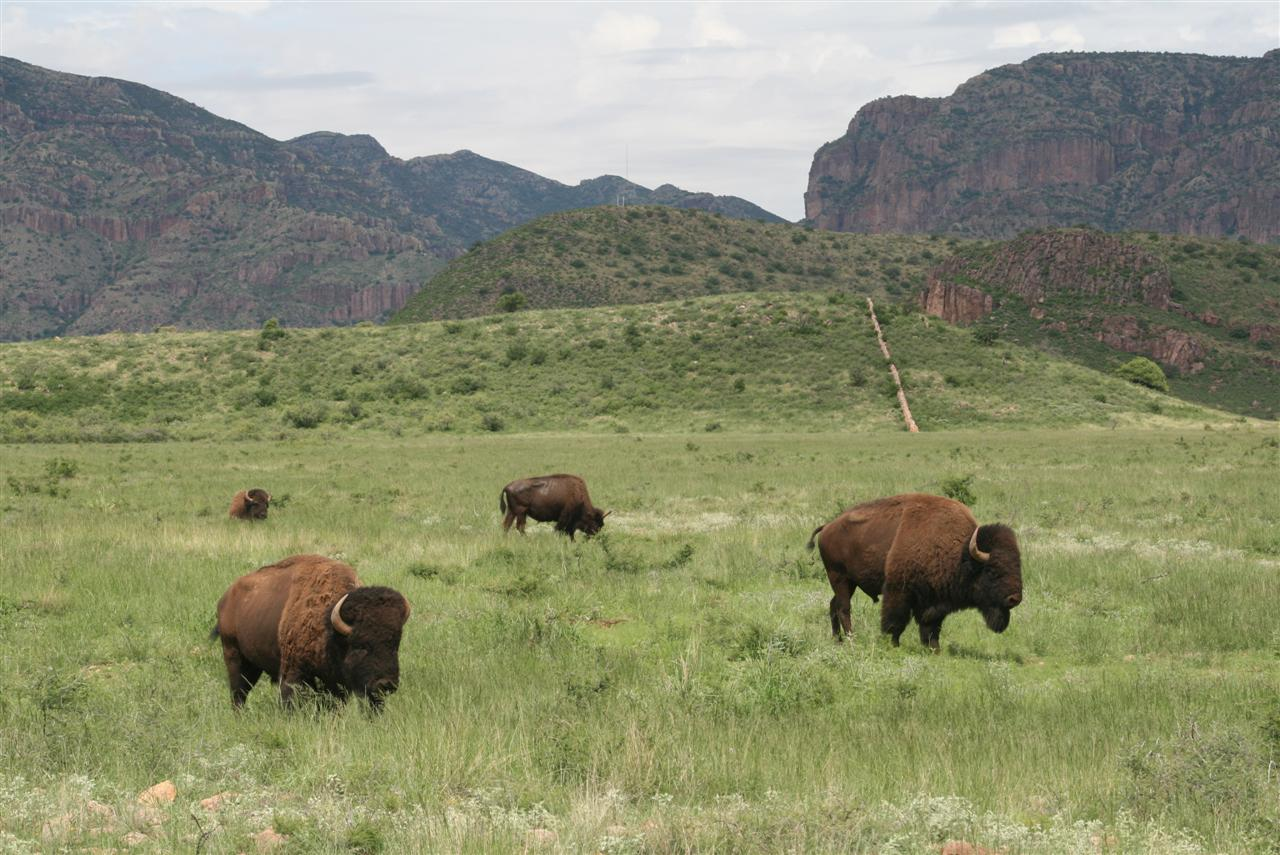
Janos
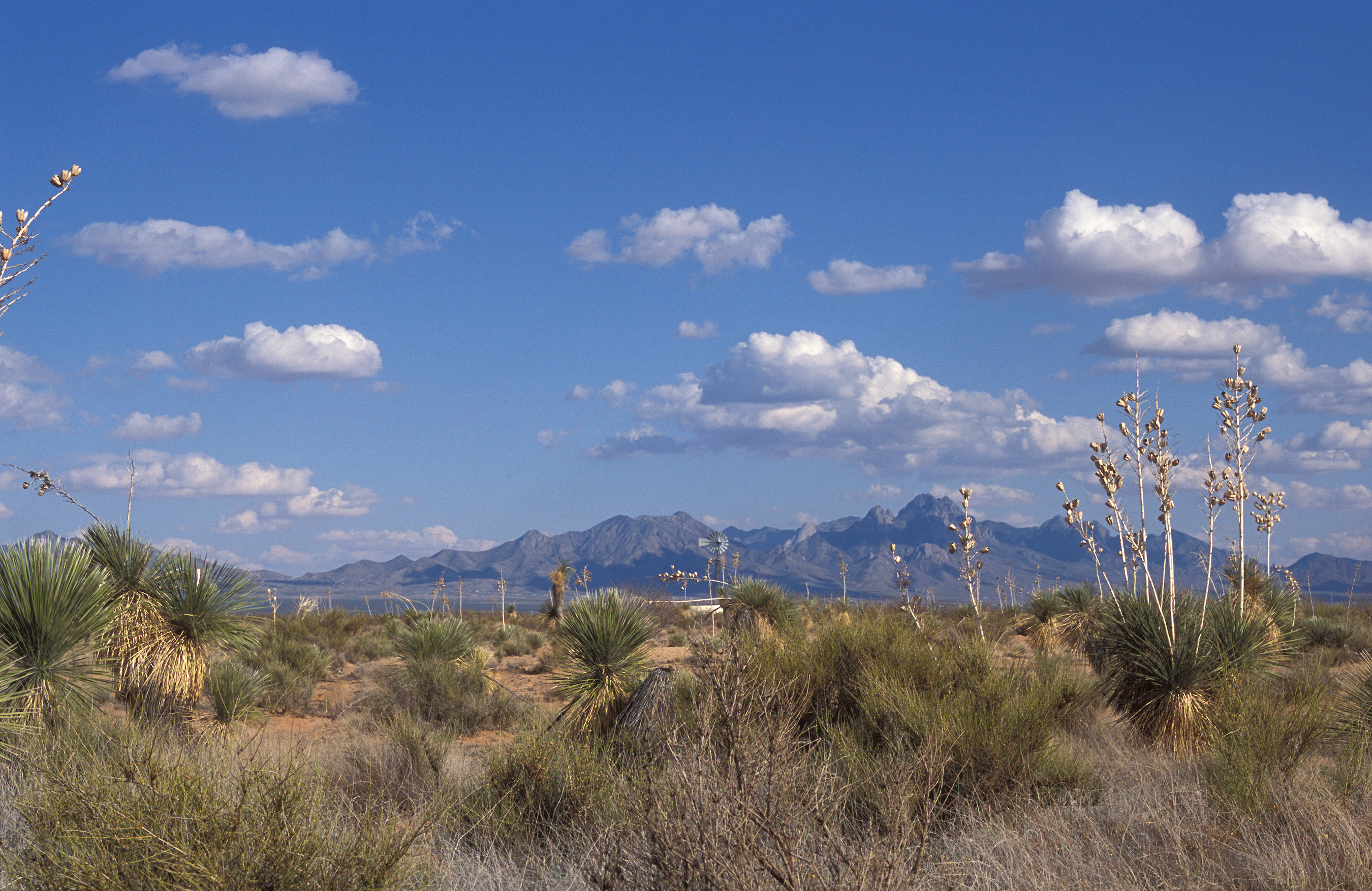
Jornada
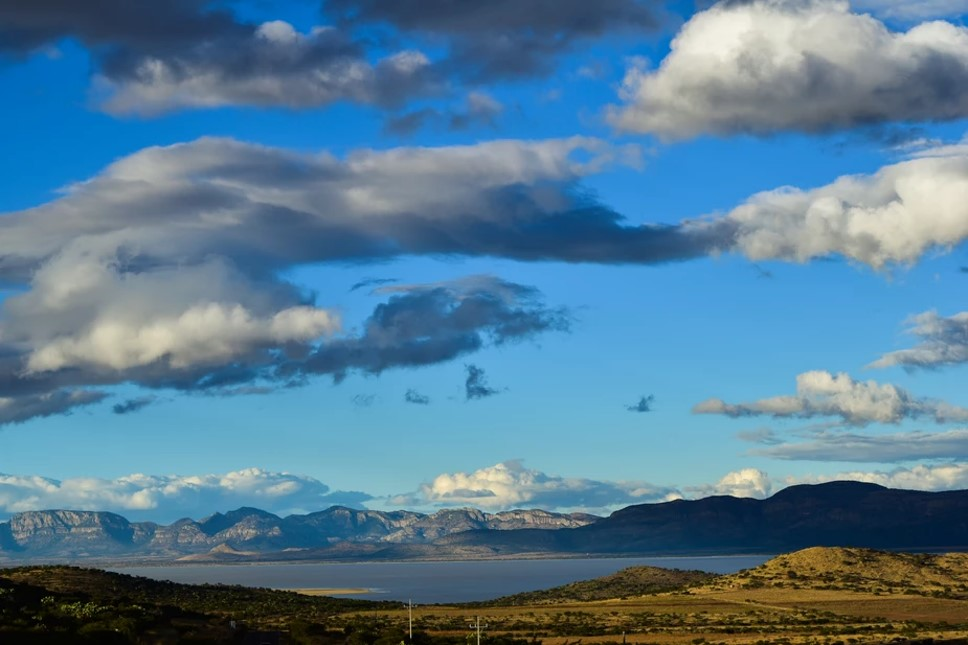
Laguna de Santiaguillo
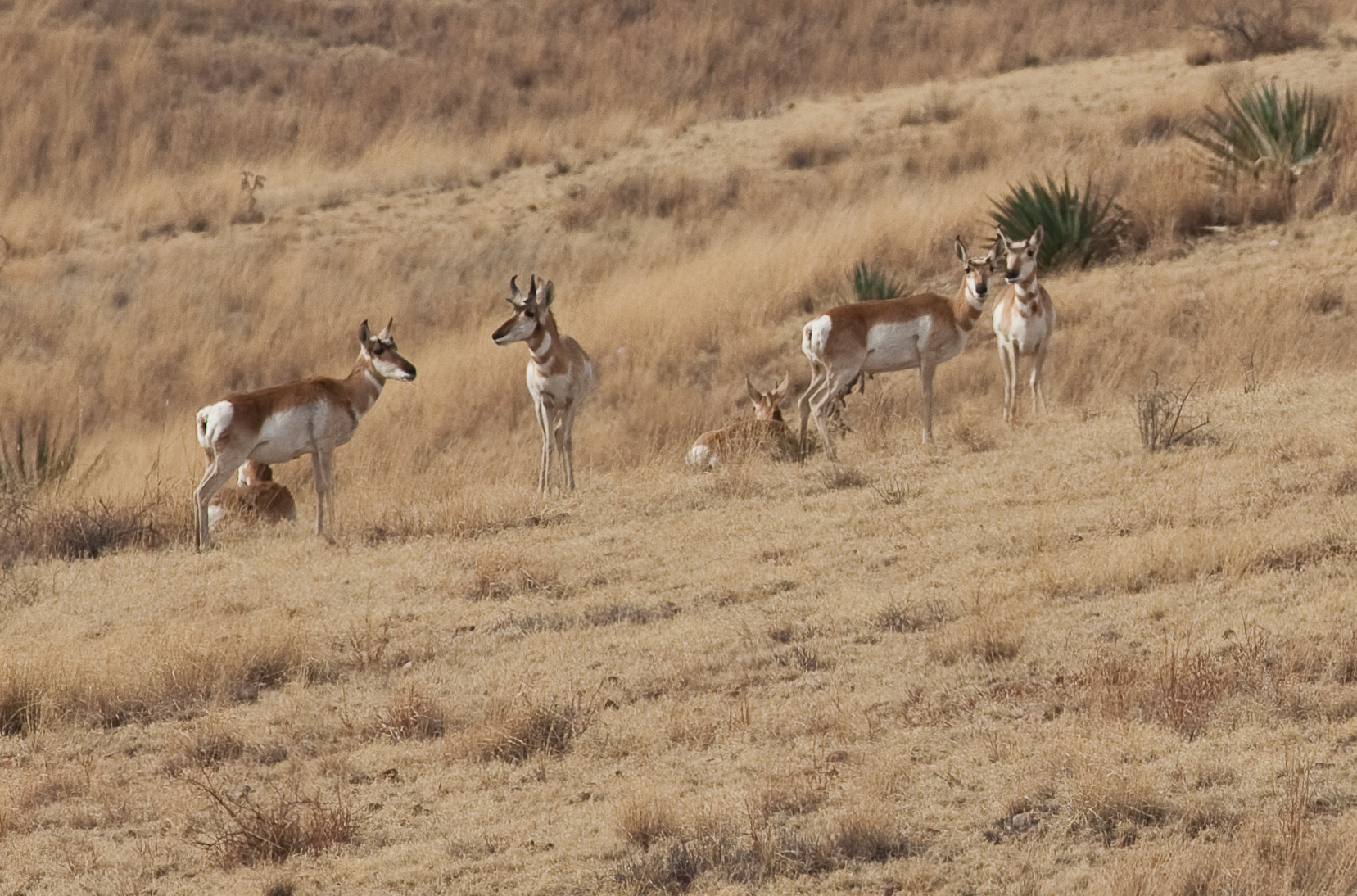
Las Cienegas
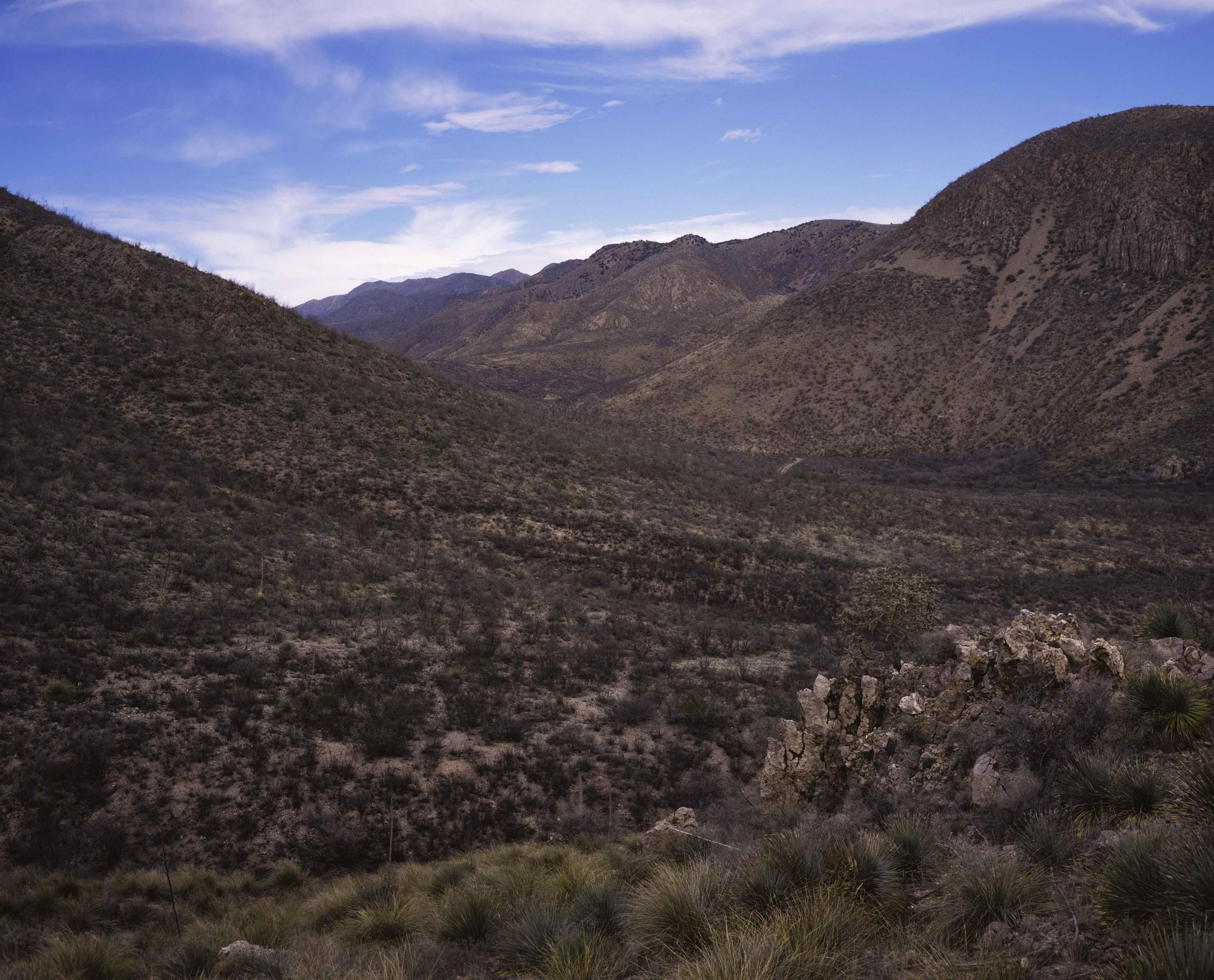
Leslie Canyon
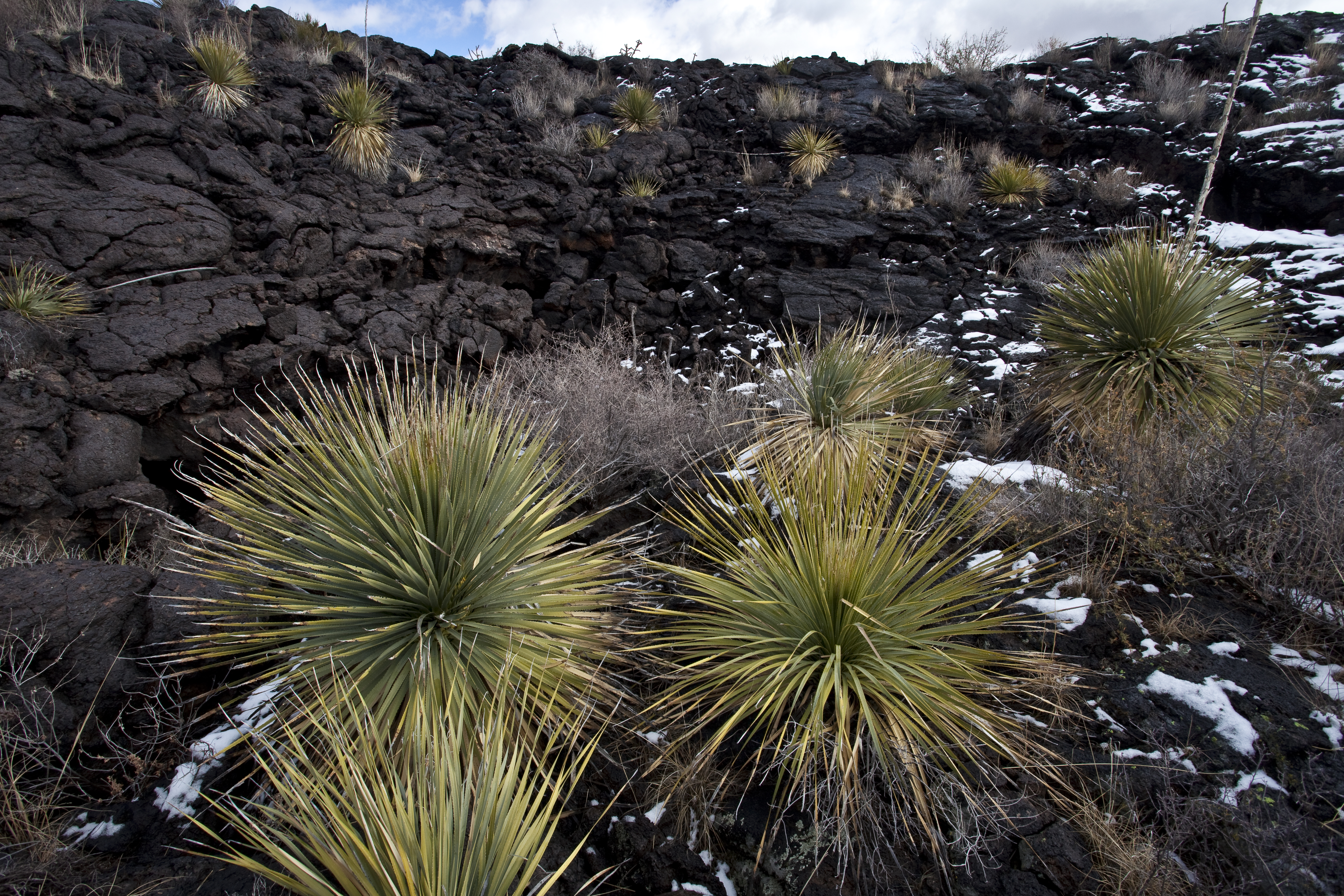
Little Black Peak
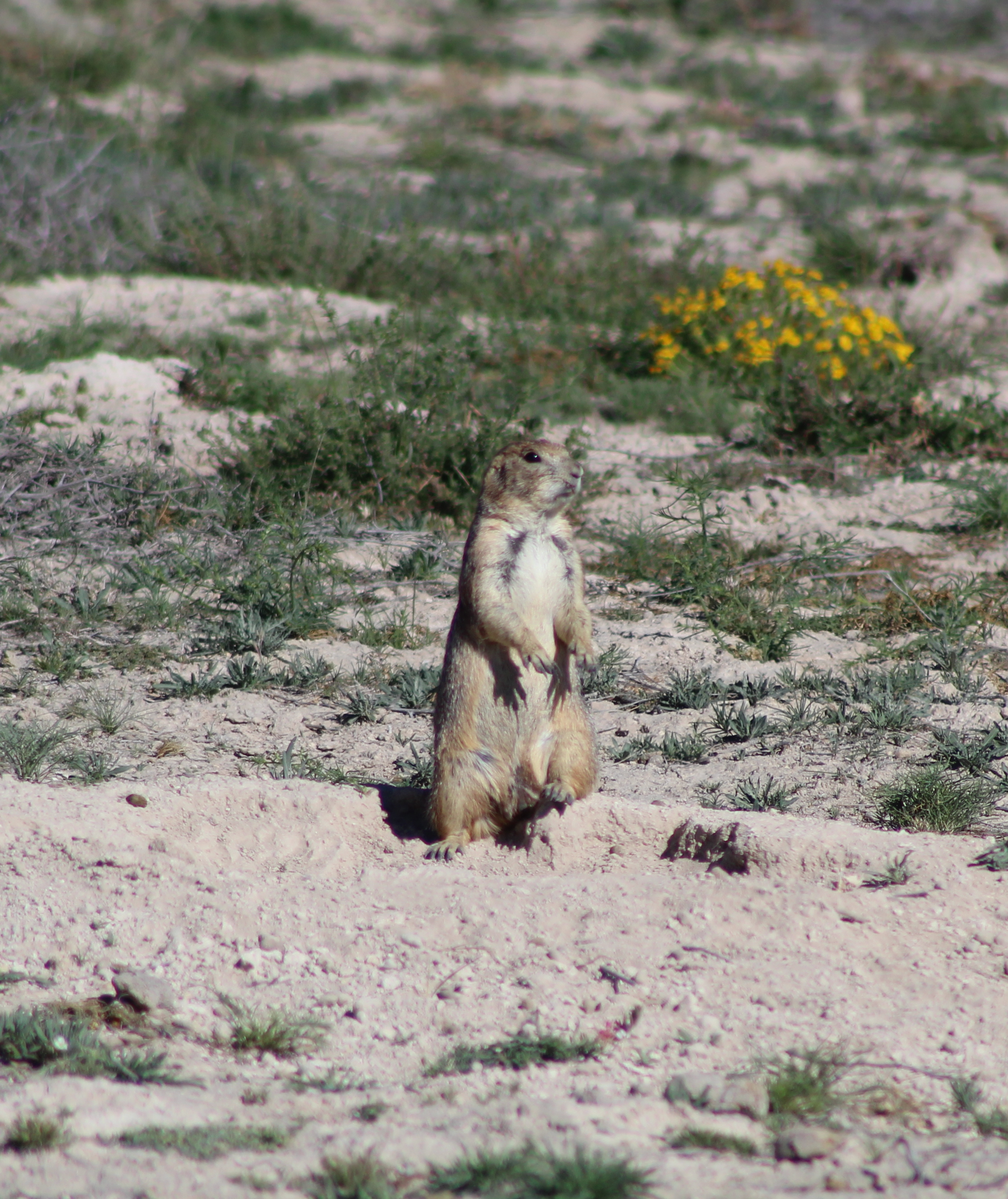
Llano La Soledad
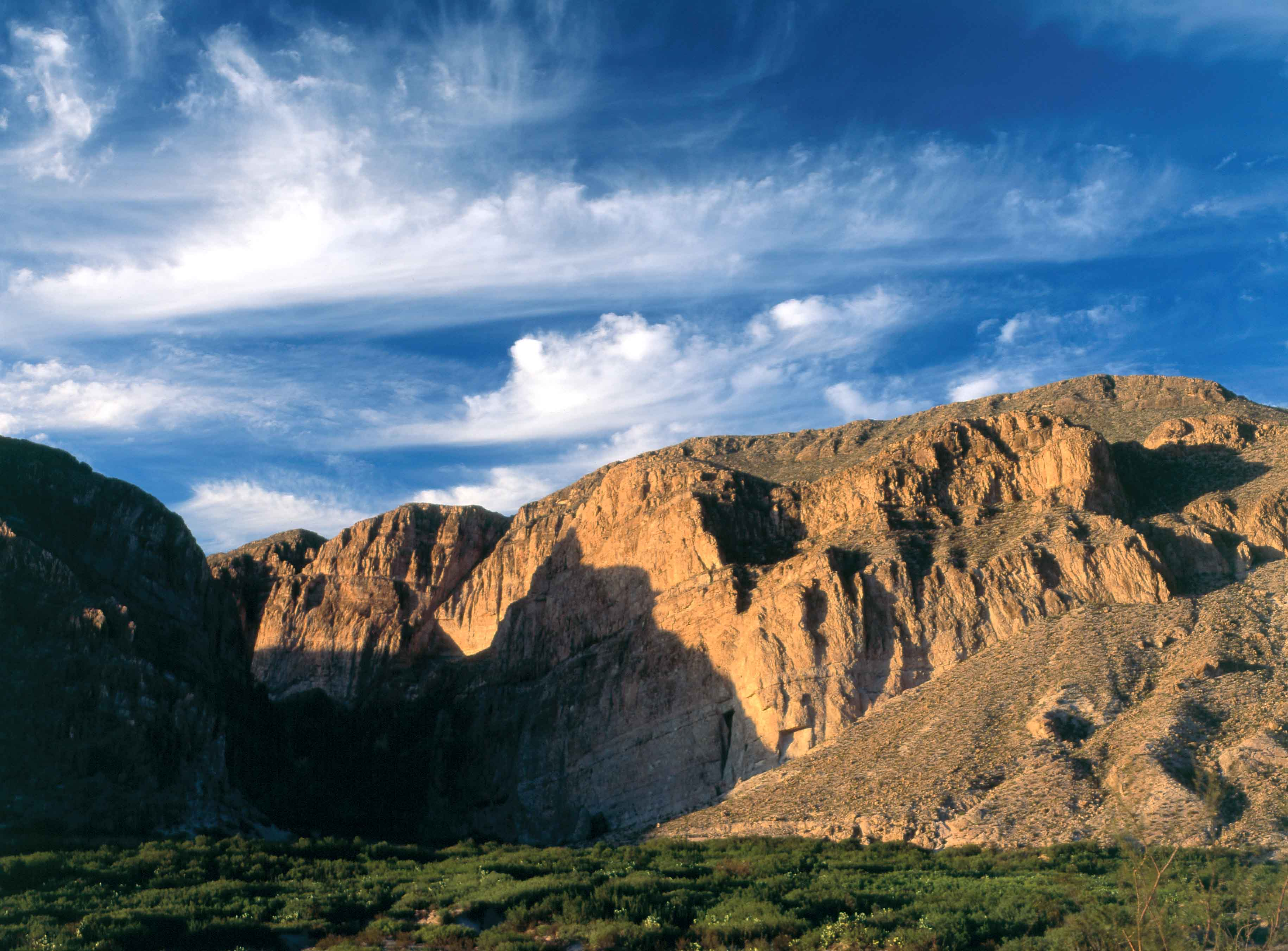
Maderas del Carmen
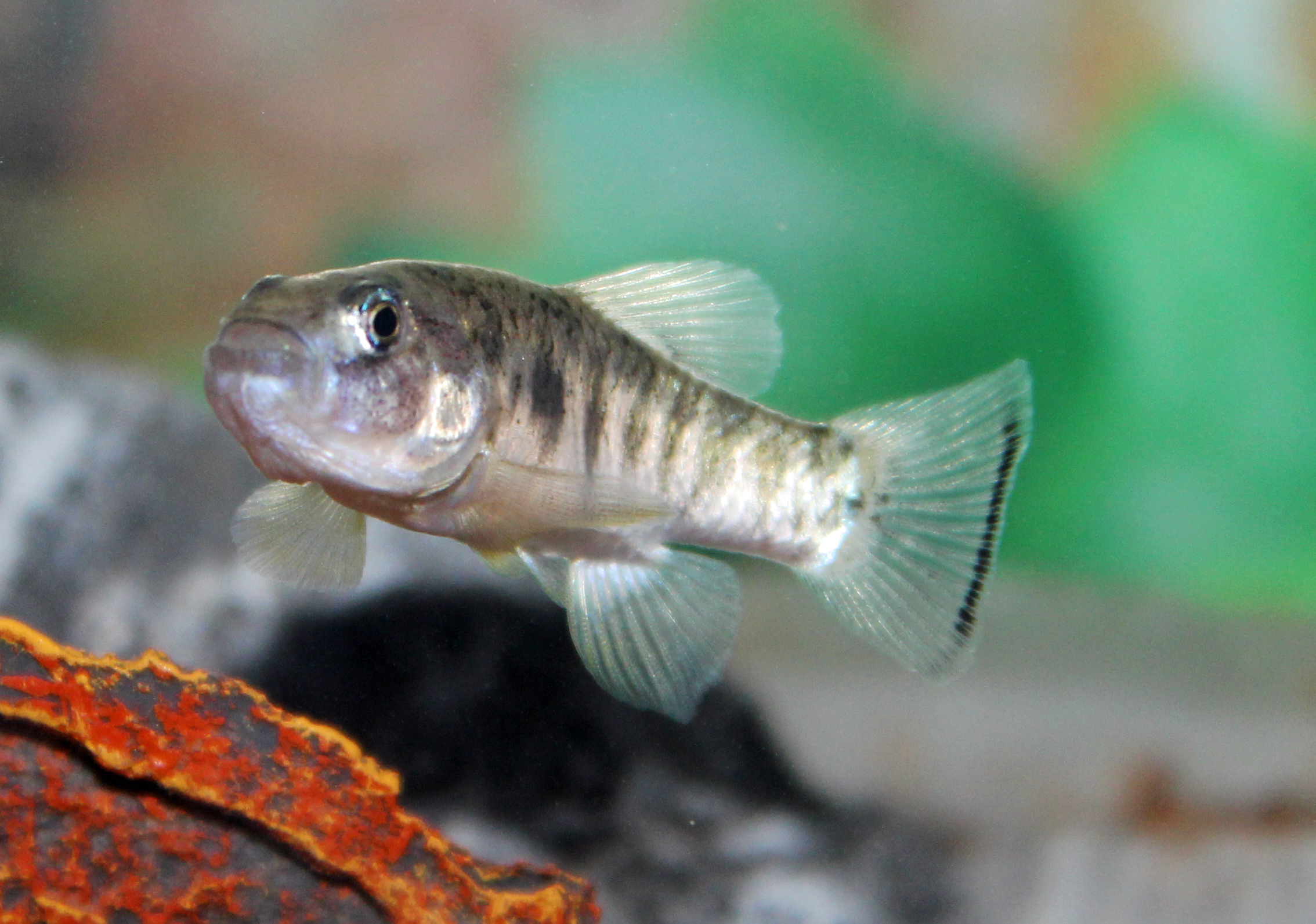
Manantiales Geotermales de Julimes
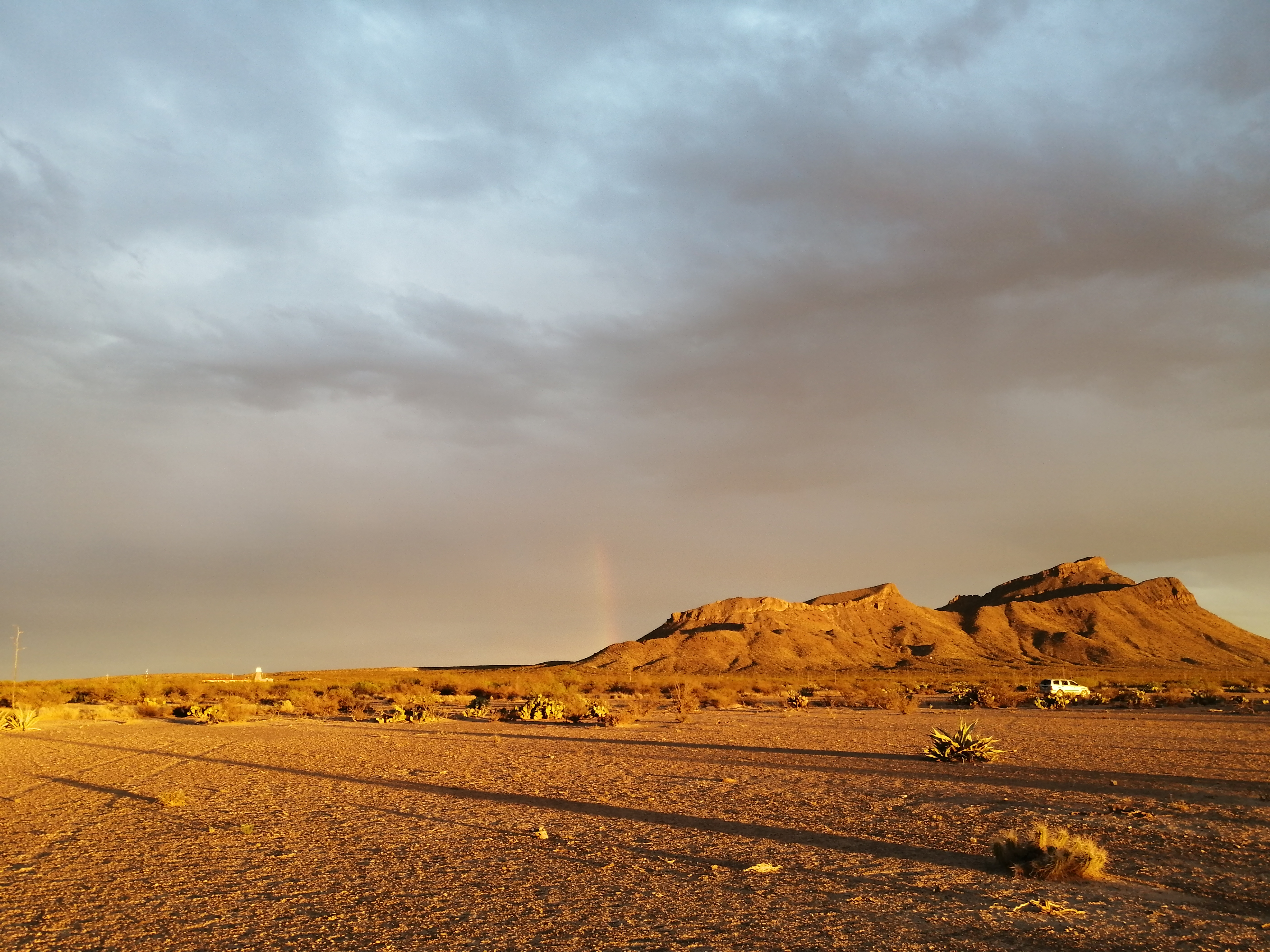
Mapimí
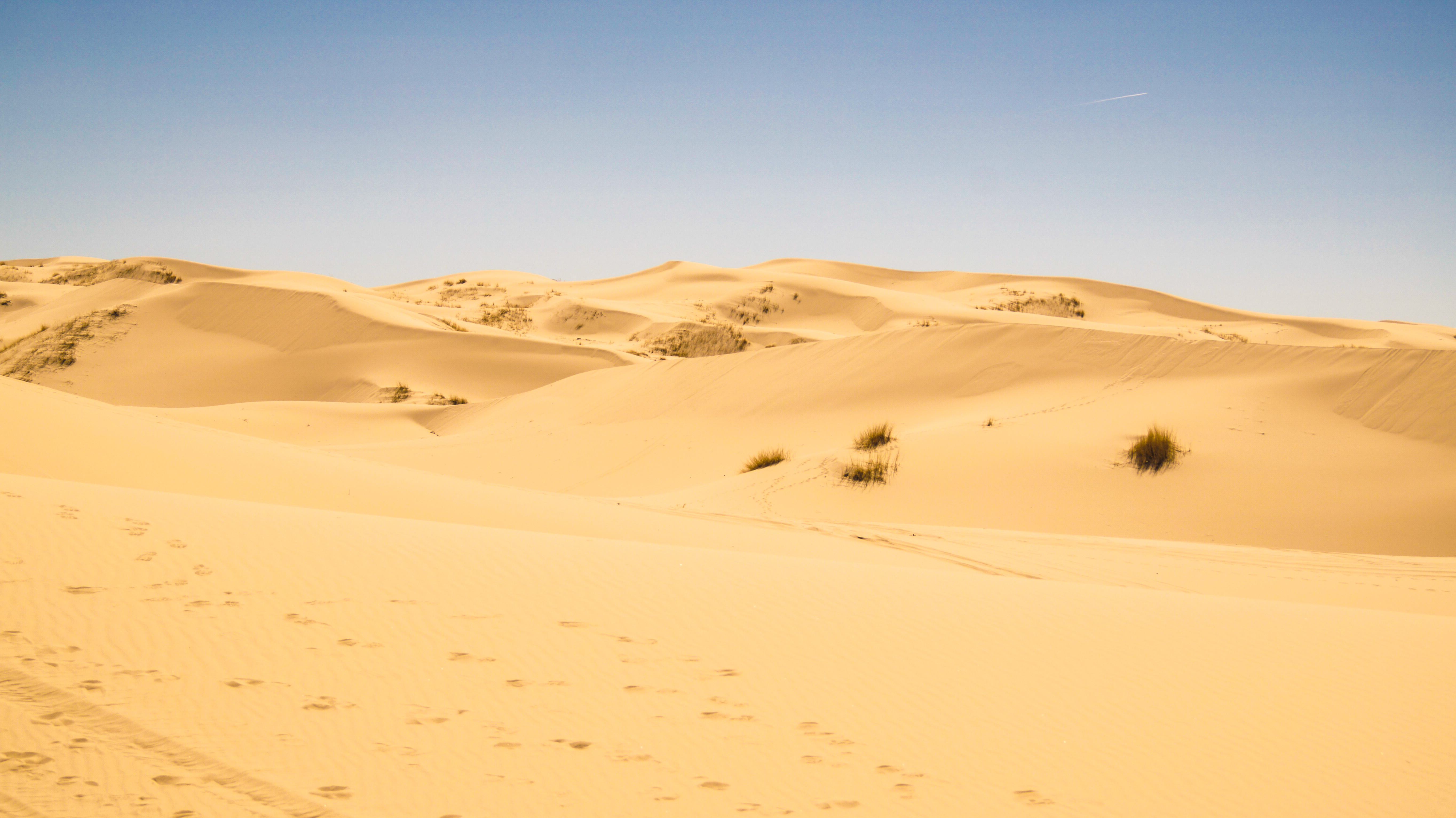
Médanos de Samalayuca
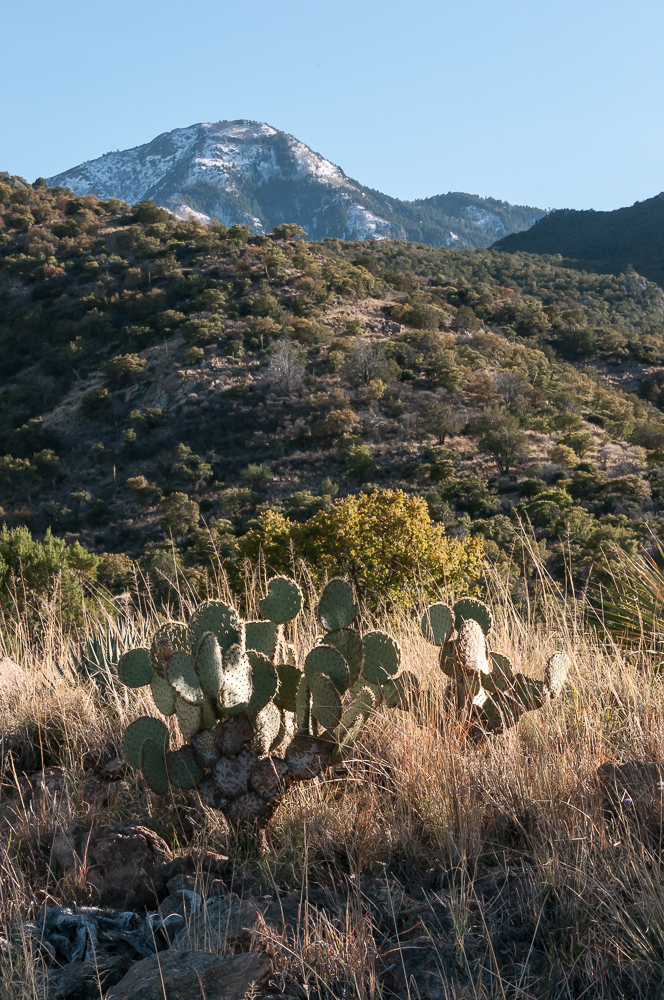
Miller Peak
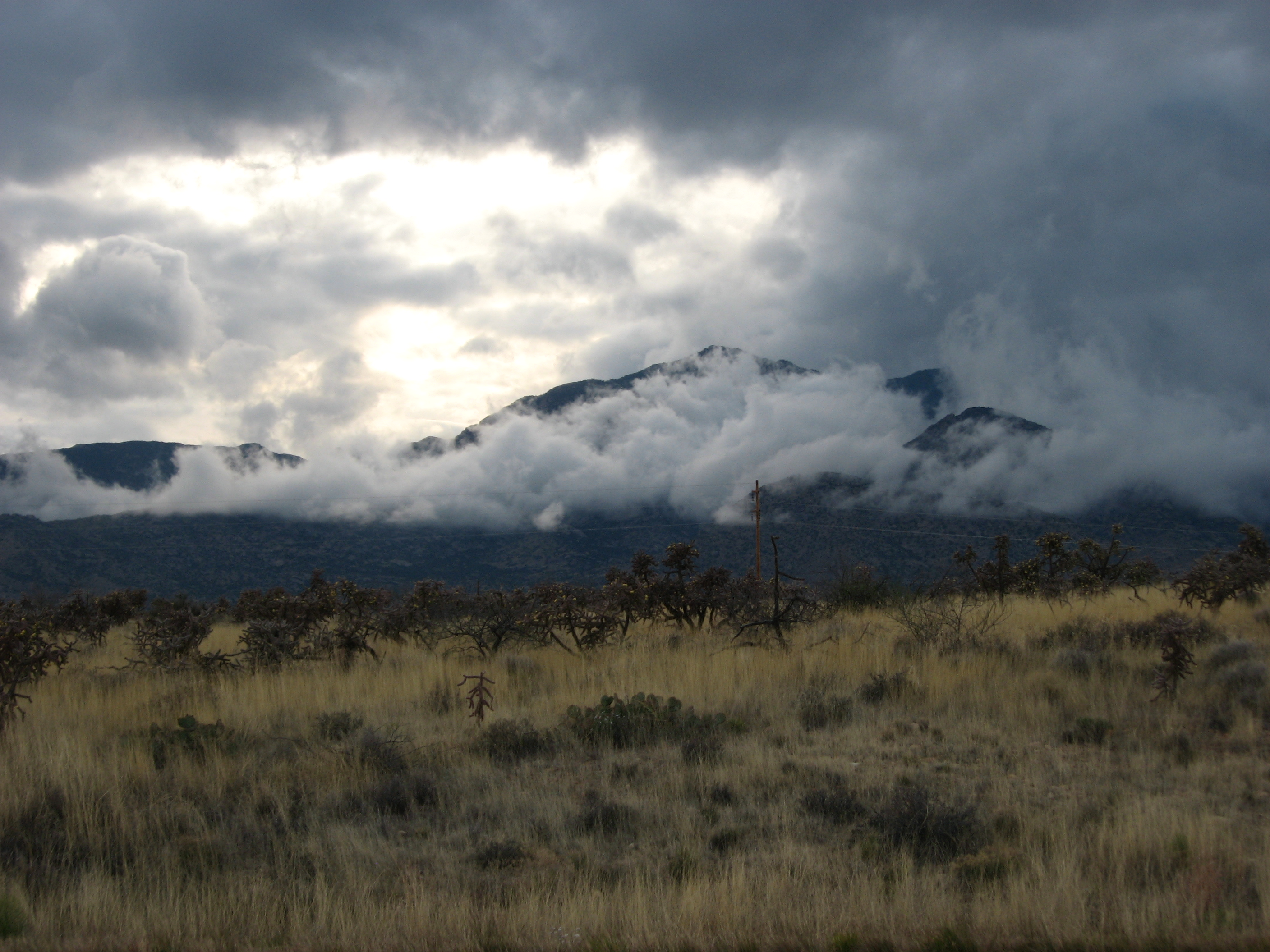
Mount Graham
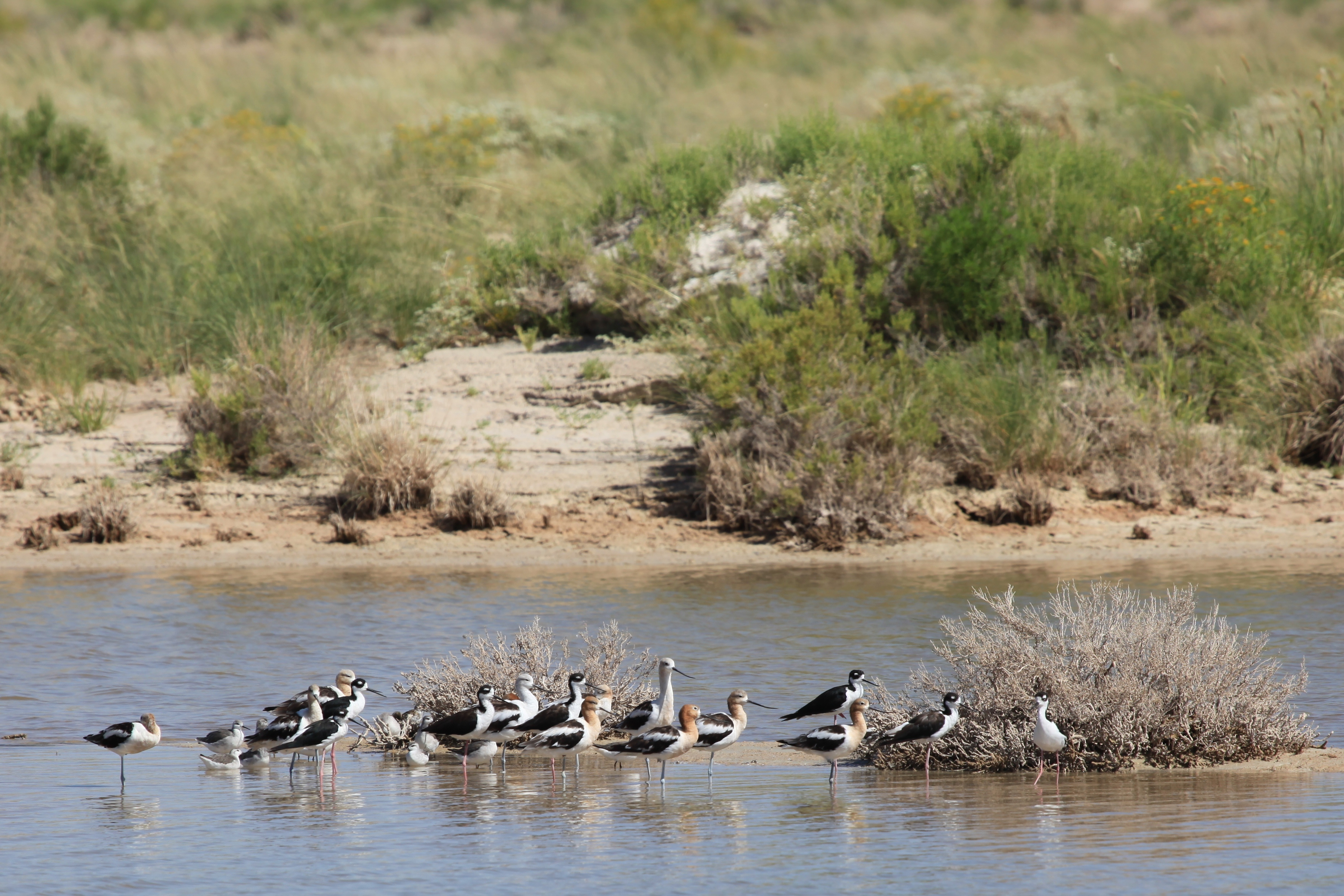
Ocampo
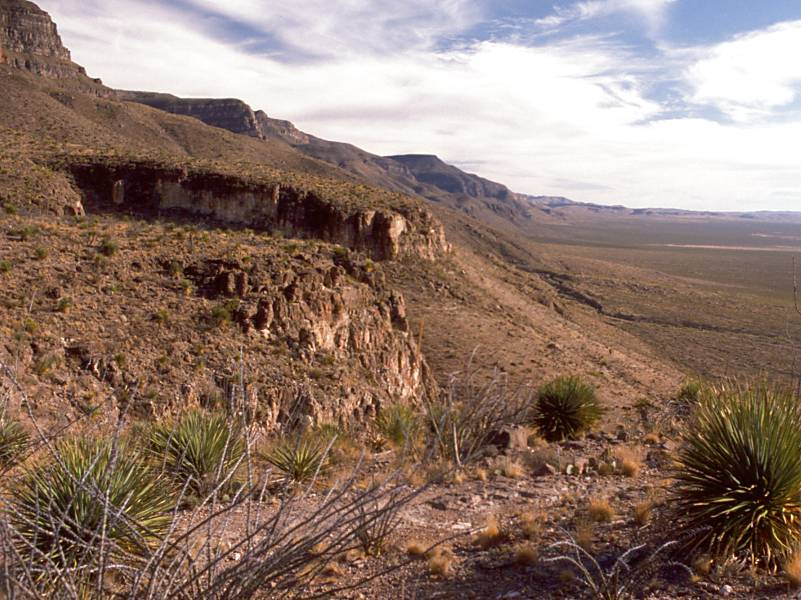
Oliver Lee Memorial State Park
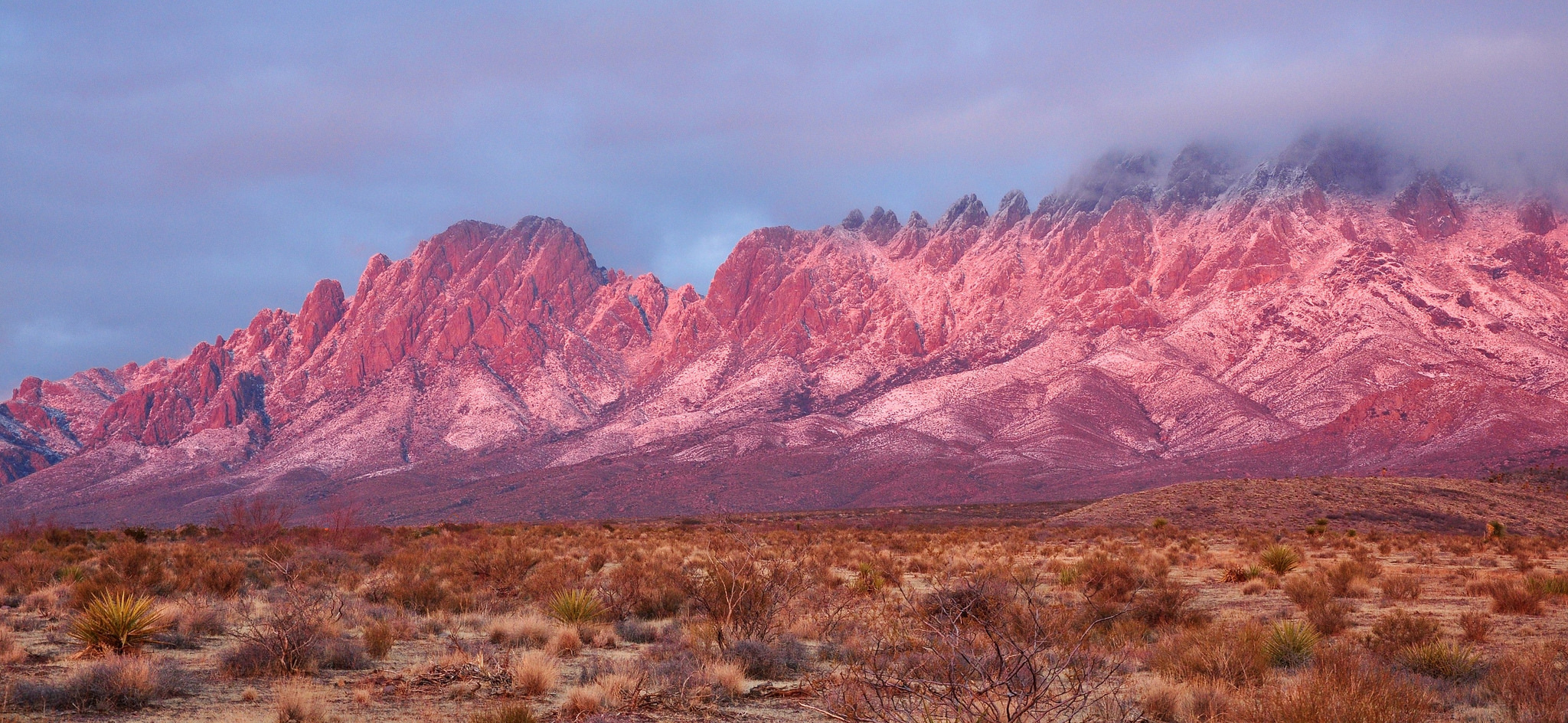
Organ Mountains-Desert Peak
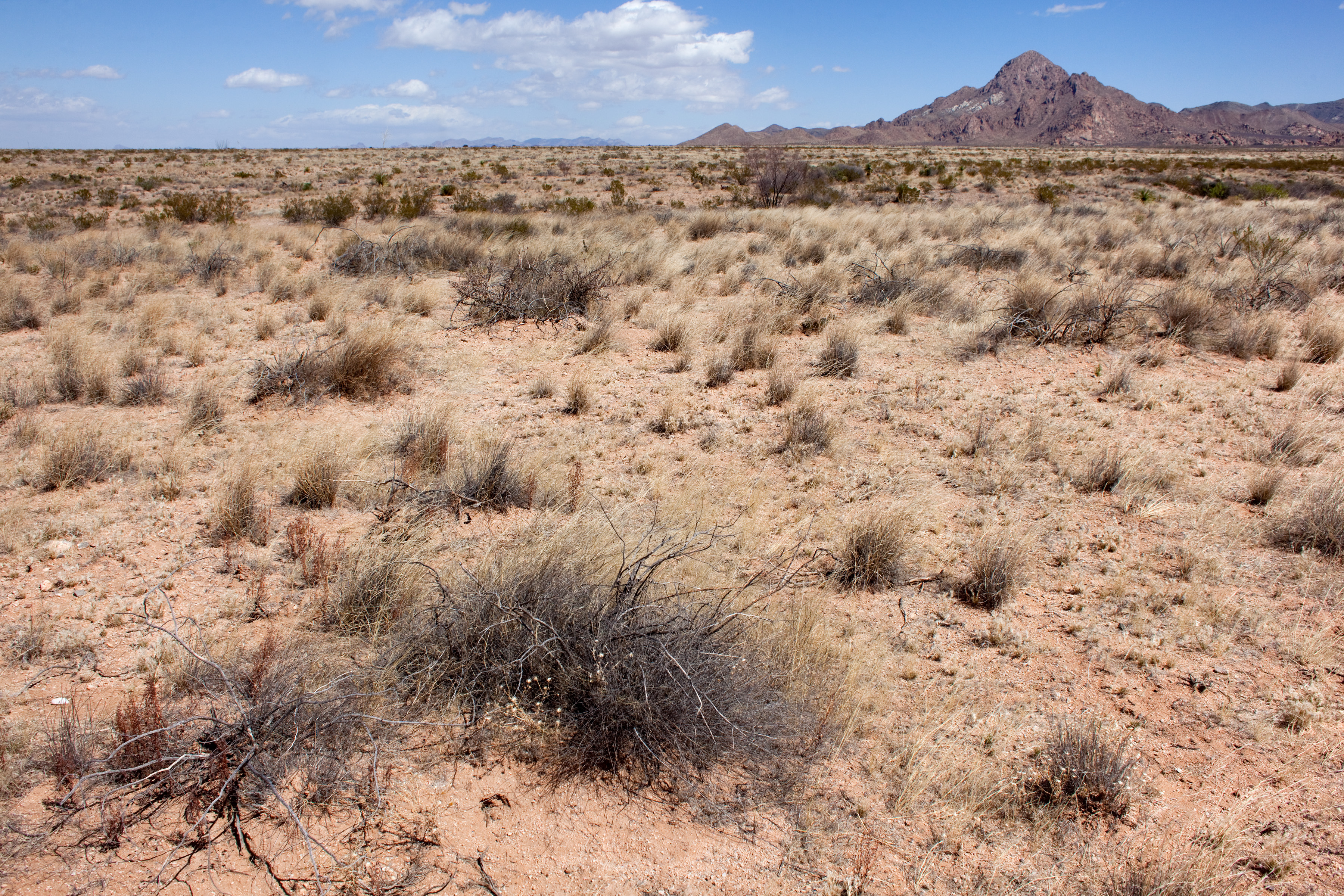
Peloncillo Mountains
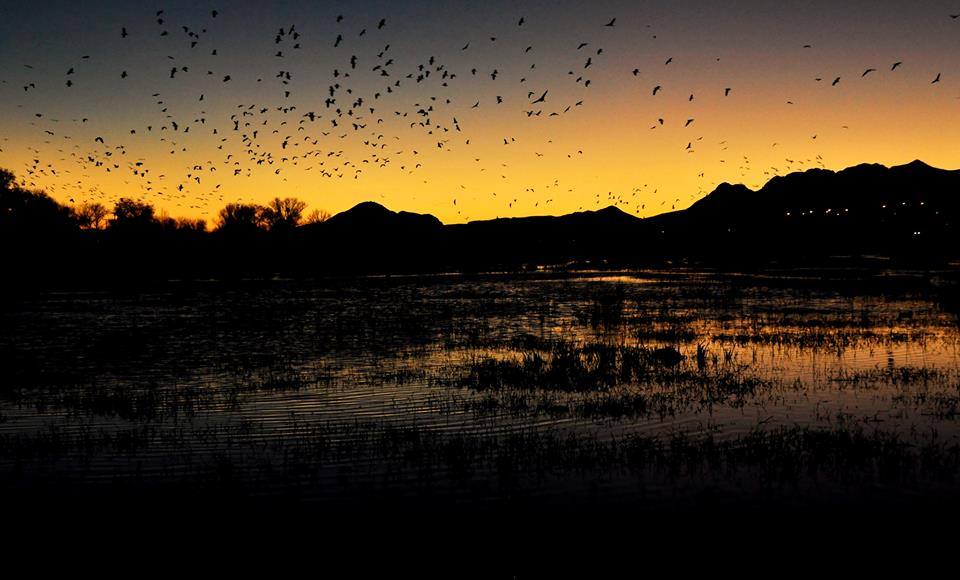
Río San Pedro - Meoqui
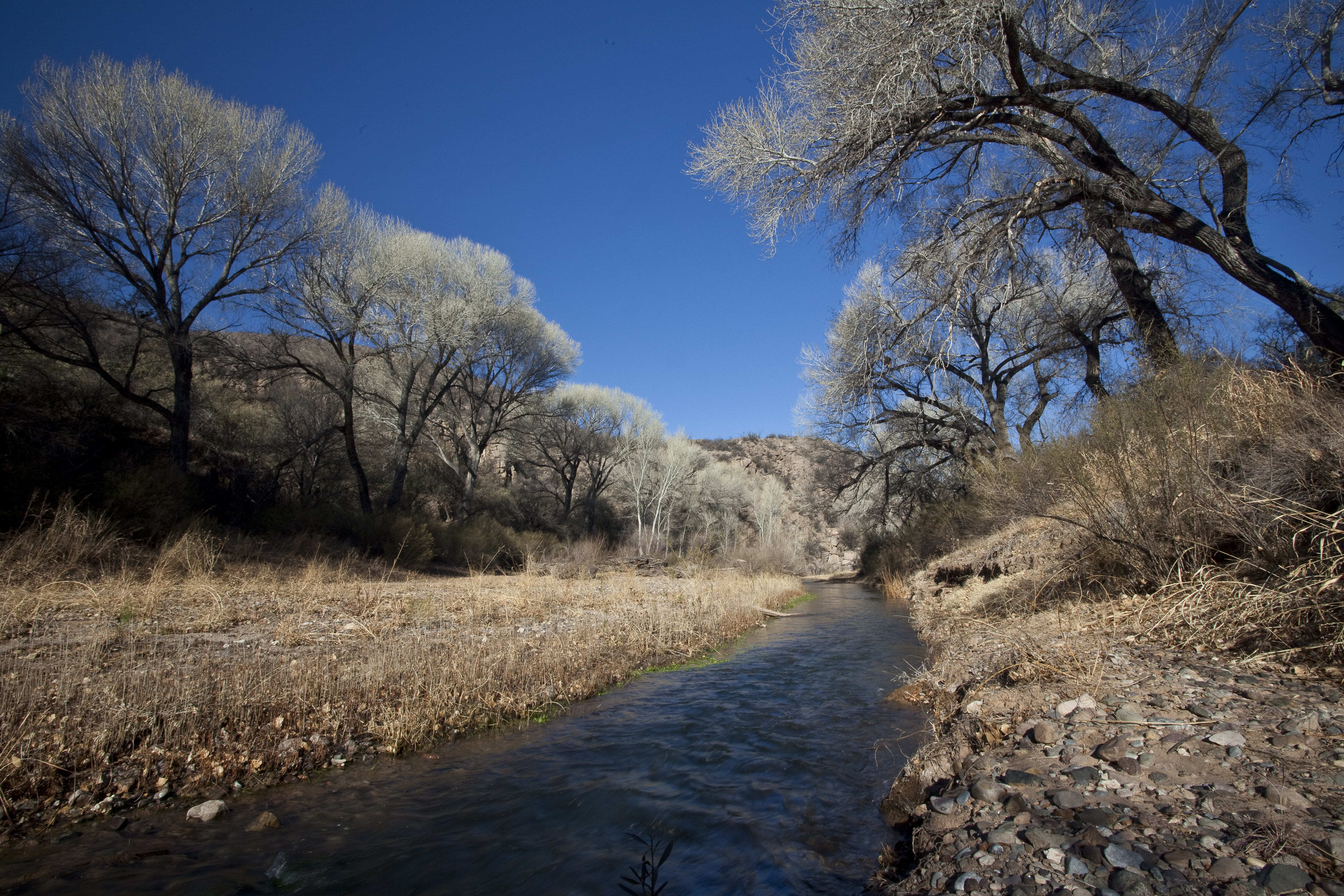
San Pedro Riparian
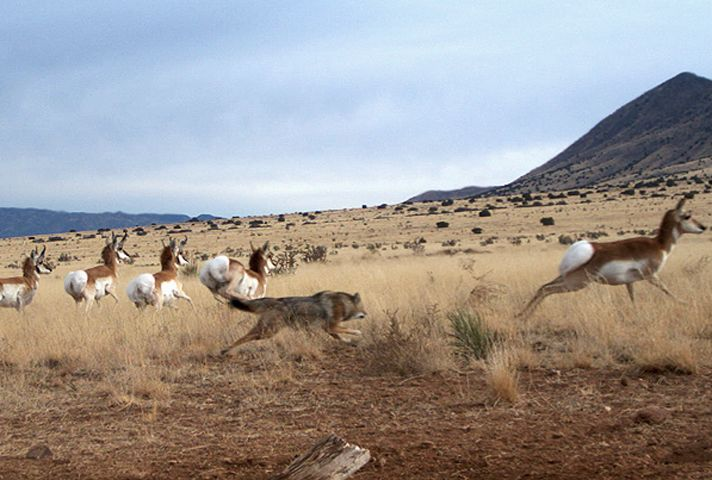
Sevilleta
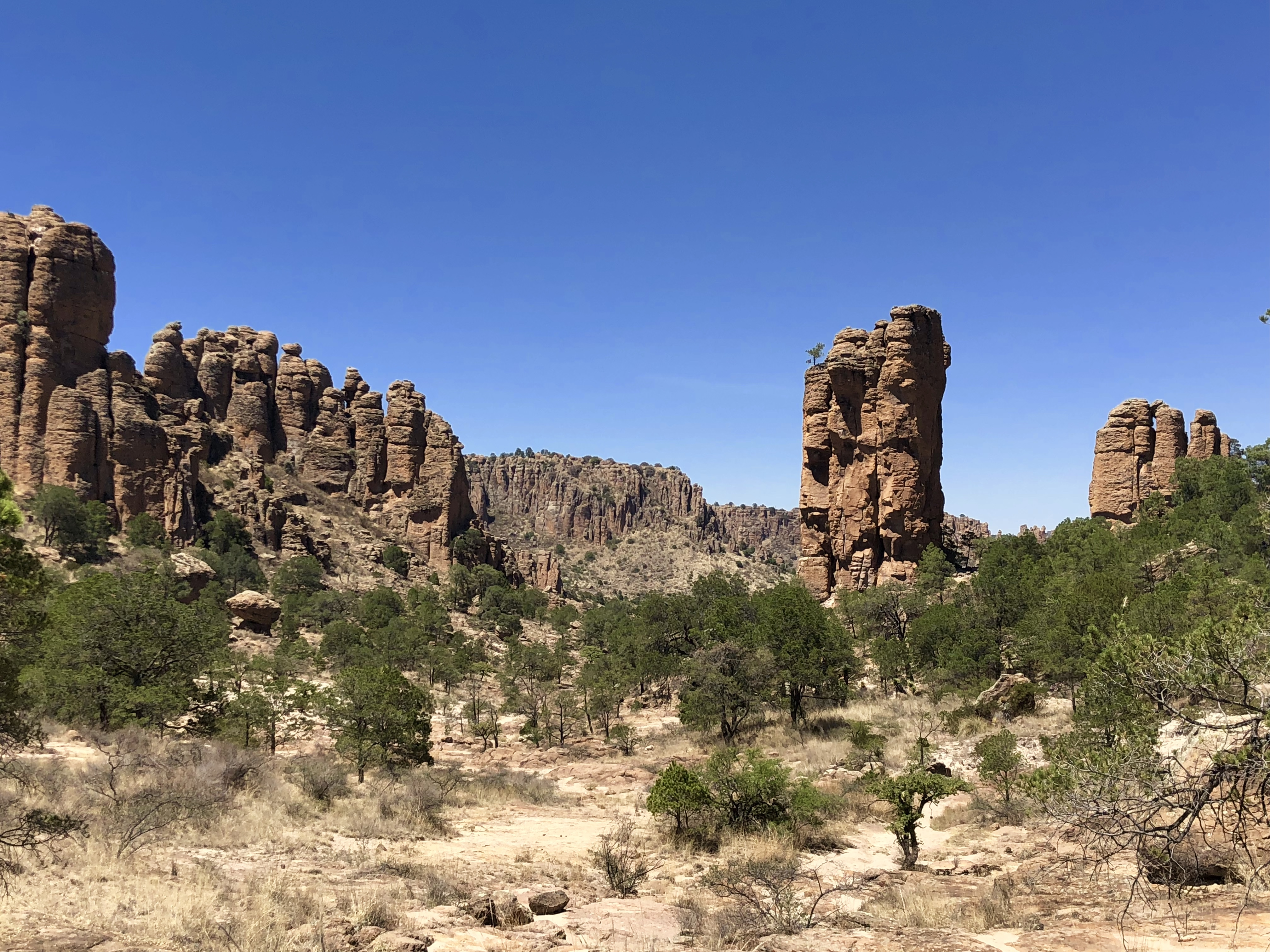
Sierra de Órganos
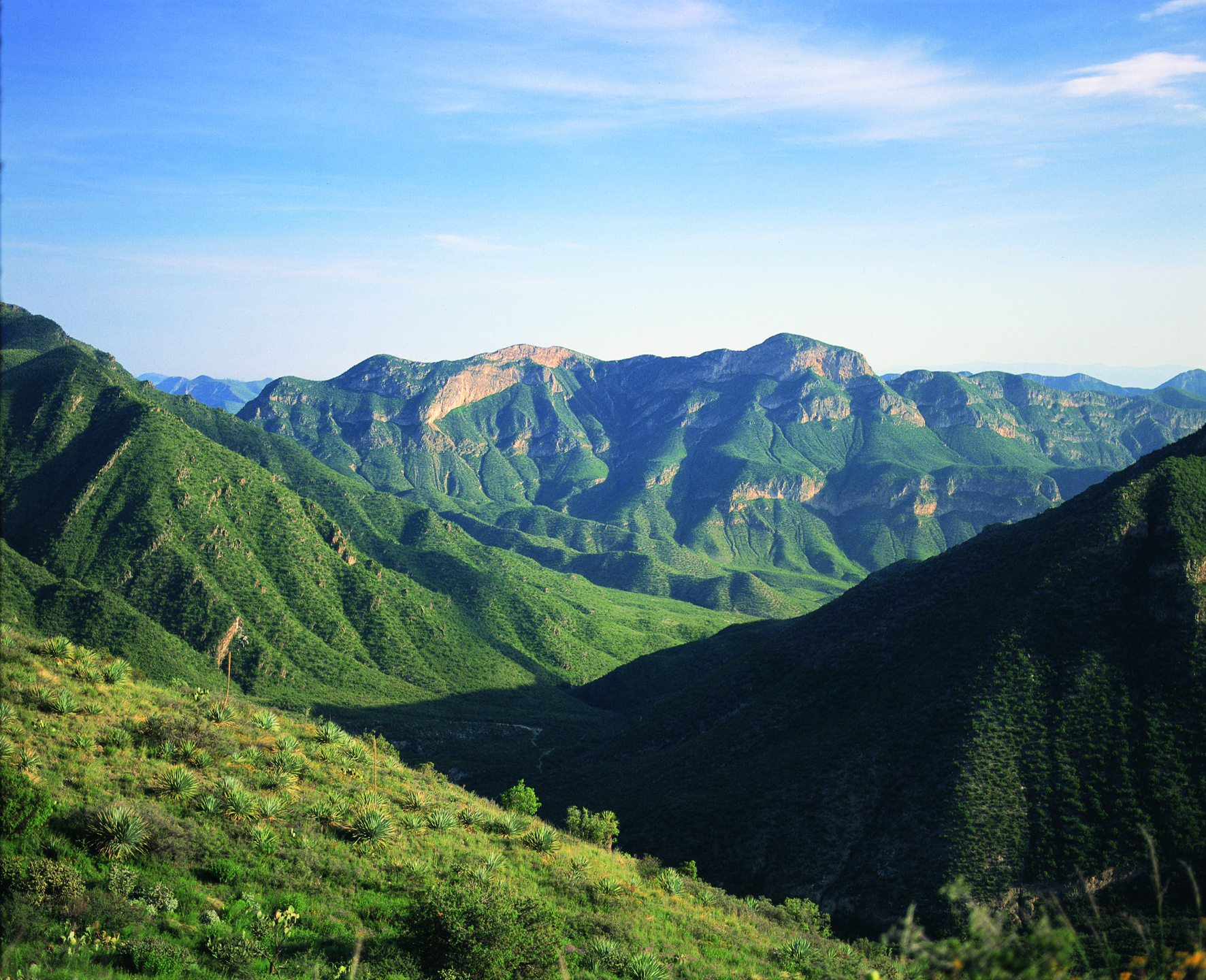
Sierra y Cañón de Jimulco
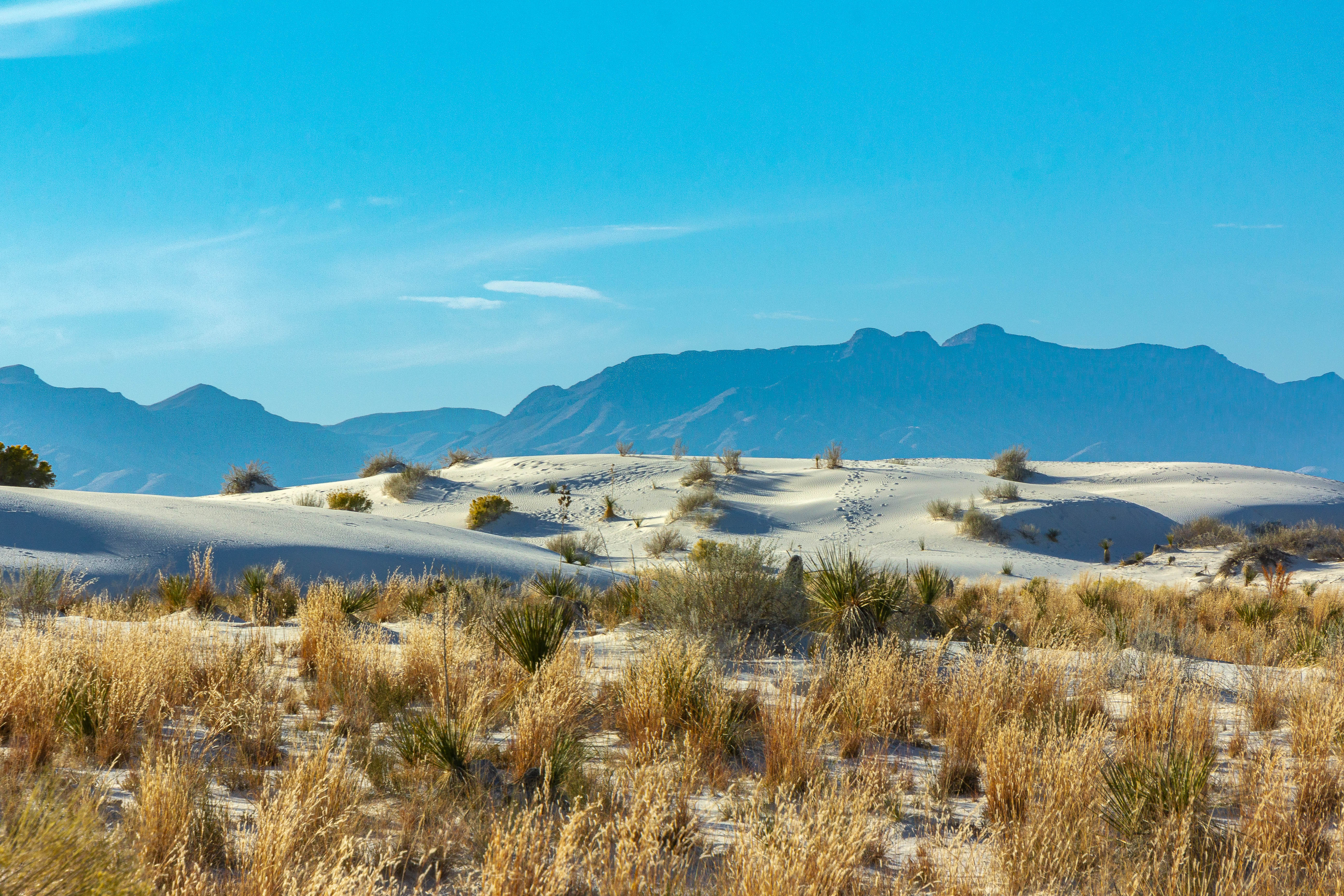
White Sands

## Amenazas
A pesar de su trascendental importancia ecológica y contar con una gran cantidad de ecosistemas prístinos, resultado de una menor densidad poblacional inherente a la región desértica, así como de una amplia gama de organismos y políticas de protección que buscan expandir las áreas naturales protegidas en esta ecorregión, el desierto chihuahuense se ve amenazado por múltiples causas. 
La sobreexplotación de las cuencas hidrológicas, tanto superficiales como subterráneas, ha alcanzado niveles preocupantes, con una alarmante tasa del 150% de sobreexplotación registrada en 19 cuencas hidrológicas del estado de Chihuahua; particularmente asociadas al bombeo agrícola y al crecimiento urbano desmesurado. Este agotamiento de los recursos hídricos ha desencadenado el deterioro de los corredores acuáticos, resultando en la pérdida de flujo permanente en muchos de ellos. Es también este crecimiento de áreas urbanas, particularmente las zonas metropolitanas El Paso-Juárez, La Laguna, Saltillo, Chihuahua, Tucson y Albuquerque lo que ha traído problemáticas como la contaminación por agroquímicos, desechos sólidos y aguas residuales urbanas.
El cambio acelerado de uso de suelo (para la agricultura y la ganadería no sustentables) desde la década de 1970 ha resultado en consecuencias devastadoras para el desierto. El aumento en la superficie agrícola, asentamientos humanos y cuerpos de agua artificiales, junto con la disminución de áreas ribereñas, bosques y pastizales-matorrales, ha fragmentado los ecosistemas y ocasionado una pérdida significativa de biodiversidad.
La invasión de especies introducidas por el humano, como el cedro salado (especies del género Tamarix) y especies de pastos exóticos, agrava aún más la situación al desplazar especies endémicas y propiciar la pérdida de grandes volúmenes de agua. Esta reducción de espacios para la fauna junto a la modificación de cauces, genera falta de agua e inundaciones perjudiciales para las comunidades ribereñas. A su vez, la cacería y el comercio ilegal de plantas, principalmente cactáceas, y vertebrados como reptiles para mascotas constituyen una amenaza adicional reciente. Una gran amenaza a las especies está representada por los entusiastas de cactus y sus distribuidores, que han llevado al borde de la extinción a algunas especies. 
Otra amenaza histórica es la minería, particularmente en Chihuahua, Coahuila, Durango y Zacatecas. La minería genera cambio en los flujos del agua, contaminación del suelo, cambios en el relieve, pérdida de flora y fauna, contaminación del agua, y desorganización social. En las últimas décadas, las empresas mineras suelen ejercer presión política a gobiernos locales y nacionales, evitando el establecimiento de áreas naturales protegidas, como sucedió ante la oposición de la promulgación de la Reserva de la Biosfera del Desierto Semiárido de Zacatecas, la cual iba a constar con más de 2 millones de hectáreas.  
Las políticas inadecuadas y la ineficiente aplicación de las leyes crean incentivos perjudiciales para la agricultura y la extracción de agua, contribuyendo así a la degradación. Esta problemática ha afectado a más de 50 especies de flora silvestre, enlistadas en alguna categoría de riesgo, evidenciando la urgente necesidad de implementar medidas de conservación y concienciación para revertir estas tendencias preocupantes.